# Busverkehr in Berlin

Logo ähnlich dem für den BVG-Busverkehr

Der Busverkehr in Berlin wird weitgehend von den Berliner Verkehrsbetrieben (BVG) betrieben. In den Außenbezirken kommen auch Busse der umliegenden Regionalbus-Verkehrsunternehmen zum Einsatz. Auf dem größten Stadtbusnetz im deutschsprachigen Raum mit rund 1455 Bussen sowie weiteren 140 angemieteten Bussen privater Unternehmen werden täglich 300.000 Kilometer im Linienverkehr bewältigt. Die Busse verkehren auf 201 Linien, davon tagsüber auf 163 Linien (darunter 129 normale Stadtbus-Linien, 18 MetroBus-Linien, die rund um die Uhr bedient werden, 13 ExpressBus-Linien mit vorangestelltem ‚X‘ vor der Liniennummer, eine Rufbus-Linie, eine Saison-Linie). In der Nacht werden 68 Linien bedient (darunter 50 Nachtbuslinien sowie 18 MetroBus-Linien; am Wochenende nur 42 Nachtbuslinien, da die U-Bahn dann durchgehend auch nachts betrieben wird). Im Jahr 2017 beförderten die Busse der BVG etwa 440 Millionen Fahrgäste; die Linienlänge wurde mit 1675 km (tagsüber) bzw. 795 km (nachts) angegeben.
Die Fahrzeugflotte besteht aus verschiedenen Bustypen wie Solobussen, Doppeldeckern und Gelenkbussen. Midibusse und Kleinbusse werden nur noch von privaten Auftragnehmern eingesetzt.

## Geschichte

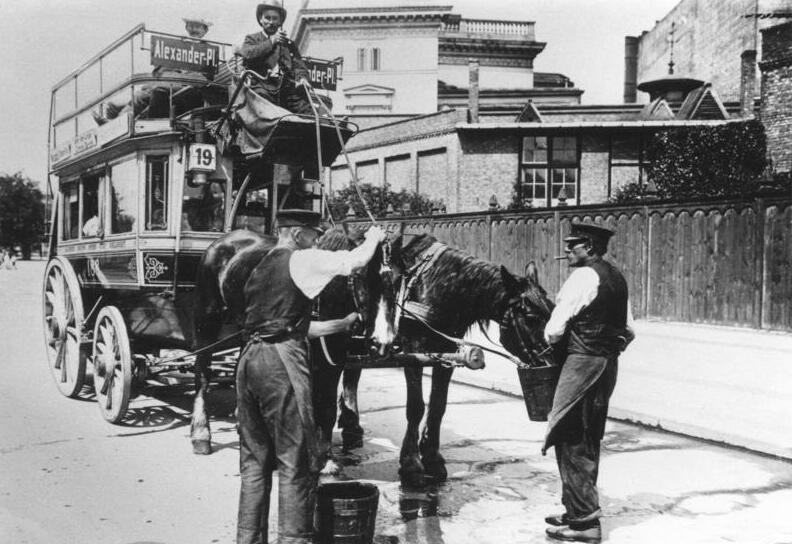
Pferdeomnibus in Berlin

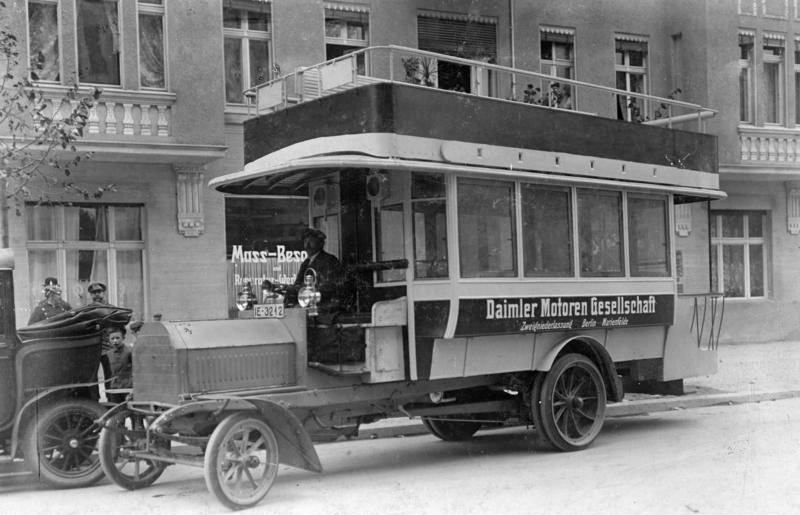
Decksitzbus der Daimler-Motoren-Gesellschaft in Berlin, 1907

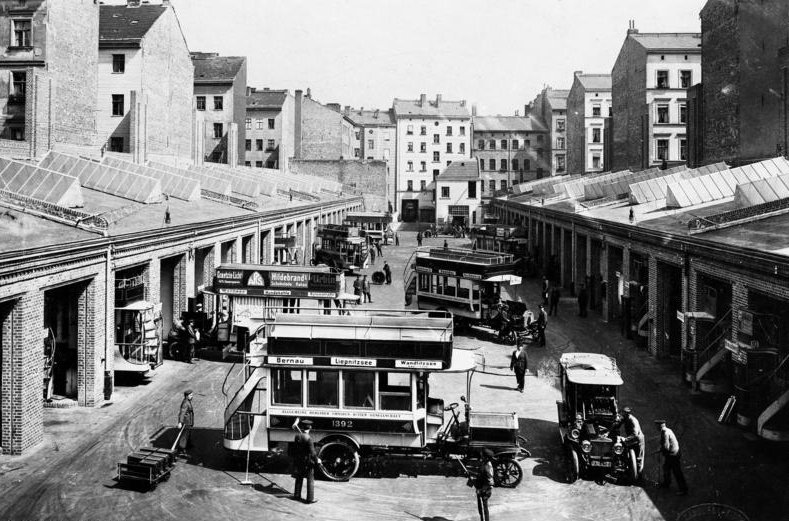
Busdepot der ABOAG, 1908

### 1825–1914
Der erste öffentliche Verkehr in Berlin führte ab 1825 vom Brandenburger Tor zur Nachbarstadt Charlottenburg. Betreiber war Simon Kremser, der in den Folgejahren auch Fahrten von anderen Stadttoren in die entsprechenden Nachbarorte hauptsächlich für den Ausflugsverkehr durchführte. Seine Fahrzeuge waren halboffene Kremser, wie der Wagentyp heute nach ihm benannt wird. Die wenigen Fahrten wurden nach Fahrplan durchgeführt.
Die erste „Linie“ innerhalb der Berliner Zollmauer wurde von Israel Moses Henoch 1840 zwischen dem Alexanderplatz und dem Potsdamer Bahnhof eingerichtet. Drei Jahre vorher war sein Droschkenmonopol ausgelaufen.
Die Concessionierte Berliner Omnibus-Compagnie erhielt am 30. Oktober 1846 die Genehmigung, fünf innerstädtische Linien mit Pferdeomnibussen zu betreiben. Der Betrieb der ersten Linie wurde am 1. Januar 1847 zwischen Alexanderplatz und Tiergartenstraße aufgenommen, es gab 20 Wagen und 120 Pferde. Bei den Märzrevolutionen im Jahr 1848 wurden die Fahrzeuge der Compagnie von Aufständischen als Barrikaden benutzt und beschädigt, die junge Firma wurde zahlungsunfähig. Nach der Eingemeindung von Vororten, einem starken Bevölkerungszuwachs und Verdichtung der Bebauung sowie der Einführung der Gewerbefreiheit in Preußen stieg Anfang der 1860er Jahre langsam der Bedarf an Beförderungsmöglichkeiten. 1864 gab es bereits 36 Fuhrbetriebe, die mit 303 Pferdeomnibussen auf 39 Linien beteiligt waren, deren konkurrierendes Angebot jedoch die Nachfrage überstieg.
1865 wurde die Berliner Omnibus-Gesellschaft, Kommandit-Gesellschaft auf Aktien gegründet, die 1868 die Konzessionen für die Berliner Buslinien übernahm. Nach heftigen Auseinandersetzungen in der neuen Gesellschaft über Fehlentscheidungen in der Unternehmensführung wurde das Unternehmen kurze Zeit später aufgelöst. Die 270 Fahrzeuge sowie mehr als tausend Pferde wechselten ab 1868 in den Bestand der neu gegründeten Allgemeinen Berliner Omnibus Actien Gesellschaft (ABOAG). Die Pferdeomnibusse waren bereits damals als Decksitzfahrzeuge ausgeführt und wurden als Ein- und Zweispänner gefahren. Somit konnten 1875 bereits 14 Millionen Passagiere befördert werden.
Zur selben Zeit begannen auch die Pferdestraßenbahn (1865) und einige Jahre später die elektrische Straßenbahn (1881 im Probe- und 1883 im Planbetrieb) in Konkurrenz zu den Pferdeomnibussen aufzutreten. Bereits 1882 führte Werner von Siemens auf dem Kurfürstendamm mit dem Elektromote den ersten elektrisch über eine Oberleitung betriebenen Oberleitungsbus vor.
Den Hauptanteil des Personenverkehrs auf Berlins Straßen in den 1890er Jahren übernahm die Straßenbahn. Die Konzessionen für die Omnibusverbindungen in Berlin und von dort in die Nachbargemeinden hielten verschiedene Unternehmen. Die Große Berliner Omnibus-Gesellschaft wurde 1896 von der Neuen Berliner Omnibus-Aktien-Gesellschaft aufgekauft, daneben gab es weiter die ABOAG.
Im Sommer 1898 wurde von der UEG ein mit einem Akkumulator betriebener Elektrobus bei der ABOAG erprobt. Auch die Neue Berliner Omnibus-AG erprobte 1898 und 1899 Akkumulator-Omnibusse. 1900 wurden zehn dieser Fahrzeuge bei der ABOAG betrieben, dabei wurde auch das heute wieder angewandte Nachladen der Akkus an einer Ladestation an den Endhaltestellen angewendet.
1904 wurden erstmals Zahlen (vereinzelt auch Buchstaben) als Linienbezeichnungen vergeben. Im selben Jahr wurde die Gleislose Bahn Niederschöneweide–Johannisthal eingerichtet, der Betrieb aber noch im Laufe des Jahres wieder eingestellt. Die ersten zwei Omnibusse mit Verbrennungsmotor wurden in Berlin am 19. November 1905 von der ABOAG auf der Linie 4 zwischen Chausseestraße Ecke Liesenstraße und Halleschem Tor via Friedrichstraße eingesetzt, die schnell durch weitere Automobil-Omnibusse ergänzt wurden. Die Fahrgestelle und Motoren der Fahrzeuge stellte Daimler in Marienfelde her, die Omnibus-Aufbauten kamen von Lange & Gutzeit, die auch die Pferdeomnibusse für die ABOAG bauten. Durch den Erfolg der Motor-Omnibusse verbreitete sich dieses neue Verkehrsmittel recht bald, auch mehrere andere Verkehrsbetriebe stellten Anträge auf Linienkonzessionen, auch die Große Berliner Straßenbahn.

### 1914–1945
Während des Ersten Weltkriegs wurden die Pferde und ein Großteil der Kraftomnibusse von der Heeresverwaltung beschlagnahmt, sodass die ABOAG schließlich nur noch über 108 Fahrzeuge verfügte. Zu Kriegsende war man schließlich nur noch in der Lage, zwei Linien zu betreiben, da auch der Treibstoff knapp war (es wurden sogar einige der Fahrzeuge auf Kohle- bzw. Gasbetrieb umgerüstet).
Der Wiederaufbau des Unternehmens wurde durch die starke Inflation der Nachkriegsjahre erschwert. Nach und nach wurden hunderte Fahrer entlassen, da keine Fahrleistungen mehr erbracht wurden. Im August 1923 wurde der Betrieb der Pferdeomnibusse endgültig aufgegeben, und im Oktober desselben Jahres lag der Fahrpreis für eine Teilstrecke bei 150 Milliarden Papiermark.
1916 wurde als Einheitsmotorbus der RK-Wagen geliefert, benannt nach dem ABOAG-Direktor Robert Kaufmann. Nachbildungen auf Hanomag und Daimler-Benz-Fahrgestellen fuhren ab den 1980er Jahren als Touristenbusse durch Berlin.
Auf Londoner und Chicagoer Fahrgestellen wurden 1925 die ersten Doppeldeckerbusse mit geschlossenem Oberdeck an die ABOAG ausgeliefert. Diesen folgte wenig später die erste Doppeldecker-Serie der ABOAG: sie besaß Niederrahmen-Fahrgestelle mit zwei Achsen. Dreiachser wurden ab 1929 beschafft. Diese Busse erhielten später zusätzlich eine vordere Schiebetür zum Aussteigen. Der offene Einstieg in die Busse war inzwischen vom Heck zur rechten hinteren Seite gewandert.
Im Jahr 1926 erwarb die Stadt Berlin die Hochbahngesellschaft sowie einen großen Eigentumsanteil an der ABOAG. Im darauf folgenden Jahr schlossen sich Hochbahn, Straßenbahn und Bus zu einer Interessengemeinschaft zusammen, in der es nun auch erstmals Umsteigefahrscheine zwischen den Verkehrsmitteln gab. Zum 1. Januar 1929 erfolgte schließlich der Zusammenschluss der ABOAG mit der Berliner Straßenbahn-Betriebs-G.m.b.H. und der Gesellschaft für Hoch- und Untergrundbahnen zur neu gegründeten Berliner Verkehrs-Aktien-Gesellschaft kurz BVG. Zu diesem Zeitpunkt wurden 28 Buslinien zum Stadttarif betrieben, davon neun auch während der Nacht, darüber hinaus auch eine Eillinie und sechs Vorortlinien.
Dafür standen in fünf Betriebshöfen 620 Omnibusfahrzeuge und etwa 4500 Mitarbeiter zur Verfügung, die Busse beförderten täglich auf 102.500 Kilometern Fahrleistung 602.100 Personen. In der Folge wuchs das Berliner Verkehrsnetz weiter, und auch ein O-Bus-Netz wurde ab 1933 wieder in Spandau und Steglitz eingerichtet.
1934 wurden die ersten Busse mit Dieselmotoren (D3Die) in Dienst gestellt. Eine etwas gefälligere Bauform hatten die ab 1938 in Betrieb genommenen D-38-Busse. Durch den Beginn des Zweiten Weltkriegs im Jahr 1939 konnten nur noch drei dreiachsige sogenannte Doppeldecker-„Trambusse“ als Do-36 übernommen werden, deren Motor nicht vor der Fahrerkabine, sondern vorn im Wagenaufbau angeordnet war, also Doppeldeckbus ohne sichtbaren Motor. Die Fahrgestelle und Motoren wurden von Büssing-NAG, Daimler-Benz und Henschel geliefert, die Aufbauten stammten von Orenstein & Koppel (O&K) und Gebr. Credé. Der frühere Lieferant NAG wurde in den 1930er Jahren von Büssing übernommen.
Während des Zweiten Weltkriegs wurde wieder ein Großteil der Omnibusse für Militärzwecke beschlagnahmt, diesmal jedoch vornehmlich Eindecker. Erst in den letzten Kriegsmonaten wurden auch Doppeldeckbusse (meist nach Demontage des Oberdecks) in den Krieg geschickt. Durch den Mangel an Kraftstoffen wurden die weiter im Stadtverkehr eingesetzten Busse umgerüstet, damit die Motoren mit Flüssiggas, später auch mit unverdichtetem Stadtgas betrieben werden konnten. Zuletzt kam es auch zur Verwendung von Holzgasgeneratoren zur Holzvergasung.

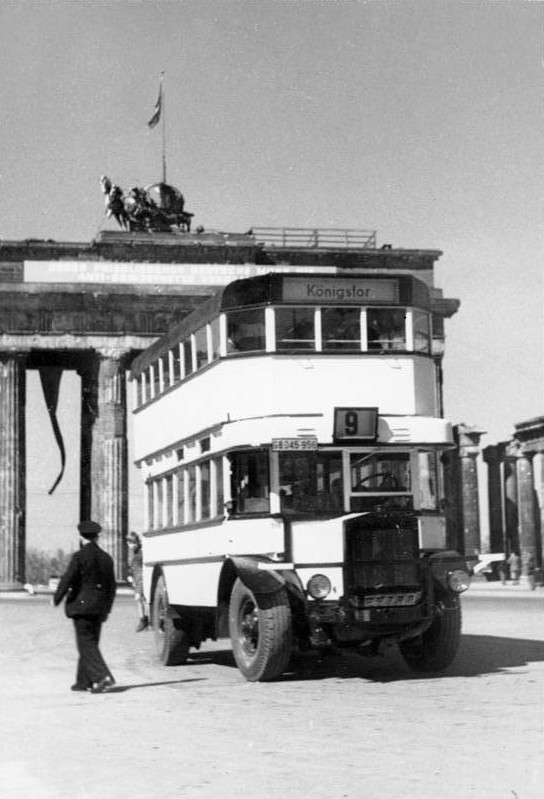
Doppeldeckerbus vor dem Brandenburger Tor, 1949

### 1945–1961
Ende April 1945 war der Busverkehr in der Stadt gänzlich zum Erliegen gekommen. Nur 18 der ehemals über 900 Fahrzeuge hatten den Krieg mehr oder weniger betriebsfähig überstanden. Nach der Kapitulation erteilte der sowjetische Stadtkommandant Bersarin am 13. Mai 1945 den Befehl zum Wiederaufbau des öffentlichen Nahverkehrs in Berlin. Als erste Buslinie wurde am 16. Mai 1945 die Linie 5 (Schöneberg, damaliger Kaiser-Wilhelm-Platz – Zehlendorf, Rathaus) wieder eröffnet.
Im Herbst desselben Jahres begannen die westlichen Alliierten in ihren Sektoren einen Busbetrieb für den Bedarf ihrer Bediensteten einzurichten. Die in Eigenregie betriebenen Linien der amerikanischen, britischen und französischen Besatzungsmächte waren bis 1994 in West-Berlin in Betrieb (siehe Bild eines Busses des britischen Route Bus Service von 1983 am Ende des Absatzes 1961 bis heute in diesem Artikel).
Während der Berlin-Blockade 1948 erlebte der öffentliche Omnibusverkehr einen unerwarteten Aufschwung – während Straßenbahn und U-Bahn durch die Stromsperren stark eingeschränkt waren, ließ sich der Treibstoff für die Busse über die Luftbrücke nach West-Berlin transportieren. So gelang es der BVG mit nur 43 einsatzbereiten Fahrzeugen (von 564, der Rest war nicht einsatzbereit oder wartete in den Werkstätten auf die Aufarbeitung) 1948 in ihren Bussen 23 Millionen Fahrgäste zu befördern.

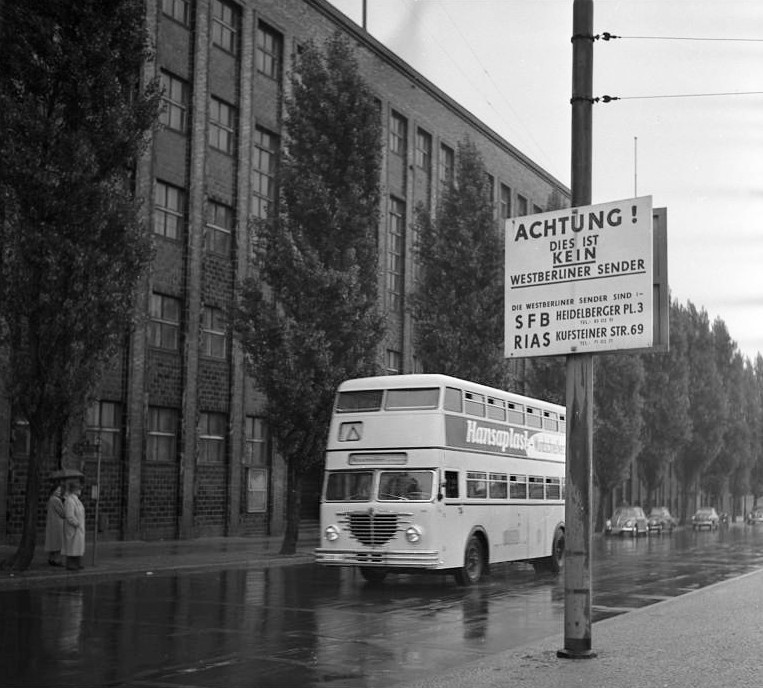
D2U vor dem Haus des Rundfunks

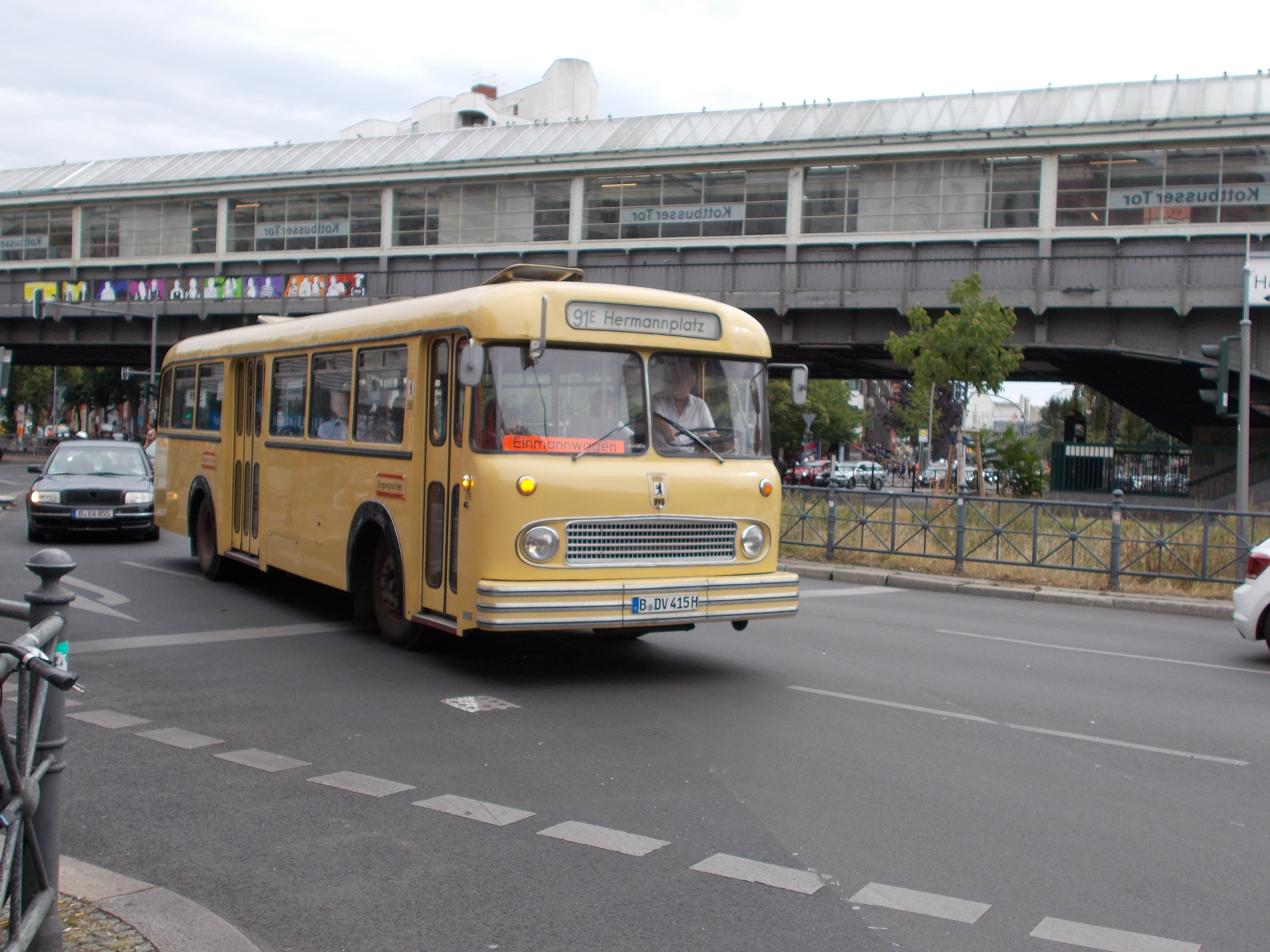
E2U, BVG-Wagen 415, auf einer Nostalgiefahrt 2020

Die ersten Doppeldeck-Neubaubusse waren die der Bauart D2U (erstmals mit selbsttragendem Aufbau) und D3U (39 Dreiachser mit Büssing-Fahrgestell), die 1951/1952 in Betrieb kamen. Diese Busse besaßen einen Unterflurmotor von Büssing des Typs U10 (9850 cm³, 150 PS), wie sie auch in den Schienenbussen der DB verwendet wurden. Die Zweiachser vom Typ D2U wurden bis 1964 gebaut.

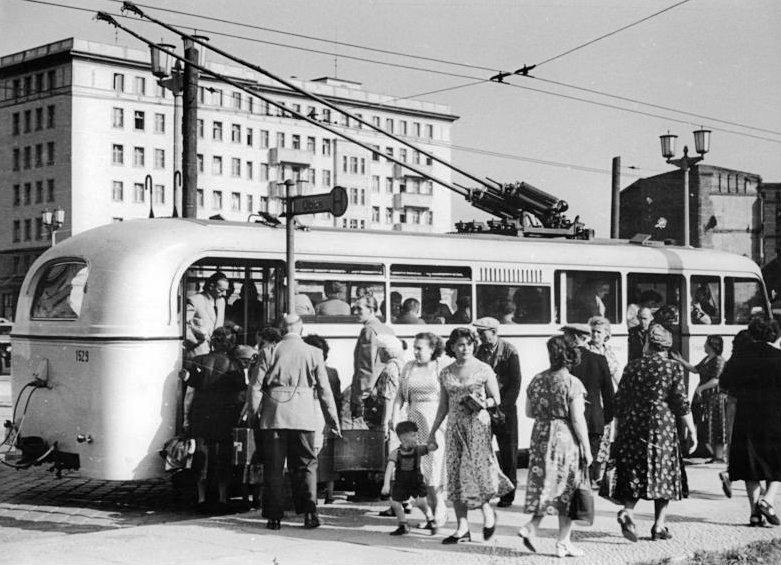
Oberleitungsbus an der Haltestelle Fruchtstraße Ecke Stalinallee, 1954

Mitte der 1950er Jahre begann der West-Berliner Senat mit Planungen zur „autogerechten Stadt“, in deren Zuge die Straßenbahn mit ihrem überalterten Wagenpark und maroden Streckennetz aus dem Stadtbild verschwinden sollte. Als Ersatz wurden 1954 bereits 140 neue Busse statt ursprünglich geplanter 40 Straßenbahnzüge vom Typ TED 54/BED 54 bestellt. Im Zuge des Rückbaus der Straßenbahn verschwanden auch die O-Busse aus dem Straßenbild. Die letzte O-Bus-Linie in West-Berlin wurde 1965 eingestellt. In Ost-Berlin begann man ab 1951 mit dem Aufbau eines O-Bus-Netzes.
Als Eindeckbusse kamen an die Bauart der Doppeldeckbusse D2U angelehnte E2U-Wagen in den Verkehr, die von 1955 bis 1964 von Gaubschat, zuletzt von Orenstein & Koppel (O&K) mit Büssing-Komponenten gefertigt wurden.

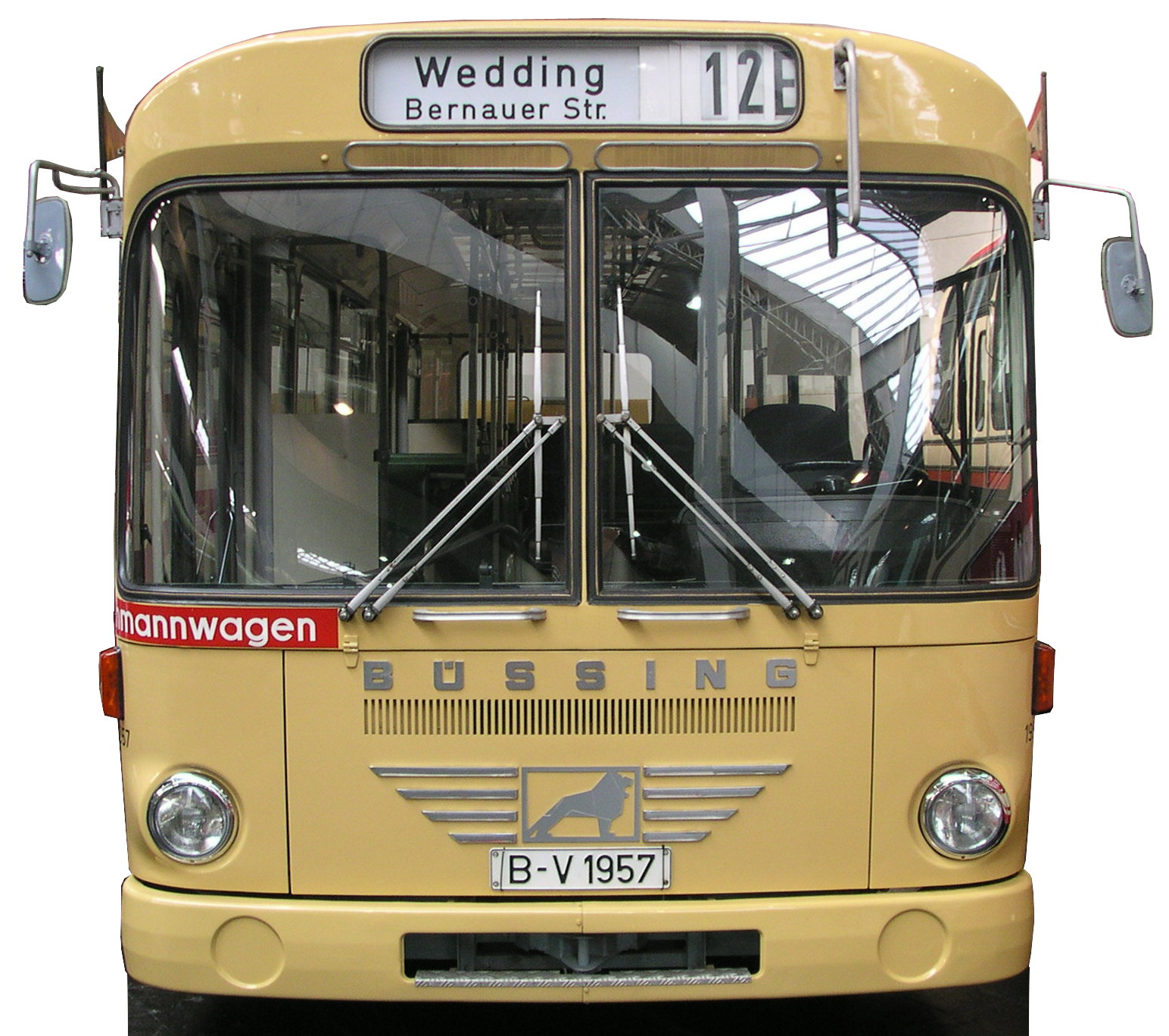
Erst ab 1972 wurden von der BVG VÖV-Standard-Busse beschafft

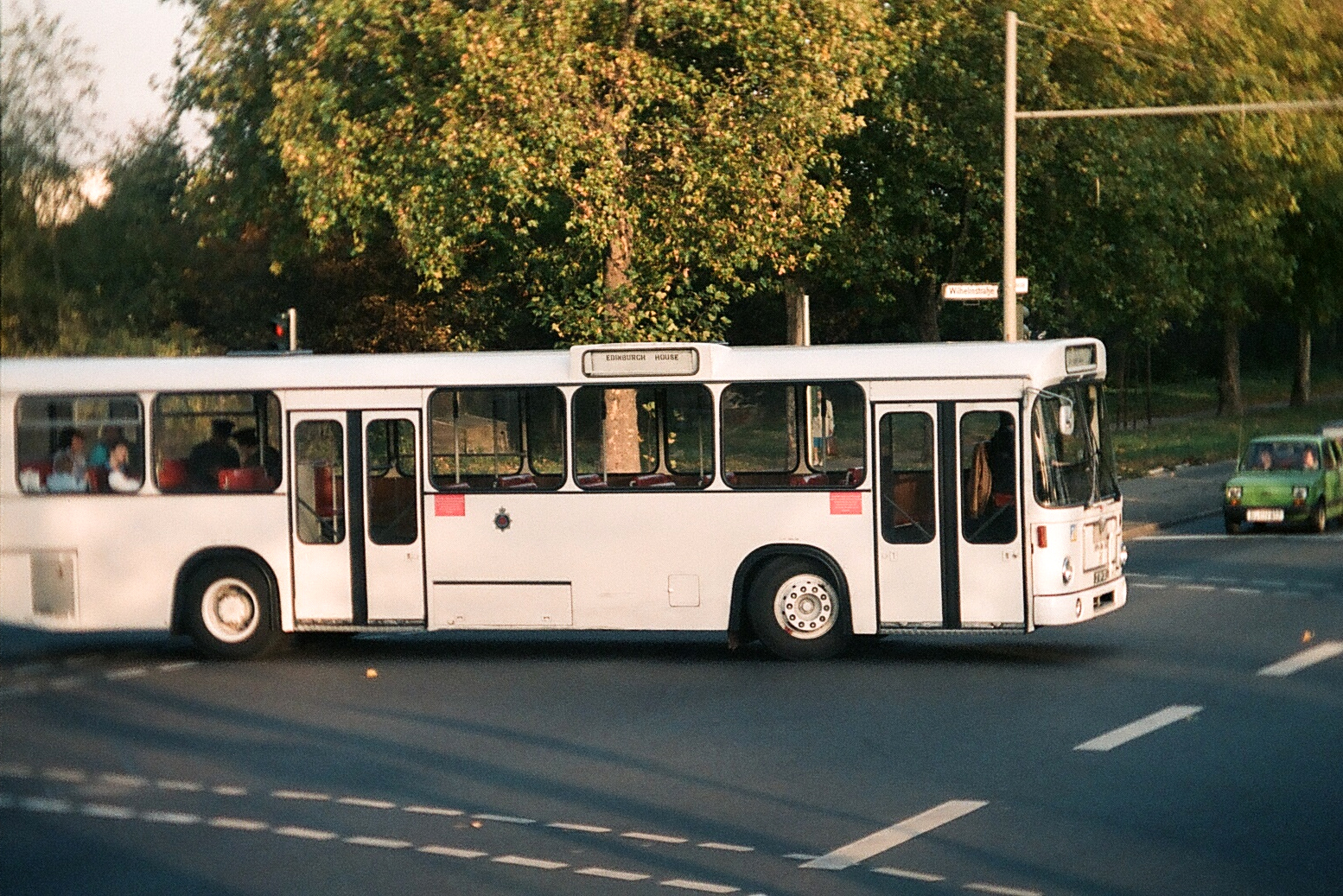
Linienbus des britischen Route Bus Service in Spandau, 1983

### Ab 1961
Nach dem Mauerbau am 13. August 1961 wurde im Westteil der Stadt zum Boykott der von der Reichsbahn betriebenen S-Bahn aufgerufen. Zu diesem Zweck wurden rasch Buslinien parallel zu den S-Bahn-Strecken eingerichtet. Wegen des erhöhten Bedarfs an Fahrzeugen und Personal wurden Linienbusse und Fahrer aus bundesdeutschen Verkehrsbetrieben ausgeliehen, u. a. auch bisher im Stadtverkehr von Berlin noch nicht bekannte Gelenkbusse. Diese sogenannten „Solidaritätsbusse“ wurden bis 1966 zurückgegeben, nachdem man eine weitere große Zahl neuer Fahrzeuge bestellt hatte. Die BVG musste diese Busse „von der Stange“ direkt bei Büssing bestellen, da die Herstellung über Aufbauhersteller zu lange gedauert hätte. Es waren 273 Wagen des Typs Büssing Präsident 14R mit Unterflurmotor und drei Türen sowie Schaffnerplatz im Heck für Fahrgastfluss von hinten nach vorn. Ein Teil wurde später zu Einmannwagen umgebaut, wobei die hintere Tür und der Schaffnersitz ausgebaut und der Platz für zwölf zusätzliche Sitzplätze genutzt wurde. 1963/1964 wurden als Weiterentwicklung der D2U-Fahrzeuge 29 Doppeldecker mit Fahrgastfluss von hinten nach vorn (auch im Oberdeck) mit festem Schaffnersitz neben dem Heckeinstieg sowie zwei Treppen und zwei schmalen Ausstiegstüren zu beiden Seiten des rechten Vorderrades (Typ DF) gebaut.
In den folgenden Jahren war in West-Berlin jedoch ein kontinuierlicher Rückgang der Fahrgastzahlen zu verzeichnen, sodass die Busflotte fortlaufend kleiner wurde. Dies hatte seine Ursache hauptsächlich in der wachsenden Motorisierung sowie dem U-Bahn-Bau.
Als Rationalisierungsmaßnahme wurde ab 1965, zuerst auf der Linie 20 (heute 222), der Einmannbetrieb bei Doppeldeckern eingeführt. Dafür wurde ein neuer Bustyp Büssing DE (Doppeldecker-Einmannwagen) mit doppeltbreiter Vordertür und Treppe in der Mitte beschafft, der konstruktiv auf der zuvor gelieferten Bauart DF (Doppeldecker-Fahrgastfluss) mit drei Türen und Schaffnersitz aufbaute. Es waren die letzten Busse mit dem für Berlin charakteristischen heulenden Geräusch des zweistufigen Voith-Diwa-Automatikgetriebes. Der letzte Bus wurde 1974 geliefert, 1987 wurden die letzten Fahrzeuge dieses Typs ausgemustert. Diese Busse wurden erst nach und nach mit Entwertern ausgerüstet.
Die letzten „echten“ Schaffnerwagen (Typen D2U und DF) verschwanden 1978. Da nun ein Überhang an Schaffnern bestand und außerdem aufgrund des bestehenden Tarifs die Abfertigung durch den Fahrer auf nachfragestarken Linien zu verlängerten Aufenthalten an den Haltestellen führte, mussten Einmann-Wagen des Typs DE zu Bussen mit Schaffnersitz auf der linken Seite im Bereich zwischen Fahrerplatz und Treppe (Typ DES) umgebaut werden. Der letzte Busschaffner wurde erst 1981 nach einer Studie des Instituts für Sozialmedizin und Epidemiologie des Bundesgesundheitsamts abgezogen. Nachfolger der DE-Reihe war ab 1974 die Bauart MAN SD 200, die als Standard-Doppeldecker auf dem VÖV-Standard-Linienbus basierte, der wiederum erst ab 1972 – zunächst mit gebrauchten Dieselmotoren aus ausgemusterten D2U-Doppeldeckern – beschafft wurde.
Mit der Übernahme des S-Bahn-Betriebes im Westteil der Stadt durch die BVG wurden 1984 viele parallel verkehrende Buslinien verändert, aber nur eine Linie (66, ehemals AS4) vollständig eingestellt.

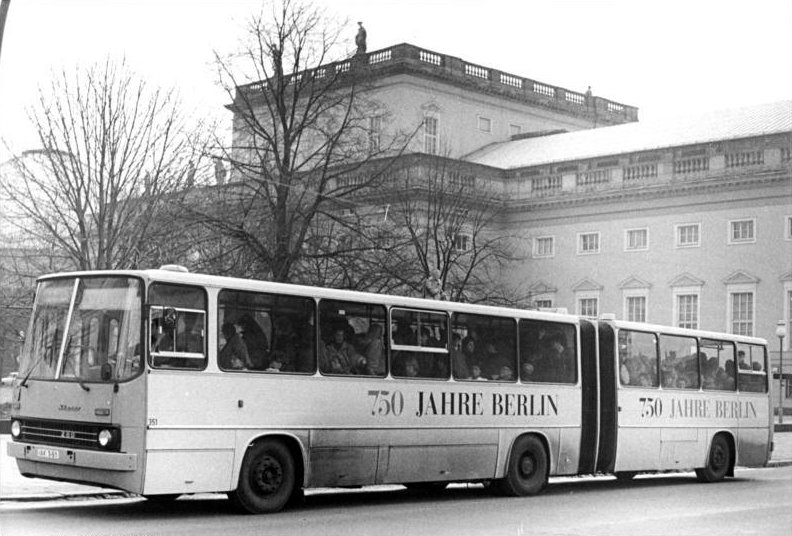
Ikarus 280 Gelenkbus des VEB Berliner Verkehrsbetriebe (BVB), 1987

In Ost-Berlin gab es noch bis 1974 Doppeldeckbusse mit „Schnauze“: 1956–1959 als Bauart Do 54 (85 Wagen) bzw. Do 56 (105 Wagen) in Dienst gestellt. Wie in West-Berlin die Büssing D2U (dort ohne „Schnauze“), erhielt die anfangs offene Plattform 1963/1964 eine Falttür. Danach fuhren diese Wagen schaffnerlos und wurden zwischen 1968 und 1974 ausgemustert. Anfang 1973 wurde die letzte von anfangs drei O-Bus-Linien eingestellt. Standardbus im Ostteil der Stadt waren in den 1970er und 1980er Jahren die Eindeck- und Gelenkbusse mit Unterflurmotor des ungarischen Herstellers Ikarus (zunächst Typ 180, dann 260 bzw. 280).
Bereits Anfang 1989 fanden Gespräche zwischen BVB (Ost) und BVG (West) statt, bei denen es um die Abgabe von alten Doppeldeckern an Ost-Berlin ging. Nach dem Mauerfall im November waren die Verkehrsbetriebe dem Verkehrsaufkommen nicht mehr gewachsen, und so wurden ein weiteres Mal ‚Solidaritäts-Busse‘ von anderen Verkehrsunternehmen sowie 100 angemietete Reisebusse eingesetzt. Am 2. Juni 1991 wurde dann das Liniennummersystem mit dreistelligen Liniennummern vereinheitlicht, zum Jahresbeginn 1992 wurden schließlich die beiden Berliner Verkehrsbetriebe zu einem Unternehmen zusammengeführt.

## Liniennummernschema
Seit der Umstellung auf dreistellige Liniennummern sollen die Streckenverläufe deutlich den erschlossenen Ortsteilen zugeordnet werden können. Die erste Stelle gibt Informationen zur Betriebszeit oder Betriebsart, die zweite zum Einsatzgebiet und die dritte zur Strecke.
Erste Stelle
- 1 = normale Stadtlinie, täglicher Betrieb, in der Regel im 10- bis 20-Minuten-Takt
- 2 = normale Stadtlinie, täglicher Betrieb, in der Regel im 10- bis 20-Minuten-Takt
- 3 = normale Stadtlinie mit zeitlichen Einschränkungen und individuellen Takten
- 4–9 = zurzeit nur von Busunternehmen der umliegenden Städte und Landkreise genutzt, die zum Teil auch nach Berlin fahren (diese folgen nicht dem Schema für zweite und dritte Stelle)
  - 4 = BOS
  - 5 = Behrendt; regiobus
  - 6 = HVG, regiobus; ViP; Anger
  - 7 = RVS; VTF; Herz
  - 8 = OVG; BBG
  - 9 = mobus; BBG
- M = Metrolinie, normale Stadtlinie im täglichen 24-Stunden-Betrieb und tagsüber mindestens im 10-Minuten-Takt oder öfter, nachts mit dem übrigen Nachtnetz koordiniert im 30-Minuten-Takt
- X = Expresslinie mit weniger Haltestellen (teilweise nur auf bestimmten Linienabschnitten, z. B. X10 oder X83), während der individuellen Betriebszeiten mindestens alle 20 Minuten
- N = Nachtlinie, täglicher Betrieb, in der Regel im 30-Minuten-Takt (außer N1, N3, N5, N6, N8 und N9, die in den Nächten von Sonntag/Montag bis Donnerstag/Freitag U-Bahn-Linien ersetzen, die Linien N2 und N7 fahren auf Teilabschnitten auch in den Nächten Fr/Sa und Sa/So)

Zweite Stelle

Mit der zweiten Stelle ist eine örtliche Zuordnung möglich. Aufgrund der Länge der Buslinien verkehren viele von ihnen durch mehrere Stadtgebiete, dennoch kann relativ klar definiert werden:
- _0 = ungeordnet
- _1 = Linie im Bereich der Altbezirke Wilmersdorf und Zehlendorf
- _2 = Linie im Bereich der Bezirke Mitte und Reinickendorf
- _3 = Linie im Bereich des Bezirks Spandau
- _4 = Linie im Bereich des Altbezirks Charlottenburg sowie der Bezirke Mitte und Friedrichshain-Kreuzberg
- _5 = Linie im Bereich des Bezirks Pankow und dem Altbezirk Hohenschönhausen
- _6 = Linie im Bereich des Bezirks Treptow-Köpenick
- _7 = Linie im Bereich der Bezirke Tempelhof-Schöneberg und Neukölln
- _8 = Linie im Bereich des Altbezirks Steglitz
- _9 = Linie im Bereich des Bezirks Marzahn-Hellersdorf und des Altbezirks Lichtenberg

Dritte Stelle

Die dritte Stelle dient unter Berücksichtigung der ersten und zweiten der reinen Durchnummerierung und kann in diesem Zusammenhang grundsätzliche Streckenorientierung beschreiben, beispielsweise:
- _33 = Haselhorst – Borsigwalde über Bernauer Straße
  - 133 als Hauptlinie
  - N33 als Nachtlinie
  - X33 als Expresslinie

- _34 = Spandau – Kladow über Gatow
  - 134 als Hauptlinie
  - 234 als lokaler Zubringer an die Strecke
  - 334 als lokaler Zubringer an die Strecke
  - N34 als Nachtlinie
  - X34 als Expresslinie (in Richtung westliche Innenstadt)

- _69 = Biesdorf – Müggelheim über Köpenick
  - 169 als Hauptlinie
  - X69 als Expresslinie mit alternierender Streckenführung
  - 269 als verkürzte Hauptlinie
  - 369 als weiterführende Außenstrecke (mit weniger Fahrten)
  - N69 als Nachtlinie

Dieses Schema ist in einem derart großflächigen und verzweigten Streckennetz eher theoretischer Natur. Es gibt diverse Ausnahmen, beispielsweise:
- Linie M29, die nicht im Norden, sondern im mittleren Süden Berlins verkehrt. Diese Nummer (erst 29, später 129) ist seit vielen Jahren traditionell für diese Strecke vergeben
- Linien X7 und X9 als zweistellige Linienbezeichnungen für die Flughafenzubringer. Die X9 orientierte sich an der Hauptlinie 109, während die X7 ihre Nummer analog der weiterführenden U7 erhalten hat
- Linien N1–N3 und N5–N9, die sich an den U-Bahn-Linien orientieren und diese nachts ersetzen
- Linie 399, die während der gesamten Betriebszeit im 20-Minuten-Takt unterwegs ist; sie ist allerdings eine lokale Linie im Ringbetrieb
- Einzelne Streckenabschnitte einiger Metrolinien, die nicht 24 Stunden am Tag oder/und nicht mindestens im 10-Minuten-Takt bedient werden
- Nachtlinie N16, die bereits am späten Abend und nur zwischen S Wannsee und S Potsdam Hauptbahnhof im 60-Minuten-Takt verkehrt
- BER1 und BER2, deren Bezeichnungen der des Flughafens Berlin Brandenburg entsprechen.

## Liniennetz

### StadtBus
Die Standard-Stadtbuslinien verkehren in Berlin in der Regel mindestens im 20-Minuten-Takt. Sie fahren meist bis etwa 0:30 Uhr. Anschließend werden Nachtbuslinien eingesetzt. Unter den 129 Linien gibt es auch mehrere touristisch attraktive Linien:
- Die Linien 100, 200 und 300 fahren an vielen Sehenswürdigkeiten wie dem Schloss Bellevue (Linie 100), der Siegessäule (Linie 100), der Staatsoper (Linie 100 und 300), am Potsdamer Platz (Linie 200 und 300) oder an der East Side Gallery (Linie 300) vorbei.[14]

| Linie | Streckenabschnitt | Fahrzeit  | Haltestellen | Mo–Fr (HVZ)                                                                                    | Mo–Fr (NVZ)                                                        | sonnabends                                                        | sonn- und feiertags                                               | Schwachverkehrszeit                                              |
| ----- | --- | --------- | ------------ | ---------------------------------------------------------------------------------------------- | ------------------------------------------------------------------ | ----------------------------------------------------------------- | ----------------------------------------------------------------- | ---------------------------------------------------------------- |
| 100   | S+U Zoologischer Garten ↔ S+U Alexanderplatz über Großer Stern, Schloss Bellevue, Reichstag/Bundestag, S+U Brandenburger Tor, U Unter den Linden und Staatsoper | 31 min    | 17/19        | 10 min                                                                                         | 10 min                                                             | 05 min                                                            | 05 min                                                            | 10 min bis 22:30 Uhr, danach alle 20 min                         |
| 101   | U Turmstraße ↔ U Breitenbachplatz über Rathaus Tiergarten, Alt-Moabit, U Konstanzer Straße, U Fehrbelliner Platz und U Blissestraße | 64 min    | 48/49        | 10 min                                                                                         | 10 min                                                             | 20 min                                                            | 20 min                                                            | 20 min                                                           |
| 101   | U Breitenbachplatz ↔ Zehlendorf Eiche über Königin-Luise-Platz/Botanischer Garten, Unter den Eichen/Drakestraße und Holländische Mühle | 64 min    | 48/49        | 20 min                                                                                         | 20 min                                                             | 20 min                                                            | 20 min                                                            | 20 min                                                           |
| 101   | Zehlendorf Eiche ↔ Zehlendorf, Sachtlebenstraße über Behring-Krankenhaus | 64 min    | 48/49        | 10 min Schulferien 20 min                                                                      | 20 min                                                             | 20 min                                                            | 20 min                                                            | 20 min                                                           |
| 106   | U Seestraße ↔ S Südkreuz über S Beusselstraße, U Hansaplatz, U Nollendorfplatz, U Bülowstraße, U Kleistpark und S Julius-Leber-Brücke | 55 min    | 36           | 20 min                                                                                         | 20 min                                                             | 20 min                                                            | 20 min                                                            | 20 min                                                           |
| 106   | S Südkreuz ↔ Schöneberg, Lindenhof | 55 min    | 36           | 10 min                                                                                         | 10 min                                                             | 10 min                                                            | 20 min                                                            | 20 min                                                           |
| 107   | Niederschönhausen, Grabbeallee/Pastor-Niemöller-Platz ↔ Hermann-Hesse-Straße/Waldstraße | 15/16 min | 14/15        | 10 min                                                                                         | 20 min nur bis 20 Uhr                                              | kein Betrieb                                                      | kein Betrieb                                                      | kein Betrieb                                                     |
| 107   | Hermann-Hesse-Straße/Waldstraße ↔ Schildow, Kirche über Zionsfriedhof und Nordend-Arena | 15/16 min | 14/15        | 10 min                                                                                         | 20 min                                                             | 20 min                                                            | 20 min                                                            | 20 min                                                           |
| 107   | Blankenfelde Kirche ↔ Arkenberge | 15/16 min | 14/15        | 60 min                                                                                         | 120 min nur bis 19:30 Uhr                                          | Einzelfahrten nur bis 19:30 Uhr                                   | Einzelfahrten nur bis 19:30 Uhr                                   | kein Betrieb                                                     |
| 107   | Blankenfelde Kirche ↔ Schildow, Kirche | 15/16 min | 14/15        | 10 min mit Taktlücke nach Arkenberge                                                           | 20 min mit Taktlücke nach Arkenberge                               | 20 min mit Taktlücke nach Arkenberge                              | 20 min mit Taktlücke nach Arkenberge                              | 20 min                                                           |
| 108   | S+U Lichtenberg ↔ U Elsterwerdaer Platz über Alt-Friedrichsfelde | 34 min    | 29/31        | 20 min                                                                                         | 20 min                                                             | 20 min                                                            | 20 min                                                            | 20 min                                                           |
| 108   | U Elsterwerdaer Platz ↔ Summter Straße über Chemnitzer Straße/Jägerstraße und Hultschiner Damm/Seestraße | 34 min    | 29/31        | 10 min Schulferien 20 min                                                                      | 20 min                                                             | 20 min                                                            | 20 min                                                            | 20 min                                                           |
| 108   | Summter Straße ↔ Waldesruh, Mahlsdorfer Allee | 34 min    | 29/31        | 20 min                                                                                         | 20 min                                                             | 20 min                                                            | 60 min                                                            | 60 min nur bis 23 Uhr                                            |
| 109   | Tegel, Urban Tech Republic ↔ U Jakob-Kaiser-Platz | 31 min    | 19           | 20 min                                                                                         | 20 min                                                             | 20 min                                                            | 20 min                                                            | 20 min nur bis 22 Uhr                                            |
| 109   | Flughafen Tegel ↔ U Jakob-Kaiser-Platz über S Jungfernheide, Schloss Charlottenburg, S Charlottenburg, U Adenauerplatz, U Uhlandstraße und U Kurfürstendamm | 31 min    | 19           | 10 min                                                                                         | 10 min                                                             | 10 min                                                            | 10 min                                                            | 20 min                                                           |
| 110   | S+U Zoologischer Garten ↔ U Oskar-Helene-Heim über U Kurfürstendamm, U Uhlandstraße, U Adenauerplatz, Martin-Luther-Krankenhaus, Rathaus Schmargendorf und U Freie Universität (Thielplatz) | 31 min    | 25           | 20 min                                                                                         | 20 min                                                             | 20 min                                                            | 20 min                                                            | 20 min                                                           |
| 112   | S Nikolassee ↔ Zehlendorf Eiche über Krankenhaus Hubertus und Lissabonallee | 46 min    | 40/42        | 20 min                                                                                         | 20 min                                                             | 20 min                                                            | 20 min                                                            | 20 min                                                           |
| 112   | Zehlendorf Eiche ↔ S Zehlendorf | 46 min    | 40/42        | 10 min nachmittags 20 min morgens Schulferien 20 min                                           | 20 min                                                             | 20 min                                                            | 20 min                                                            | 20 min                                                           |
| 112   | S Zehlendorf ↔ Thuner Platz | 46 min    | 40/42        | 10 min Schulferien 20 min                                                                      | 20 min                                                             | 20 min                                                            | 20 min                                                            | 20 min                                                           |
| 112   | Thuner Platz ↔ Wismarer Straße über Appenzeller Straße und Prettauer Pfad | 46 min    | 40/42        | 10 min nachmittags 20 min morgens Schulferien 20 min                                           | 20 min                                                             | 20 min                                                            | 20 min                                                            | 20 min                                                           |
| 112   | Wismarer Straße ↔ Marienfelde, Nahmitzer Damm über S Osdorfer Straße und Weskammstraße | 46 min    | 40/42        | 20 min                                                                                         | 20 min nur bis 20:30 Uhr                                           | 20 min nur bis 20:30 Uhr                                          | 20 min nur bis 20:30 Uhr                                          | kein Betrieb                                                     |
| 114   | (Ringlinie): S Wannsee → Zum Heckeshorn → S Wannsee über Wannseebrücke und Am Großen Wannsee | 14 min    | 16           | 10 min                                                                                         | 10 min                                                             | 10 min Sommerzeit 20 min Winterzeit                               | 20 min                                                            | 20 min                                                           |
| 115   | Nikolassee, Lissabonallee ↔ Düppel-Süd, Neuruppiner Straße | 40 min    | 32/33        | 20 min nur 7–8:30 Uhr und 13–15 Uhr Schulferien: kein Betrieb                                  | kein Betrieb                                                       | kein Betrieb                                                      | kein Betrieb                                                      | kein Betrieb                                                     |
| 115   | Düppel-Süd, Neuruppiner Straße ↔ Grunewald, Roseneck über S Zehlendorf, Zehlendorf Eiche, U Oskar-Helene-Heim und Königin-Luise-Straße/Clayallee | 40 min    | 32/33        | 20 min                                                                                         | 20 min                                                             | 20 min                                                            | 20 min                                                            | 20 min                                                           |
| 115   | Grunewald, Roseneck ↔ U Fehrbelliner Platz über S Hohenzollerndamm | 40 min    | 32/33        | 10 min                                                                                         | 20 min                                                             | 20 min                                                            | 20 min                                                            | 20 min                                                           |
| 118   | Rathaus Zehlendorf ↔ U Krumme Lanke über Zehlendorf Eiche und U Onkel-Toms-Hütte | 49/59 min | 41/52        | 20 min                                                                                         | 20 min                                                             | 20 min                                                            | 20 min                                                            | 20 min                                                           |
| 118   | U Krumme Lanke ↔ S Wannsee über S Mexikoplatz, Lissabonallee, Waldfriedhof Zehlendorf und Wannseebrücke | 49/59 min | 41/52        | 10 min                                                                                         | 10 min                                                             | 10 min                                                            | 20 min                                                            | 20 min                                                           |
| 118   | S Wannsee ↔ Steinstücken über Rathaus Wannsee, Wilhelmplatz und Hubertusbrücke | 49/59 min | 41/52        | 20 min                                                                                         | 20 min                                                             | 20 min                                                            | 20 min                                                            | 20 min                                                           |
| 118   | Steinstücken ↔ Potsdam, Johannes-Kepler-Platz über Potsdam, Stadtwerke | 49/59 min | 41/52        | 20 min                                                                                         | 0 min nur bis 20:30 Uhr                                            | kein Betrieb                                                      | kein Betrieb                                                      | kein Betrieb                                                     |
| 118   | Potsdam, Johannes-Kepler-Platz ↔ Potsdam-Drewitz, Stern-Center | 49/59 min | 41/52        | 20 min                                                                                         | 20 min nur 9-20:30 Uhr                                             | kein Betrieb                                                      | kein Betrieb                                                      | kein Betrieb                                                     |
| 120   | Märkisches Viertel, Wilhelmsruher Damm ↔ S+U Wittenau über Märkische Zeile und Calauer Straße | 52 min    | 40/41        | 20 min                                                                                         | 20 min                                                             | 20 min                                                            | 20 min                                                            | 20 min nur bis 22 Uhr                                            |
| 120   | S+U Wittenau ↔ U Paracelsus-Bad über Alt-Wittenau | 52 min    | 40/41        | 20 min                                                                                         | 20 min                                                             | 20 min                                                            | 20 min                                                            | 20 min                                                           |
| 120   | U Paracelsus-Bad ↔ U Leopoldplatz über U Seestraße und Rathaus Wedding | 52 min    | 40/41        | 10 min                                                                                         | 10 min                                                             | 10 min                                                            | 20 min                                                            | 20 min                                                           |
| 120   | U Leopoldplatz ↔ S+U Hauptbahnhof über S+U Wedding, U Reinickendorfer Straße und Bundeswehrkrankenhaus | 52 min    | 40/41        | 20 min                                                                                         | 20 min                                                             | 20 min                                                            | 20 min                                                            | 20 min                                                           |
| 122   | U Kurt-Schumacher-Platz ↔ U Paracelsus-Bad über Friedhof Reinickendorf | 55 min    | 46           | 10 min                                                                                         | 10 min                                                             | 20 min nur bis 21 Uhr                                             | 20 min nur bis 21 Uhr                                             | 20 min (Mo–Fr) nur bis 22:30 Uhr                                 |
| 122   | U Paracelsus-Bad ↔ Märkisches Viertel, Wilhelmsruher Damm über U Residenzstraße, S Wilhelmsruh und Buchhorster Straße | 55 min    | 46           | 10 min                                                                                         | 10 min                                                             | 20 min                                                            | 20 min                                                            | 20 min                                                           |
| 122   | Märkisches Viertel, Wilhelmsruher Damm ↔ S+U Wittenau über Märkische Zeile und Calauer Straße | 55 min    | 46           | 05 min                                                                                         | 05 min                                                             | 10 min                                                            | 10 min                                                            | 20 min                                                           |
| 122   | S+U Wittenau ↔ Waidmannslust, Titiseestraße über S Waidmannslust | 55 min    | 46           | 10 min                                                                                         | 20 min                                                             | 20 min                                                            | 20 min                                                            | 20 min                                                           |
| 123   | S+U Hauptbahnhof ↔ U Turmstraße über Poststadion | 61 min    | 53/56        | 20 min                                                                                         | 20 min                                                             | 20 min                                                            | 20 min                                                            | 20 min                                                           |
| 123   | U Turmstraße ↔ Stieffring über Rathaus Tiergarten und S Beusselstraße | 61 min    | 53/56        | 10 min                                                                                         | 10 min                                                             | 20 min                                                            | 20 min                                                            | 20 min                                                           |
| 123   | Stieffring ↔ Goebelplatz über U Jakob-Kaiser-Platz und U Halemweg | 61 min    | 53/56        | 20 min                                                                                         | 20 min                                                             | 20 min                                                            | 20 min                                                            | 20 min                                                           |
| 123   | Goebelplatz ↔ Saatwinkler Damm/Mäckeritzwiesen über U Siemensdamm, U Rohrdamm und Harriesstraße | 61 min    | 53/56        | 10 min Sommerferien 20 min                                                                     | 10 min Sommerferien 20 min                                         | 10 min Sommerferien 20 min                                        | 20 min                                                            | 20 min                                                           |
| 124   | Französisch Buchholz, Aubertstraße ↔ Märkisches Viertel, Wilhelmsruher Damm über Nordend-Arena, Zionsfriedhof, Nordend und Rosenthal Kirche | 64 min    | 49/51        | 20 min                                                                                         | 20 min                                                             | 20 min                                                            | 20 min                                                            | 20 min                                                           |
| 124   | Märkisches Viertel, Wilhelmsruher Damm ↔ U Alt-Tegel über Märkisches Zentrum, S+U Wittenau und S Tegel | 64 min    | 49/51        | 10 min                                                                                         | 10 min                                                             | 20 min                                                            | 20 min                                                            | 20 min                                                           |
| 124   | U Alt-Tegel ↔ S Heiligensee über S Schulzendorf | 64 min    | 49/51        | 10 min                                                                                         | 20 min                                                             | 20 min                                                            | 20 min                                                            | 20 min                                                           |
| 124   | S Heiligensee ↔ Alt-Heiligensee | 64 min    | 49/51        | 20 min                                                                                         | 20 min                                                             | 20 min                                                            | 20 min                                                            | 20 min                                                           |
| 125   | U Osloer Straße ↔ U Kurt-Schumacher-Platz über U Residenzstraße | 76 min    | 60           | 20 min                                                                                         | 20 min                                                             | 20 min                                                            | 20 min                                                            | 20 min                                                           |
| 125   | U Kurt-Schumacher-Platz ↔ S Frohnau über Foxweg, S Tegel, U Alt-Tegel und Friedhof Hermsdorf | 76 min    | 60           | 10 min                                                                                         | 10 min                                                             | 10 min                                                            | 20 min                                                            | 20 min                                                           |
| 125   | S Frohnau ↔ Frohnau, Invalidensiedlung über Am Pilz | 76 min    | 60           | 20 min                                                                                         | 20 min                                                             | 20 min                                                            | 20 min                                                            | 20 min                                                           |
| 128   | U Kurt-Schumacher-Platz ↔ U Osloer Straße über U Franz-Neumann-Platz | 17 min    | 11/12        | 10 min                                                                                         | 10 min                                                             | 10 min                                                            | 20 min                                                            | 20 min                                                           |
| 130   | U Ruhleben ↔ S Stresow über Werkring | 17/28 min | 12/26        | 20 min nur bis 18 Uhr                                                                          | kein Betrieb                                                       | kein Betrieb                                                      | kein Betrieb                                                      | kein Betrieb                                                     |
| 130   | S Stresow ↔ S+U Rathaus Spandau | 17/28 min | 12/26        | 10 min                                                                                         | 20 min                                                             | 10 min                                                            | 20 min                                                            | 20 min                                                           |
| 130   | S+U Rathaus Spandau ↔ Falkenseer Chaussee/Zeppelinstraße über Borkzeile und Spekteweg | 17/28 min | 12/26        | 10 min                                                                                         | 10 min                                                             | 10 min                                                            | 10 min                                                            | 20 min                                                           |
| 130   | Falkenseer Chaussee/Zeppelinstraße ↔ Spandau, Westerwaldstraße | 17/28 min | 12/26        | kein Betrieb                                                                                   | kein Betrieb                                                       | kein Betrieb                                                      | 20 min nur bis 18:30 Uhr                                          | kein Betrieb                                                     |
| 130   | Falkenseer Chaussee/Zeppelinstraße ↔ Spandau, Waldkrankenhaus über Bötzow-Bahn | 17/28 min | 12/26        | 20 min                                                                                         | 20 min                                                             | 20 min                                                            | 20 min                                                            | 20 min                                                           |
| 131   | U Ruhleben ↔ Spandau, Im Spektefeld/Schulzentrum über Krematorium Ruhleben, Güterbahnhof Ruhleben, Melanchthonplatz, Lutoner Straße, Rudolf-Wissell-Siedlung und Spektebrücke | 31 min    | 26/29        | 20 min                                                                                         | 20 min                                                             | 20 min                                                            | 20 min                                                            | 20 min                                                           |
| 133   | Alt-Heiligensee ↔ U Alt-Tegel | 44 min    | 32/35        | 10 min                                                                                         | 20 min                                                             | 20 min                                                            | 20 min                                                            | 20 min                                                           |
| 133   | U Alt-Tegel ↔ Neheimer Straße über S Tegel, U Borsigwerke und U Holzhauser Straße | 44 min    | 32/35        | 10 min                                                                                         | 10 min                                                             | 10 min                                                            | 20 min                                                            | 20 min                                                           |
| 133   | Neheimer Straße ↔ U Haselhorst über Wasserwerk Tegel, Gartenfeld und Siedlung Haselhorst | 44 min    | 32/35        | 20 min                                                                                         | 20 min                                                             | 20 min                                                            | 20 min                                                            | 20 min                                                           |
| 134   | Wasserwerk Spandau ↔ Friedhof In Den Kisseln | 46 min    | 39           | 10 min Sommerferien 20 min                                                                     | 10 min Sommerferien 20 min                                         | 20 min                                                            | 20 min                                                            | 20 min                                                           |
| 134   | Friedhof In den Kisseln ↔ S+U Rathaus Spandau | 46 min    | 39           | 10 min                                                                                         | 10 min Sommerferien 20 min                                         | 10 min                                                            | 20 min                                                            | 20 min                                                           |
| 134   | S+U Rathaus Spandau ↔ Alt-Gatow über Wilhelmstadt, Am Omnibushof, Gatower Straße/Heerstraße und Gatow Kirche | 46 min    | 39           | 10 min Schulferien 20 min                                                                      | 20 min                                                             | 20 min                                                            | 20 min                                                            | 20 min                                                           |
| 134   | Alt-Gatow ↔ Kladow, Hottengrund über Helleberge, Krankenhaus Havelhöhe, Finnenhaus-Siedlung, Alt-Kladow und Kaserne Hottengrund | 46 min    | 39           | 20 min                                                                                         | 20 min                                                             | 20 min                                                            | 20 min                                                            | 20 min                                                           |
| 135   | S+U Rathaus Spandau ↔ Alt-Kladow über Wilhelmstadt, Am Omnibushof, Landschaftsfriedhof Gatow, Seekorso und Gredlinger Straße | 27 min    | 20           | 20 min                                                                                         | 20 min                                                             | 20 min                                                            | 20 min                                                            | 20 min                                                           |
| 136   | S+U Rathaus Spandau ↔ Hakenfelde, Aalemannufer über Havelschanze und Hakenfelde, Werderstraße | 21 min    | 17/18        | 10 min                                                                                         | 10 min                                                             | 10 min                                                            | 20 min                                                            | 20 min                                                           |
| 136   | Hakenfelde, Aalemannufer ↔ Hakenfelde, Tongaweg | 21 min    | 17/18        | 20 min                                                                                         | 20 min                                                             | 20 min                                                            | 20 min                                                            | 20 min                                                           |
| 137   | Spandau, Goldkäferweg ↔ S+U Rathaus Spandau über Westerwaldstraße und Falkenseer Chaussee/Zeppelinstraße | 34 min    | 29           | 08 min nachmittags 10 min morgens Sommerferien 10 min                                          | 10 min                                                             | 10 min                                                            | 20 min                                                            | 20 min                                                           |
| 137   | S+U Rathaus Spandau ↔ Staaken, Reimerweg über Krumme Gärten, Lutoner Straße und Rudolf-Wissell-Siedlung | 34 min    | 29           | 08 min nachmittags 10 min morgens Sommerferien 10 min                                          | 10 min                                                             | 10 min                                                            | 20 min                                                            | 20 min                                                           |
| 139   | Hakenfelde, Werderstraße ↔ U Paulsternstraße über Haveleck und Kolonie Haselbusch | 32/33 min | 29/31        | 10 min Sommerferien 20 min                                                                     | 20 min                                                             | 20 min                                                            | 20 min                                                            | 20 min                                                           |
| 139   | U Paulsternstraße ↔ S Messe Nord/ICC über U Rohrdamm, U Siemensdamm, Rohrdammbrücke, U Kaiserdamm und Messedamm/ZOB | 32/33 min | 29/31        | 20 min                                                                                         | 20 min nur bis 20 Uhr                                              | 20 min nur bis 18 Uhr                                             | 20 min nur bis 18 Uhr                                             | kein Betrieb                                                     |
| 140   | S+U Tempelhof ↔ U Mehringdamm über U Alt-Tempelhof und Dudenstraße/Katzbachstraße | 42 min    | 31/32        | 20 min                                                                                         | 20 min                                                             | 20 min                                                            | 20 min                                                            | 20 min                                                           |
| 140   | U Mehringdamm ↔ S Ostbahnhof über U Gneisenaustraße, U Prinzenstraße, U Kottbusser Tor und Bethaniendamm | 42 min    | 31/32        | 10 min                                                                                         | 10 min                                                             | 20 min                                                            | 20 min                                                            | 20 min                                                           |
| 142   | U Leopoldplatz ↔ S+U Hauptbahnhof über U Amrumer Straße, Fennbrücke und Poststadion | 47 min    | 28/31        | 20 min                                                                                         | 20 min nur bis 22 Uhr                                              | 20 min nur bis 22 Uhr                                             | kein Betrieb                                                      | kein Betrieb                                                     |
| 142   | S+U Hauptbahnhof ↔ S Ostbahnhof über U Oranienburger Tor, U Rosenthaler Platz, U Rosa-Luxemburg-Platz, Platz der Vereinten Nationen und S Strausberger Platz | 47 min    | 28/31        | 20 min                                                                                         | 20 min                                                             | 20 min                                                            | 20 min                                                            | 20 min                                                           |
| 143   | Neu-Westend, Brixplatz ↔ U Berliner Straße über U Neu-Westend, U Theodor-Heuss-Platz, Messegelände/ZOB, S Halensee, U Fehrbelliner Platz und U Blissestraße | 43 min    | 32/34        | 20 min                                                                                         | 20 min                                                             | 20 min                                                            | 20 min                                                            | {20 min                                                          |
| 143   | U Berliner Straße ↔ Schöneberg, Planetarium über S+U Innsbrucker Platz und Auguste-Viktoria-Klinikum | 43 min    | 32/34        | 20 min                                                                                         | 20 min nur bis 19 Uhr                                              | kein Betrieb                                                      | kein Betrieb                                                      | kein Betrieb                                                     |
| 147   | S Ostbahnhof ↔ U Märkisches Museum über Bethaniendamm | 42 min    | 27           | {20 min                                                                                        | 20 min nur bis 20 Uhr                                              | 20 min nur bis 20 Uhr                                             | kein Betrieb                                                      | kein Betrieb                                                     |
| 147   | U Märkisches Museum ↔ U Leopoldplatz über Fischerinsel, U Unter den Linden, S+U Friedrichstraße, Deutsches Theater, Charlité – Campus Mitte, S+U Hauptbahnhof, Heidestraße, U Reinickendorfer Straße und S Wedding                                                                                        | 42 min    | 27           | 10 min                                                                                         | 10 min                                                             | 20 min                                                            | 20 min                                                            | 20 min                                                           |
| 150   | U Osloer Straße ↔ Alt-Blankenburg über Papierstraße, S Schönholz, Schönholzer Heide Süd, Pastor-Niemöller-Platz, S Blankenburg und Krugstege | 43 min    | 37           | 10 min                                                                                         | 10 min Sommerferien 20 min                                         | 20 min                                                            | kein Betrieb                                                      | kein Betrieb                                                     |
| 150   | Alt-Blankenburg ↔ Alt-Karow | 43 min    | 37           | 10 min                                                                                         | 20 min                                                             | 20 min                                                            | 20 min                                                            | 20 min                                                           |
| 150   | Alt-Karow ↔ Bucher Chaussee/Achillessstraße | 43 min    | 37           | 10 min Schulferien: 20 min                                                                     | 20 min                                                             | 20 min                                                            | 20 min                                                            | 20 min                                                           |
| 150   | Bucher Chaussee/Achillessstraße ↔ S Karow über Alt-Buch | 43 min    | 37           | 20 min                                                                                         | 20 min                                                             | 20 min                                                            | 20 min                                                            | 20 min                                                           |
| 150   | (Berufsverkehr) Bucher Chaussee/Achillessstraße ↔ Karow-Nord, Hofzeichendamm | 43 min    | 37           | 20 min nur 6:30–8:30 Uhr und 14:30–19:30 Uhr Schulferien: kein Betrieb                         | kein Betrieb                                                       | kein Betrieb                                                      | kein Betrieb                                                      | kein Betrieb                                                     |
| 154   | Französisch Buchholz, Aubertstraße ↔ Krugstege über Rosenthaler Straße und S Blankenburg | 12/60 min | 9/38         | 10 min                                                                                         | 20 min                                                             | 20 min                                                            | 20 min                                                            | 20 min                                                           |
| 154   | Krugstege ↔ Alt-Blankenburg | 12/60 min | 9/38         | {20 min nur bis 18 Uhr                                                                         | kein Betrieb                                                       | kein Betrieb                                                      | kein Betrieb                                                      | kein Betrieb                                                     |
| 154   | Krugstege ↔ U Elsterwerdaer Platz über Malchower Aue, Prerower Platz, S Hohenschönhausen, S Raoul-Wallenberg-Straße, Alt-Marzahn und Schlosspark Biesdorf | 12/60 min | 9/38         | 20 min                                                                                         | 20 min                                                             | 20 min                                                            | 20 min                                                            | 20 min                                                           |
| 155   | S+U Pankow ↔ Wilhelmsruh, Fontanestraße über Pankow Kirche, Rathaus Pankow und Hermann-Hesse-Straße | 16 min    | 13/20        | 10 min                                                                                         | 10 min                                                             | 20 min                                                            | 20 min                                                            | 20 min                                                           |
| 156   | S Storkower Straße ↔ Prenzlauer Berg, Michelangelostraße über S Landsberger Allee | 32 min    | 23/25        | 20 min                                                                                         | 20 min nur bis 20 Uhr                                              | 20 min nur bis 18 Uhr                                             | kein Betrieb                                                      | kein Betrieb                                                     |
| 156   | Prenzlauer Berg, Michelangelostraße ↔ S Prenzlauer Allee | 32 min    | 23/25        | 10 min                                                                                         | 10 min nur bis 20 Uhr                                              | 20 min nur bis 18 Uhr                                             | 20 min nur bis 18 Uhr                                             | kein Betrieb                                                     |
| 156   | S Prenzlauer Allee ↔ Weißensee, Pasedagplatz über Hamburger Platz | 32 min    | 23/25        | 10 min                                                                                         | 10 min                                                             | 20 min                                                            | 20 min                                                            | 20 min                                                           |
| 156   | Weißensee, Pasedagplatz ↔ Weißensee, Piesporter Straße | 32 min    | 23/25        | 20 min                                                                                         | 20 min nur bis 20 Uhr                                              | 20 min nur bis 20 Uhr                                             | 20 min nur bis 20 Uhr                                             | 20 min                                                           |
| 158   | Prenzlauer Berg, Michelangelostraße ↔ Heinersdorf Kirche über S Greifswalder Straße, Woelckpromenade und Pasedagplatz | 31/53 min | 22/35        | 20 min                                                                                         | 20 min nur bis 20 Uhr                                              | kein Betrieb                                                      | kein Betrieb                                                      | kein Betrieb                                                     |
| 158   | Heinersdorf, Am Wasserturm ↔ Heinersdorf Kirche | 31/53 min | 22/35        | kein Betrieb                                                                                   | kein Betrieb                                                       | 20 min                                                            | 20 min                                                            | 20 min                                                           |
| 158   | Heinersdorf Kirche ↔ Alt-Blankenburg | 31/53 min | 22/35        | 20 min                                                                                         | 20 min                                                             | 20 min                                                            | 20 min                                                            | 20 min                                                           |
| 158   | Alt-Blankenburg ↔ S Buch über Alt-Karow und Alt-Buch | 31/53 min | 22/35        | 20 min                                                                                         | 20 min nur bis 20 Uhr                                              | 20 min nur bis 20 Uhr                                             | kein Betrieb                                                      | kein Betrieb                                                     |
| 160   | Schöneweide, Hasselwerderstraße ↔ Altglienicke, Siriusstraße über S Schöneweide, Johannisthal Kirche, Bohnsdorfer Weg, Wendenstraße, S Altglienicke und Rebenweg | 40 min    | 32           | 20 min                                                                                         | 20 min                                                             | 20 min                                                            | 20 min                                                            | 20 min                                                           |
| 161   | Schöneiche, Dorfaue ↔ Schöneiche, Lübecker Straße | 34 min    | 29           | 20/40 min                                                                                      | 60 min nur bis 21 Uhr                                              | 60 min nur bis 21 Uhr                                             | 60 min nur bis 21 Uhr                                             | kein Betrieb                                                     |
| 161   | Schöneiche, Lübecker Straße ↔ Lutherstraße über S Rahnsdorf, Grünheider Weg, S Wilhelmshagen und Fahlenbergstraße | 34 min    | 29           | 20 min                                                                                         | 20 min                                                             | 20 min                                                            | 20 min                                                            | 20 min                                                           |
| 161   | Lutherstraße ↔ S Erkner/ZOB | 34 min    | 29           | 20 min                                                                                         | 20 min                                                             | 20 min                                                            | 20 min                                                            | 20 min nur bis 22 Uhr                                            |
| 162   | Schloßplatz Köpenick ↔ S Adlershof über Glienicker Straße | 31 min    | 19/21        | 10 min nachmittags und Sommerferien 20 min                                                     | 20 min nur bis 20 Uhr                                              | kein Betrieb                                                      | kein Betrieb                                                      | kein Betrieb                                                     |
| 162   | S Adlershof ↔ U Rudow über Magnusstraße, Wegedornstraße/Semmelweisstraße, Rudower Höhe | 31 min    | 19/21        | 10 min Sommerferien 20 min                                                                     | 10 min                                                             | 20 min                                                            | 20 min                                                            | 20 min                                                           |
| 163   | S Schöneweide ↔ S Adlershof über Stubenrauchstraße/Springbornstraße | 46 min    | 31/32        | 20 min                                                                                         | 20 min nur bis 20 Uhr                                              | 20 min nur bis 20 Uhr                                             | kein Betrieb                                                      | kein Betrieb                                                     |
| 163   | S Adlershof ↔ S Schönefeld über Altglienicke Kirche, Wendenstraße, S Grünau, Zur Gartenstadt, Bohnsdorf Kirche und Schönefeld, Seeweg | 46 min    | 31/32        | 20 min                                                                                         | 20 min                                                             | 20 min                                                            | 20 min                                                            | 20 min                                                           |
| 164   | S Köpenick ↔ S Adlershof über Glienicker Straße | 36 min    | 26/28        | 20 min                                                                                         | 20 min                                                             | 20 min                                                            | 20 min                                                            | 20 min                                                           |
| 164   | S Adlershof ↔ Siriusstraße über Magnusstraße und Wegedornstraße/Semmelweisstraße | 36 min    | 26/28        | 10 min Sommerferien 20 min                                                                     | 10 min Sommerferien 20 min                                         | 20 min                                                            | 20 min                                                            | 20 min                                                           |
| 164   | Siriusstraße ↔ S Schönefeld über Waltersdorfer Chaussee | 36 min    | 26/28        | 20 min                                                                                         | 20 min                                                             | 20 min                                                            | 20 min                                                            | 20 min                                                           |
| 165   | U Märkisches Museum ↔ S Schöneweide über U Heinrich-Heine-Straße, Bethaniendamm, U Schlesisches Tor, S Treptower Park und S Plänterwald | 54 min    | 44/45        | 20 min                                                                                         | 20 min                                                             | 20 min                                                            | 20 min                                                            | 20 min                                                           |
| 165   | S Schöneweide ↔ Köpenick, Müggelschlößchenweg über Bärenlauchstraße, S Spindlersfeld, Schloßplatz Köpenick und Krankenhaus Köpenick | 54 min    | 44/45        | 10 min Schulferien 20 min                                                                      | 20 min                                                             | 20 min                                                            | 20 min                                                            | 20 min                                                           |
| 166   | S Schöneweide ↔ S Treptower Park über Jugendzentrum, Krematorium Baumschulenweg und S Plänterwald | 39 min    | 27           | 20 min                                                                                         | 20 min                                                             | 20 min                                                            | 20 min                                                            | 20 min                                                           |
| 166   | S Treptower Park ↔ U Boddinstraße über Heidelberger Straße und U Rathaus Neukölln | 39 min    | 27           | 20 min                                                                                         | 20 min                                                             | 20 min                                                            | 20 min                                                            | 20 min nur bis 22 Uhr                                            |
| 168   | Alt-Schmöckwitz ↔ Rauchfangwerder, Moßkopfring über Schmöckwitzer Forst | 09 min    | 06           | 20 min mit Taktlücke alle 2 Stunden                                                            | 20 min mit Taktlücke alle 2 Stunden                                | 20 min mit Taktlücke alle 2 Stunden                               | 20 min mit Taktlücke alle 2 Stunden                               | 20 min mit Taktlücke alle 2 Stunden nur bis 23 Uhr               |
| 169   | U Elsterwerdaer Platz ↔ S Köpenick über Chemnitzer Straße/Jägerstraße | 47 min    | 34/35        | 10 min                                                                                         | 10 min                                                             | 10 min                                                            | 20 min                                                            | 20 min                                                           |
| 169   | S Köpenick ↔ Müggelheim Dorf über Brandenburgplatz, Krankenhaus Köpenick und Müggelseeperle | 47 min    | 34/35        | 10 min                                                                                         | 10 min                                                             | 10 min                                                            | 10 min Sommerzeit 20 min Winterzeit                               | 20 min                                                           |
| 169   | Müggelheim Dorf ↔ Alt-Müggelheim | 47 min    | 34/35        | 20 min nur bis 20 Uhr                                                                          | kein Betrieb                                                       | 20 min nur bis 18 Uhr                                             | 20 min nur bis 18 Uhr nur Sommerzeit                              | kein Betrieb                                                     |
| 169   | Müggelheim Dorf ↔ Müggelheim, Odernheimer Straße | 47 min    | 34/35        | 20 min                                                                                         | 20 min                                                             | 20 min                                                            | 20 min                                                            | 20 min                                                           |
| 170   | S Rathaus Steglitz ↔ Volkmarstraße über Insulaner, S Priesterweg, Attilaplatz und U Ullsteinstraße | 45 min    | 34/36        | 10 min                                                                                         | 10 min                                                             | 10 min                                                            | 20 min                                                            | 20 min                                                           |
| 170   | Volkmarstraße ↔ U Blaschkoallee über Betriebshof Britz | 45 min    | 34/36        | 10 min                                                                                         | 20 min                                                             | 20 min                                                            | 20 min                                                            | 20 min                                                           |
| 170   | U Blaschkoallee ↔ Baumschulenstraße/Fähre über Sonnenallee/Baumschulenstraße und S Baumschulenweg | 45 min    | 34/36        | 20 min                                                                                         | 20 min                                                             | 20 min                                                            | 20 min                                                            | 20 min                                                           |
| 171   | U Hermannplatz ↔ S Sonnenallee über Lohmühlenplatz, Elsenstraße/Harzer Straße und Treptower Brücke | 57 min    | 44/45        | 10 min Sommerferien früh: 20 min                                                               | 20 min                                                             | 20 min                                                            | 20 min                                                            | 20 min                                                           |
| 171   | S Sonnenallee ↔ U Rudow über S+U Neukölln, U Grenzallee und Klinikum Neukölln | 57 min    | 44/45        | 10 min                                                                                         | 20 min                                                             | 10 min                                                            | 20 min                                                            | 20 min                                                           |
| 171   | U Rudow ↔ S Schönefeld über Stadtgrenze Rudow | 57 min    | 44/45        | 20 min                                                                                         | 20 min                                                             | 20 min                                                            | 20 min                                                            | 20 min                                                           |
| 172   | U Rudow ↔ Gesundheitszentrum über Massantebrücke | 53 min    | 46/49        | 10 min Schulferien früh 20 min                                                                 | 20 min                                                             | 20 min                                                            | 20 min                                                            | 20 min                                                           |
| 172   | Gesundheitszentrum ↔ Buckow-Süd, Gensweg über U Johannisthaler Chaussee, Kölner Damm und Stuthirtenweg | 53 min    | 46/49        | 10 min Schulferien früh 20 min                                                                 | 10 min                                                             | 10 min                                                            | 20 min                                                            | 20 min                                                           |
| 172   | Buckow-Süd, Gensweg ↔ Lichtenrader Damm/Barnetstraße über Gerlinger Straße | 53 min    | 46/49        | 10 min Schulferien früh 20 min                                                                 | 20 min                                                             | 10 min                                                            | 20 min                                                            | 20 min                                                           |
| 172   | Lichtenrader Damm/Barnetstraße ↔ S Lichtenrade | 53 min    | 46/49        | 10 min Schulferien früh 20 min                                                                 | 20 min                                                             | 10 min                                                            | 20 min                                                            | 20 min                                                           |
| 175   | (Ringlinie) S Lichtenrade → Lichtenrade, Nahariyastraße → S Lichtenrade über Galluner Straße und Volkspark Lichtenrade | 21 min    | 17           | 10 min morgens 20 min nachmittags Schulferien 20 min                                           | 20 min                                                             | 20 min                                                            | 20 min                                                            | 20 min                                                           |
| 179   | U Alt-Mariendorf ↔ Buckow, Gerlinger Straße über Trabrennbahn, Tauernallee/Säntisstraße und Grünsteinweg | 15 min    | 14/15        | 10 min                                                                                         | 20 min                                                             | 20 min                                                            | 20 min                                                            | 20 min                                                           |
| 181   | U Walther-Schreiber-Platz ↔ Lankwitz Kirche über S Feuerbachstraße und S Lankwitz | 44 min    | 38/40        | 05 min morgens 10 min nachmittags Schulferien 10 min                                           | 10 min                                                             | 10 min                                                            | 10 min                                                            | 20 min                                                           |
| 181   | Lankwitz Kirche ↔ U Alt-Mariendorf über Halbauer Weg | 44 min    | 38/40        | 10 min                                                                                         | 10 min                                                             | 10 min                                                            | 10 min Sommerzeit 20 min Winterzeit                               | 20 min                                                           |
| 181   | U Alt-Mariendorf ↔ Britz, Kielingerstraße über Windröschenweg, Buckower Damm/Gutschmidtstraße und U Britz-Süd | 44 min    | 38/40        | 10 min                                                                                         | 10 min                                                             | 10 min                                                            | 10 min Sommerzeit 20 min Winterzeit                               | 20 min                                                           |
| 184   | S Südkreuz ↔ S+U Tempelhof | 52 min    | 44/45        | 20 min                                                                                         | 20 min nur bis 18 Uhr                                              | 20 min nur bis 18 Uhr                                             | kein Betrieb                                                      | kein Betrieb                                                     |
| 184   | S+U Tempelhof ↔ S Lichterfelde Ost über U Alt-Tempelhof, Rathaus Tempelhof, U Kaiserin-Augusta-Straße, Attilaplatz, S Attilastraße und Lankwitz Kirche | 52 min    | 44/45        | 10 min                                                                                         | 10 min                                                             | 10 min                                                            | 20 min                                                            | 20 min                                                           |
| 184   | S Lichterfelde Ost ↔ Saaleckplatz über Oberhofer Patz | 52 min    | 44/45        | 20 min                                                                                         | 20 min nur bis 19 Uhr                                              | 20 min nur bis 19 Uhr                                             | kein Betrieb                                                      | kein Betrieb                                                     |
| 184   | S Lichterfelde Ost ↔ Wismarer Straße über Jungfernstieg und Bogenstraße | 52 min    | 44/45        | 20 min                                                                                         | 20 min                                                             | 20 min                                                            | 20 min                                                            | 60 min                                                           |
| 184   | Wismarer Straße ↔ Teltow, Warthestraße über Teltow, Evangelische Diakonissenhaus und Teltow, Einkaufszentrum Oderstraße | 52 min    | 44/45        | 20 min                                                                                         | 20 min                                                             | 20 min                                                            | 60 min                                                            | 60 min                                                           |
| 186   | S Grunewald ↔ Grunewald, Roseneck über Hagenplatz | 49 min    | 39/43        | 20 min                                                                                         | 20 min                                                             | 20 min                                                            | 20 min                                                            | 20 min                                                           |
| 186   | Grunewald, Roseneck ↔ S+U Rathaus Steglitz über Schmargendorf Kirche, U Rüdesheimer Platz, U Friedrich-Wilhelm-Platz, U Walther-Schreiber-Platz und U Schloßstraße | 49 min    | 39/43        | 10 min                                                                                         | 10 min                                                             | 10 min                                                            | 20 min                                                            | 20 min                                                           |
| 186   | S+U Rathaus Steglitz ↔ S Lichterfelde Süd über Stadion Lichterfelde und S Osdorfer Straße | 49 min    | 39/43        | 05 min morgens Schulferien 10 min 05 min nachmittags Sommerferien 10 min                       | 10 min                                                             | 10 min                                                            | 10 min                                                            | 20 min                                                           |
| 187   | U Turmstraße ↔ U Bülowstraße über Alt-Moabit, Schloss Bellevue und U Nollendorfplatz | 056 min   | 041          | 10 min                                                                                         | 20 min                                                             | 20 min                                                            | 20 min                                                            | 20 min                                                           |
| 187   | U Kurfürstenstraße ↔ U Bülowstraße | 056 min   | 041          | kein Betrieb                                                                                   | kein Betrieb                                                       | 20 min                                                            | 20 min                                                            | kein Betrieb                                                     |
| 187   | U Bülowstraße ↔ S+U Innsbrucker Platz über U Kleistpark und Richard-von-Weizsäcker-Platz | 056 min   | 041          | 10 min                                                                                         | 20 min                                                             | 10 min                                                            | 10 min                                                            | 20 min                                                           |
| 187   | S+U Innsbrucker Platz ↔ Schöneberg, Planetarium über S Friedenau und Augusta-Viktoria-Klinikum | 056 min   | 041          | 05/5/10 min                                                                                    | 10 min                                                             | 10 min                                                            | 10 min                                                            | 20 min                                                           |
| 187   | Schöneberg, Planetarium ↔ Lankwitz Kirche über S Lankwitz | 056 min   | 041          | 10 min                                                                                         | 10 min                                                             | 10 min                                                            | 20 min                                                            | 20 minn                                                          |
| 187   | Lankwitz Kirche ↔ Lankwitz, Halbauer Weg | 056 min   | 041          | 10 min                                                                                         | 20 min                                                             | 20 min                                                            | 20 min                                                            | 20 min                                                           |
| 188   | S+U Rathaus Steglitz ↔ Lichterfelde, Appenzeller Straße über Schlossparktheater, S Botanischer Garten und Johanneskirchplatz | 18 min    | 17/18        | 10 min                                                                                         | 20 min                                                             | 20 min                                                            | 20 min                                                            | 20 min                                                           |
| 190   | U Elsterwerdaer Platz ↔ S Wuhlheide über Dohlengrund und Gleiwitzer Straße | 14/17 min | 13/14        | 20 min                                                                                         | 20 min                                                             | 20 min                                                            | 20 min                                                            | 20 min nur bis 23 Uhr                                            |
| 190   | S Wuhlheide ↔ Innovationspark Wuhlheide | 14/17 min | 13/14        | 20 min nur bis 17:30 Uhr                                                                       | kein Betrieb                                                       | kein Betrieb                                                      | kein Betrieb                                                      | kein Betrieb                                                     |
| 191   | S Marzahn ↔ S+U Wuhletal über Marzahner Promenade, Allee der Kosmonauten/Poelchaustraße, Garzauer Straße und U Kaulsdorf Nord | 22 min    | 17           | 10 min morgens Schulferien 20 min 10 min nachmittags Sommerferien 20 min                       | 20 min                                                             | 20 min                                                            | 20 min                                                            | 20 min                                                           |
| 192   | S Friedrichsfelde Ost ↔ S Biesdorf über Alt-Friedrichsfelde | 28 min    | 20/22        | 10 min                                                                                         | 20 min                                                             | 20 min                                                            | 20 min                                                            | 20 min                                                           |
| 192   | S Biesdorf ↔ S Marzahn über Eitelstraße, Alt-Marzahn und Marzahner Promenade | 28 min    | 20/22        | 10 min morgens Schulferien 20 min 10 min nachmittags Sommerferien 20 min                       | 20 min                                                             | 20 min                                                            | 20 min                                                            | 20 min                                                           |
| 194   | U Hermannplatz ↔ S Friedrichsfelde Ost über Lohmühlenplatz, S Treptower Park, S Ostkreuz, S Rummelsburg, S Nöldnerplatz, U Friedrichsfelde und Alt-Friedrichsfelde | 53 min    | 33/35        | 10 min                                                                                         | 20 min                                                             | 10 min                                                            | 10 min                                                            | 20 min                                                           |
| 194   | S Friedrichsfelde Ost ↔ Marzahn, Helene-Weigel-Platz über S Springpfuhl | 53 min    | 33/35        | 20 min                                                                                         | 20 min                                                             | 20 min                                                            | 20 min                                                            | 20 min                                                           |
| 195   | S Marzahn ↔ Neuenhagener Straße über Marzahner Promenade, U Cottbusser Platz, U Hellersdorf, U Louis-Lewin-Platz, Am Rosenhag und S Mahlsdorf | 41 min    | 33           | 06/7/7 min morgens Schulferien 10 min 06/7/7 min nachmittags Sommerferien 10 min               | 10 min                                                             | 10 min                                                            | 10 min                                                            | 20 min                                                           |
| 195   | Neuenhagener Straße ↔ Klinikum Kaulsdorf über Franzburger Straße | 41 min    | 33           | 20 min                                                                                         | 20 min nur bis 19:30 Uhr                                           | 20 min nur bis 20 Uhr                                             | 20 min nur bis 18 Uhr                                             | kein Betrieb                                                     |
| 197   | S Mahlsdorf ↔ S Kaulsdorf über Wernersee | 56/61 min | 45/48        | 20 min                                                                                         | 20 min                                                             | 20 min                                                            | 20 min                                                            | 20 min                                                           |
| 197   | S Kaulsdorf ↔ Märkische Allee/Wuhletalstraße über U Kaulsdorf Nord, U Kienberg, Betriebshof Marzahn, Glambecker Ring, Sella-Hasse-Straße und S Mehrower Allee | 56/61 min | 45/48        | 10 min                                                                                         | 10 min                                                             | 10 min                                                            | 20 min                                                            | 20 min                                                           |
| 197   | Märkische Allee/Wuhletalstraße ↔ Welsestraße über Belziger Ring, Barnimplatz, S Ahrensfelde und Tierheim Berlin/Dorfstraße | 56/61 min | 45/48        | 10 min                                                                                         | 10 min                                                             | 10 min                                                            | 20 min                                                            | 20 min                                                           |
| 197   | Welsestraße ↔ Falkenberg | 56/61 min | 45/48        | kein Betrieb                                                                                   | kein Betrieb                                                       | kein Betrieb                                                      | kein Betrieb                                                      | 20 min                                                           |
| 197   | Welsestraße ↔ Hohenschönhausen, Prerower Platz über S Hohenschönhausen | 56/61 min | 45/48        | 10 min                                                                                         | 20 min nur bis 21 Uhr                                              | 10 min nur bis 21 Uhr                                             | 20 min nur bis 20:30 Uhr                                          | kein Betrieb                                                     |
| 200   | S+U Zoologischer Garten ↔ Prenzlauer Berg, Michelangelostraße über Corneliusbrücke, Philharmonie, S+U Potsdamer Platz, U Stadtmitte, U Spittelmarkt, Fischerinsel, S+U Alexanderplatz und Am Friedrichshain                                                                                               | 47 min    | 27/28        | 10 min                                                                                         | 10 min                                                             | 10 min                                                            | 10 min                                                            | 10 min bis 22:30 Uhr, danach alle 20 min                         |
| 204   | S Südkreuz ↔ S+U Zoologischer Garten über S Julius-Leber-Brücke, Richard-von-Weizsäcker-Platz, U Kleistpark, Hohenstaufenstraße, U Spichernstraße und U Kurfürstendamm | 26 min    | 18           | 20 min                                                                                         | 20 min nur bis 20 Uhr                                              | 20 min nur bis 18 Uhr                                             | kein Betrieb                                                      | kein Betrieb                                                     |
| 215   | Schmargendorf, Elsterplatz ↔ S+U Heidelberger Platz | 8 min     | 5            | 20 min                                                                                         | 20 min                                                             | 20 min                                                            | 20 min                                                            | 20 min nur bis 22 Uhr                                            |
| 218   | (teilweise Einsatz historischer Busse) S Messe Nord ↔ Pfaueninsel über Messegelände/ZOB, U Theodor-Heuss-Platz, S Heerstraße, Flatowallee/Olympiastadion, Waldhaus, Havelchaussee und S Wannsee | 47 min    | 31/32        | 120 min Winterzeit 60 min Sommerzeit                                                           | 120 min Winterzeit nur bis 21 Uhr 60 min Sommerzeit nur bis 21 Uhr | 60 min Winterzeit nur bis 21 Uhr 30 min Sommerzeit nur bis 21 Uhr | 60 min Winterzeit nur bis 19 Uhr 30 min Sommerzeit nur bis 20 Uhr | kein Betrieb                                                     |
| 220   | Frohnau, Hainbuchenstraße ↔ S+U Wittenau über S Frohnau und Veltheimstraße | 33/44 min | 31/37        | 20 min                                                                                         | 20 min                                                             | 20 min                                                            | 20 min                                                            | 20 minn                                                          |
| 220   | S+U Wittenau ↔ Humboldt-Klinikum über U Rathaus Reinickendorf | 33/44 min | 31/37        | 20 min                                                                                         | 20 min                                                             | 20 min                                                            | 20 min                                                            | 20 min Betrieb bis 22:30 Uhr                                     |
| 220   | Humboldt-Klinikum ↔ U Alt-Tegel über S Tegel | 33/44 min | 31/37        | 20 min                                                                                         | 20 min nur bis 20 Uhr                                              | 20 min nur bis 20 Uhr                                             | kein Betrieb                                                      | kein Betrieb                                                     |
| 221   | Märkisches Viertel, Märkische Zeile ↔ Märkisches Viertel, Wilhelmsruher Damm/Treuenbrietzener Straße | 42/43 min | 33/34        | 10 min Sommerferien 20 min                                                                     | 10 min Sommerferien 20 min nur bis 20 Uhr                          | 20 min nur bis 20 Uhr                                             | 20 min nur bis 20 Uhr                                             | kein Betrieb                                                     |
| 221   | Märkisches Viertel, Wilhelmsruher Damm ↔ Märkisches Viertel, Wilhelmsruher Damm/Treuenbrietzener Straße | 42/43 min | 33/34        | kein Betrieb                                                                                   | kein Betrieb                                                       | kein Betrieb                                                      | kein Betrieb                                                      | 20 min                                                           |
| 221   | Märkisches Viertel, Wilhelmsruher Damm/Treuenbrietzener Straße ↔ U Kurt-Schumacher-Platz über S+U Wittenau, Wittenau Kirche, U Rathaus Reinickendorf, Landesarchiv, S Eichborndamm und U Scharnweberstraße                                                                                                | 42/43 min | 33/34        | 10 min                                                                                         | 10 min                                                             | 20 min                                                            | 20 min                                                            | 20 min                                                           |
| 221   | U Kurt-Schumacher-Platz ↔ U Leopoldplatz über U Afrikanische Straße und U Amrumer Straße | 42/43 min | 33/34        | 20 min                                                                                         | 20 min                                                             | 20 min                                                            | 20 min                                                            | 20 min                                                           |
| 222   | Tegelort ↔ U Alt-Tegel über Falkenplatz | 37/47 min | 33/40        | 10 min                                                                                         | 20 min                                                             | 20 min                                                            | 20 min                                                            | 20 min                                                           |
| 222   | U Alt-Tegel ↔ Waidmannslust, Titiseestraße über S Tegel, Freie Scholle und S Waidmannslust | 37/47 min | 33/40        | 10 min                                                                                         | 10 min                                                             | 10 min                                                            | 10 min                                                            | 20 min                                                           |
| 222   | Waidmannslust, Titiseestraße ↔ Zabel-Krüger-Damm / Alt-Lübars | 37/47 min | 33/40        | 10 min                                                                                         | 20 min                                                             | 20 min                                                            | 20 min                                                            | 20 min                                                           |
| 222   | Zabel-Krüger-Damm / Alt-Lübars ↔ Alt-Lübars | 37/47 min | 33/40        | 20 min                                                                                         | 20 min                                                             | 20 min                                                            | 20 min                                                            | 20 min                                                           |
| 222   | Zabel-Krüger-Damm / Alt-Lübars ↔ Märkisches Viertel, Märkische Zeile über Märkisches Viertel, Quickborner Straße | 37/47 min | 33/40        | 20 min nur bis 20 Uhr                                                                          | kein Betrieb                                                       | kein Betrieb                                                      | kein Betrieb                                                      | kein Betrieb                                                     |
| 234   | (Ringlinie) Alt-Kladow → Lanzendorfer Weg → Alt-Kladow über Benfeyweg und Gredlinger Straße | 17 min    | 15           | 10 min Sommerferien 20 min                                                                     | 20 min                                                             | 20 min                                                            | 20 min                                                            | 20 min nur bis 22 Uhr                                            |
| 237   | S+U Rathaus Spandau ↔ Staaken, Isenburger Weg über Borkzeile, Gartenstadt Staaken und Finkenkruger Weg | 23 min    | 17/25        | 10 min Sommerferien 20 min                                                                     | 10 min Sommerferien 20 min                                         | 10 min Sommerferien 20 min                                        | 20 min                                                            | 20 min                                                           |
| 240   | S Ostbahnhof ↔ Betriebshof Lichtenberg über Wismarplatz, S Rummelsburg, S Nöldnerplatz, S+U Lichtenberg und U Magdalenenstraße | 42 min    | 30/32        | 10 min                                                                                         | 10 min                                                             | 10 min                                                            | 10 min                                                            | 20 min                                                           |
| 240   | Betriebshof Lichtenberg ↔ S Storkower Straße | 42 min    | 30/32        | 10 min                                                                                         | 10 min                                                             | 10 min                                                            | 20 min                                                            | 20 min                                                           |
| 245   | S+U Zoologischer Garten ↔ S+U Friedrichstraße über U Ernst-Reuter-Platz, Marchbrücke, Dovebrücke, Franklinstraße, Alt-Moabit/Rathaus Tiergarten, S+U Hauptbahnhof und Deutsches Theater | 33 min    | 23           | 10 min                                                                                         | 10 min                                                             | 10 min                                                            | 20 min                                                            | 20 min                                                           |
| 246   | U Friedrich-Wilhelm-Platz ↔ U Alt-Tempelhof über Kaisereiche, Friedenauer Brücke, Insulaner, S Priesterweg und Attilaplatz | 53 min    | 39/41        | 20 min                                                                                         | 20 min                                                             | 20 min                                                            | 20 min                                                            | 20 min nur bis 22:30 Uhr                                         |
| 246   | U Alt-Tempelhof ↔ Neukölln, Forsthausallee über Oberlandstraße, Oberlandgarten, S+U Neukölln, S Sonnenallee, S Neuköllnische Heide, Haberstraße und Jupiterstraße | 53 min    | 39/41        | 10 min                                                                                         | 20 min                                                             | 20 min                                                            | 20 min                                                            | 20 min                                                           |
| 247   | U Leopoldplatz ↔ U Bernauer Straße über U Nauener Platz, S Wedding, S Humboldthain, S+U Gesundbrunnen und Lortzingstraße | 30 min    | 23/25        | 10 min                                                                                         | 10 min                                                             | 10 min                                                            | 20 min                                                            | 20 min                                                           |
| 247   | U Bernauer Straße ↔ S Nordbahnhof über U Voltastraße und Gartenplatz | 30 min    | 23/25        | 20 min                                                                                         | 20 min                                                             | 20 min                                                            | 20 min                                                            | 20 min                                                           |
| 248   | U Breitenbachplatz ↔ S Südkreuz über S+U Bundesplatz, S+U Innsbrucker Platz, S Schöneberg und Sportzentrum Schöneberg | 55 min    | 36           | 20 min                                                                                         | 20 min                                                             | 20 min                                                            | kein Betrieb                                                      | 20 min nur bis 22 Uhr (Mo–Sa)                                    |
| 248   | S Südkreuz ↔ S+U Alexanderplatz über U Platz der Luftbrücke, U Gneisenaustraße, U Hallesches Tor, U Spittelmarkt, Fischerinsel und U Berliner Rathaus | 55 min    | 36           | 10 min                                                                                         | 10 min                                                             | 10 min                                                            | 20 min                                                            | 20 min                                                           |
| 249   | S+U Zoologischer Garten ↔ Schmargendorf, Elsterplatz über U Kurfürstendamm, U Hohenzollernplatz, U Blissestraße, S+U Heidelberger Platz, Schmargendorf Kirche und Rathaus Schmargendorf | 26 min    | 22           | 10 min                                                                                         | 10 min                                                             | 10 min                                                            | 20 min                                                            | 20 min                                                           |
| 249   | Schmargendorf, Elsterplatz ↔ Grunewald, Roseneck | 26 min    | 22           | 20 min                                                                                         | 20 min                                                             | 20 min                                                            | kein Betrieb                                                      | 20 min                                                           |
| 250   | U Franz-Neumann-Platz ↔ U Vinetastraße über Papierstraße, S Wollankstraße und Görschstraße | 45 min    | 30/31        | 20 min                                                                                         | 20 min nur bis 20 Uhr                                              | 20 min nur bis 18 Uhr                                             | kein Betrieb                                                      | kein Betrieb                                                     |
| 250   | U Vinetastraße ↔ Niederschönhausen, Grumbkowstraße über S+U Pankow, Rathaus Pankow und Bürgerpark Pankow | 45 min    | 30/31        | 10 min                                                                                         | 10 min                                                             | 20 min                                                            | 20 min                                                            | 20 min                                                           |
| 255   | Weißensee, Schwarzelfenweg (Ausstieg) /Weißensee, Darßer Straße/Roelckestraße (Einstieg) ↔ U Osloer Straße über Rathaus Weißensee, Weißer See, Hamburger Platz, Prenzlauer Promenade/Am Steinberg, S+U Pankow, Rathaus Pankow und S Wollankstraße                                                         | 42 min    | 32/33        | 10 min                                                                                         | 10 min                                                             | 10 min                                                            | 20 min                                                            | 20 min                                                           |
| 256   | Siedlung Wartenberg/Straße 5 ↔ S Hohenschönhausen über S Wartenberg | 38/41 min | 030/33       | 20 min                                                                                         | 20 min                                                             | 20 min                                                            | 20 min                                                            | 20 min                                                           |
| 256   | Falkenberg ↔ S Hohenschönhausen | 38/41 min | 030/33       | kein Betrieb                                                                                   | 20 min nur bis 18 Uhr                                              | kein Betrieb                                                      | kein Betrieb                                                      | kein Betrieb                                                     |
| 256   | S Hohenschönhausen ↔ S+U Lichtenberg über Prerower Platz, Gehrenseestraße, Alt-Hohenschönhausen, Bahnhofsstraße, Liebenwalder Straße und Betriebshof Lichtenberg | 38/41 min | 030/33       | 10 min Schulferien 20 min                                                                      | 10 min Schulferien 20 min                                          | 20 min                                                            | 20 min                                                            | 20 min                                                           |
| 256   | S+U Lichtenberg ↔ Zentralfriedhof Friedrichsfelde | 38/41 min | 030/33       | 20 min                                                                                         | 20 min                                                             | 20 min nur bis 21 Uhr                                             | 20 min nur bis 21 Uhr                                             | 20 min (Mo–Fr)                                                   |
| 259   | Französisch Buchholz, Aubertstraße ↔ S Buch über Kleingartenanlage Lindenhof und Gewerbegebiet Pankow-Nord | 68 min    | 41/44        | 30 min morgens Schulferien 60 min 60 min nachmittags                                           | 60 min nur bis 21 Uhr                                              | kein Betrieb                                                      | kein Betrieb                                                      | kein Betrieb                                                     |
| 259   | S Buch ↔ Malchow/Dorfstraße über Alt-Buch, Klinikum Buch, Schwanebeck, Lindenberg, Umspannwerk Malchow und Malchower Aue | 68 min    | 41/44        | 60 min                                                                                         | 60 min nur bis 21 Uhr                                              | 60 min nur bis 21 Uhr                                             | 60 min nur bis 21 Uhr                                             | kein Betrieb                                                     |
| 259   | Malchow Dorfstraße ↔ Stadion Buschallee/Hansastraße über Rathaus Weißensee und Weißer See | 68 min    | 41/44        | 20 min                                                                                         | 20 min                                                             | 20 min                                                            | 20 min                                                            | 20 min                                                           |
| 260   | S Adlershof ↔ U Rudow über Altglienicke Kirche, Bohnsdorfer Weg, Siriusstraße, Schönefeld und Stadtgrenze Rudow | 25 min    | 22/23        | 10 min                                                                                         | 10 min                                                             | 10 min                                                            | 20 min                                                            | 20 min                                                           |
| 263   | S Grünau ↔ Waldstraße/Stadtgrenze über Merkurstraße | 25 min    | 18           | 10 min morgens ← 20 min morgens → 10 min nachmittags → 20 min nachmittags ← Schulferien 20 min | 20 min                                                             | 20 min                                                            | 20 min                                                            | 20 min                                                           |
| 263   | Waldstraße/Stadtgrenze ↔ Flughafen BER – Terminal 1-2 über Waltersdorf, Am Rondell | 25 min    | 18           | 60 min                                                                                         | 60 min nur bis 21 Uhr                                              | 60 min nur bis 21 Uhr                                             | kein Betrieb                                                      | kein Betrieb                                                     |
| 265   | U Stadtmitte ↔ U Märkisches Museum über U Spittelmarkt und Fischerinsel | 46 min    | 40           | 20 min                                                                                         | 20 min nur bis 20 Uhr                                              | 20 min nur bis 18 Uhr                                             | kein Betrieb                                                      | kein Betrieb                                                     |
| 265   | U Märkisches Museum ↔ S Treptower Park über U Heinrich-Heine-Straße, Bethaniendamm und U Schlesisches Tor | 46 min    | 40           | 20 min                                                                                         | 20 min                                                             | 20 min                                                            | 20 min                                                            | 20 min nur bis 23 Uhr                                            |
| 265   | S Treptower Park ↔ S Schöneweide über Rathaus Treptow, S Baumschulenweg und Westweg | 46 min    | 40           | 20 min                                                                                         | 20 min                                                             | 20 min                                                            | 20 min                                                            | 20 min                                                           |
| 269   | U Kaulsdorf Nord ↔ S Kaulsdorf | 38 min    | 30           | 20 min                                                                                         | 20 min                                                             | 20 min                                                            | 20 min nur bis 20 Uhr                                             | 20 min nur bis 23 Uhr (mo–sa)                                    |
| 269   | S Kaulsdorf ↔ Köpenick, Müggelschlößchenweg über Klinikum Kaulsdorf, Alt-Kaulsdorf, Chemnitzer Straße/Jägerstraße, S Köpenick, Bellevuepark und Krankenhaus Köpenick | 38 min    | 30           | 20 min                                                                                         | 20 min                                                             | 20 min                                                            | 20 min                                                            | 20 min                                                           |
| 271   | (Ringlinie): U Rudow → Rudow, Kapaunenstraße → U Rudow über Ascherslebener Weg | 30 min    | 26           | 10 min Schulferien 20 min                                                                      | 10 min Schulferien 20 min                                          | 20 min                                                            | 20 min                                                            | 20 min                                                           |
| 271   | U Rudow ↔ Rudow, Zittauer Straße über U Zwickauer Damm | 30 min    | 26           | 20 min                                                                                         | 20 min nur bis 21 Uhr                                              | 20 min nur bis 21 Uhr                                             | kein Betrieb                                                      | kein Betrieb                                                     |
| 275   | Kirchhainer Damm/Stadtgrenze ↔ S Lichtenrade über Kolonie Märkische Heide | 35 min    | 28           | 20 min                                                                                         | 20 min nur bis 21 Uhr                                              | 20 min nur bis 21 Uhr                                             | 0 min nur bis 21 Uhr                                              | kein Betrieb                                                     |
| 275   | S Lichtenrade → S Schichauweg → S Lichtenrade über Illigstraße und Cecilienstraße | 35 min    | 28           | 20 min                                                                                         | 20 min nur bis 21 Uhr                                              | 20 min nur bis 15:30 Uhr                                          | kein Betrieb                                                      | kein Betrieb                                                     |
| 277   | S+U Hermannstraße ↔ U Alt-Mariendorf über Bergholzstraße, Friedhof Mariendorf und Skutaristraße | 37 min    | 32/35        | 10 min                                                                                         | 10 min                                                             | 20 min                                                            | 20 min                                                            | 20 min                                                           |
| 277   | U Alt-Mariendorf ↔ Nahmnitzer Damm/Motzener Straße über Benzstraße und S Buckower Chaussee | 37 min    | 32/35        | 10 min                                                                                         | 20 min                                                             | 20 min                                                            | 20 min                                                            | 20 min                                                           |
| 277   | Nahmnitzer Damm/Motzener Straße ↔ Marienfelde, Stadtrandsiedlung über Nahmnitzer Damm | 37 min    | 32/35        | 20 min                                                                                         | 20 min                                                             | 20 min                                                            | 20 min                                                            | 20 min                                                           |
| 282   | U Breitenbachplatz ↔ Marienfelde, Dardanellenweg über U Schloßstraße, S+U Rathaus Steglitz, S Südende, S Attilastraße, U Westphalweg und Skutaristraße | 39 min    | 29           | 10 min                                                                                         | 10 min                                                             | 10 min                                                            | 20 min                                                            | 20 min                                                           |
| 283   | S+U Rathaus Steglitz ↔ Mozartstraße über Schlossparktheater und Klingsorplatz/Klinikum | 30/36 min | 28/29        | 20 min                                                                                         | 20 min                                                             | 20 min                                                            | 20 min                                                            | 20 min                                                           |
| 283   | Mozartstraße ↔ S Marienfelde über S Lankwitz, Lankwitz Kirche, Am Gemeindepark und Sonnenscheinpfad | 30/36 min | 28/29        | 10 min                                                                                         | 20 min                                                             | 20 min                                                            | 20 min                                                            | 20 min                                                           |
| 283   | S Marienfelde ↔ Marienfelde, Benzstraße | 30/36 min | 28/29        | 20 min nur bis 18 Uhr                                                                          | kein Betrieb                                                       | kein Betrieb                                                      | kein Betrieb                                                      | kein Betrieb                                                     |
| 284   | S+U Rathaus Steglitz ↔ S Lankwitz | 17/27 min | 17/25        | 20 min                                                                                         | 20 min nur bis 20 Uhr                                              | 20 min nur bis 18 Uhr                                             | kein Betrieb                                                      | kein Betrieb                                                     |
| 284   | S Lankwitz ↔ S Lichterfelde Süd über Oberhofer Platz, Saaleckplatz, Lilienthalpark und Landweg | 17/27 min | 17/25        | 20 min                                                                                         | 20 min                                                             | 20 min                                                            | 20 min                                                            | 20 min                                                           |
| 285   | Waldfriedhof Dahlem ↔ U Oskar-Helene-Heim | 39 min    | 35/36        | 20 min                                                                                         | 20 min                                                             | 20 min                                                            | 20 min                                                            | 20 min nur bis 22 Uhr                                            |
| 285   | U Oskar-Helene-Heim ↔ Beeskowdamm über Zehlendorf Eiche und S Zehlendorf | 39 min    | 35/36        | 20 min                                                                                         | 20 min                                                             | 20 min                                                            | 20 min                                                            | 20 min                                                           |
| 285   | Andreézelle ↔ Beeskowdamm | 39 min    | 35/36        | 20 min                                                                                         | 20 min nur bis 20 Uhr                                              | 20 min                                                            | kein Betrieb                                                      | kein Betrieb                                                     |
| 285   | Beeskowdamm ↔ Lichterfelde, Appenzeller Straße über Billy-Wilder-Promenade | 39 min    | 35/36        | 10 min                                                                                         | 10 min                                                             | 10 min                                                            | 20 min                                                            | 20 min                                                           |
| 285   | Lichterfelde, Appenzeller Straße ↔ S+U Rathaus Steglitz über Charité – Campus B. Franklin | 39 min    | 35/36        | 10 min                                                                                         | 10 min                                                             | 10 min                                                            | 20 min                                                            | 20 min Betrieb bis 23 Uhr                                        |
| 291   | S Marzahn ↔ S+U Wuhletal (↔ Brebacher Weg) über S Poelchaustraße, Allee der Kosmonauten/Poelchaustraße, Garzauer Straße und U Kaulsdorf-Nord Einzelfahrten in der Schulzeit weiter bis Brebacher Weg | 22/23 min | 14/15        | 20 min                                                                                         | 20 min nur bis 20 Uhr                                              | 20 min nur bis 18 Uhr                                             | kein Betrieb                                                      | kein Betrieb                                                     |
| 294   | Falkenberg ↔ Seehausener Straße | 05/25 min | 09/19        | 20 min                                                                                         | 20 min nur bis 20 Uhr                                              | kein Betrieb                                                      | kein Betrieb                                                      | kein Betrieb                                                     |
| 294   | Seehausener Straße ↔ Leuenberger Straße über S Gehrenseestraße, Gehrenseestraße und Alt-Hohenschönhausen | 05/25 min | 09/19        | 20 min                                                                                         | 20 min nur bis 20 Uhr                                              | 20 min nur bis 19 Uhr                                             | 20 min nur bis 19 Uhr                                             | kein Betrieb                                                     |
| 294   | Leuenberger Straße ↔ Hohenschönhausen, Marzahner Straße | 05/25 min | 09/19        | 20 min                                                                                         | 20 min nur bis 20 hr                                               | kein Betrieb                                                      | kein Betrieb                                                      | kein Betrieb                                                     |
| 294   | Leuenberger Straße ← Gehrenseestraße über Alt-Hohenschönhausen | 05/25 min | 09/19        | kein Betrieb                                                                                   | kein Betrieb                                                       | 20 min nur bis 19 Uhr                                             | 20 min nur bis 19 Uhr                                             | kein Betrieb                                                     |
| 296   | S+U Lichtenberg ↔ U Friedrichsfelde | 27 min    | 20/21        | 10 min                                                                                         | 10 min nur bis 21 Uhr                                              | 10 min nur bis 21 Uhr                                             | 20 min nur bis 21 Uhr                                             | kein Betrieb                                                     |
| 296   | U Friedrichsfelde ↔ U Tierpark über Balatonstraße | 27 min    | 20/21        | 10 min                                                                                         | 10 min                                                             | 10 min                                                            | 20 min                                                            | 20 min                                                           |
| 296   | U Tierpark ↔ S Karlshorst über Museum Karlshorst | 27 min    | 20/21        | 10 min Sommerferien 20 min                                                                     | 10 min Sommerferien 20 min                                         | 20 min                                                            | 20 min                                                            | 20 min                                                           |
| 300   | Tiergarten, Philharmonie Süd ↔ S+U Warschauer Straße über S+U Potsdamer Platz, U Mohrenstraße, U Unter den Linden, Staatsoper, S+U Alexanderplatz, S+U Jannowitzbrücke, S Ostbahnhof und East Side Gallery                                                                                                | 38 min    | 20/21        | 10 min                                                                                         | 10 min                                                             | 10 min                                                            | 10 min                                                            | 20 min                                                           |
| 309   | U Wilmersdorfer Straße/S Charlottenburg ↔ Schlosspark-Klinik über Amtsgerichtsplatz, U Sophie-Charlotte-Platz und Schloss Charlottenburg | 15 min    | 12           | 20 min                                                                                         | 20 min                                                             | 20 min                                                            | 20 min                                                            | 20 min nur bis 22 Uhr                                            |
| 310   | (Berufsverkehr) U Wilmersdorfer Straße/S Charlottenburg ↔ U Blissestraße über U Adenauerplatz, Martin-Luther-Krankenhaus, Herthastraße, Rathaus Schmargendorf, Schmargendorf Kirche und S+U Heidelberger Platz                                                                                            | 27 min    | 20/21        | 20 min nur 7–10 und 13–19 Uhr                                                                  | kein Betrieb                                                       | kein Betrieb                                                      | kein Betrieb                                                      | kein Betrieb                                                     |
| 316   | S Wannsee ↔ Potsdam, Glienicker Brücke über Wannseebrücke, Rathaus Wannsee und Schloss Glienicke | 14 min    | 13           | 20 min                                                                                         | 40 min nur bis 21 Uhr                                              | 20 min nur bis 21 Uhr                                             | 20 min nur bis 21 Uhr                                             | kein Betrieb                                                     |
| 318   | S Wannsee ↔ Wannsee, Hans-Meitner-Platz über Wannseebrücke, Rathaus Wannsee und Wilhelmplatz | 09 min    | 10/11        | 20 min früh 40 min nachmittags                                                                 | 40 min nur bis 20 Uhr                                              | kein Betrieb                                                      | kein Betrieb                                                      | kein Betrieb                                                     |
| 320   | (Ringlinie): (Berufsverkehr) U Paracelsus-Bad → Reinickendorf, Montanstraße → U Paracelsus-Bad über Lengeder Straße | 12 min    | 10           | 20 min nur 5:30–9:30 Uhr und 14:30–18:30 Uhr                                                   | kein Betrieb                                                       | kein Betrieb                                                      | kein Betrieb                                                      | kein Betrieb                                                     |
| 322   | U Paracelsus-Bad ↔ U Rathaus Reinickendorf über U Lindauer Allee und S Eichborndamm | 26 min    | 21/22        | 20 min nur 5:30–9:30 und 13–18 Uhr                                                             | kein Betrieb                                                       | kein Betrieb                                                      | kein Betrieb                                                      | kein Betrieb                                                     |
| 322   | U Rathaus Reinickendorf ↔ Waidmannslust, Titiseestraße über Wittenau Kirche und S Waidmannslust | 26 min    | 21/22        | 20 min                                                                                         | 20 min nur bis 19:30 Uhr                                           | kein Betrieb                                                      | kein Betrieb                                                      | kein Betrieb                                                     |
| 324   | Alt-Heiligensee ↔ Konradshöhe, Falkenplatz über Strandbad Heiligensee | 09 min    | 09/10        | 30 min                                                                                         | 30 min nur bis 21 Uhr                                              | 30 min nur bis 21 Uhr                                             | 30 min nur bis 21 Uhr                                             | kein Betrieb                                                     |
| 326   | (Ringlinie): S Hermsdorf → Veltheimstraße/Schildower Straße → S Hermsdorf über Marthastraße | 14 min    | 12           | 20 min                                                                                         | 20 min nur bis 21 Uhr                                              | 20 min nur bis 21 Uhr                                             | 30 min nur bis 20 Uhr                                             | kein Betrieb                                                     |
| 327   | U Leopoldplatz ↔ S Schönholz über U Nauener Platz, Louise-Schroeder-Platz, U Franz-Neumann-Platz, U Residenzstraße und Klemkestraße | 21 min    | 16/18        | 20 min                                                                                         | 20 min nur bis 20 Uhr                                              | 20 min nur bis 20 Uhr                                             | 20 min nur bis 18 Uhr                                             | kein Betrieb                                                     |
| 334   | (Rufbus): Hohengatow, Waldschluchtpfad ↔ Alt-Gatow ↔ Gatow, Habichtswald über Helleberge und Gatower Heide verkehrt nur teilweise nach Fahrplan; zu bestimmten Zeiten verkehrt der Bus ab der Haltestelle Alt-Gatow nach Bedarf, von den anderen Haltestellen nur als Rufbus mit telefonischer Anmeldung. | 10 min    | 09           | 20 min nur 8–9:30 und 13–15 Uhr Rufbus                                                         | Rufbus nur bis 21 Uhr                                              | Rufbus nur bis 21 Uhr                                             | Rufbus nur bis 21 Uhr                                             | kein Betrieb                                                     |
| 337   | Falkenseer Chaussee/Zeppelinstraße ↔ S+U Rathaus Spandau | 10 min    | 09/10        | 20 min                                                                                         | 20 min nur bis 20 Uhr                                              | 20 min nur bis 18 Uhr                                             | kein Betrieb                                                      | kein Betrieb                                                     |
| 347   | S Ostbahnhof ↔ S+U Warschauer Straße über U Weberwiese | 18/29 min | 14/21        | 20 min                                                                                         | 20 min nur bis 18 Uhr                                              | 20 min nur bis 18 Uhr                                             | kein Betrieb                                                      | kein Betrieb                                                     |
| 347   | S+U Warschauer Straße ↔ Stralau, Bootsbauerstraße über Oberbaumbrücke, Stralauer Allee, Osthafen und S Ostkreuz | 18/29 min | 14/21        | 20 min                                                                                         | 20 min                                                             | 20 min                                                            | 20 min                                                            | 20 min                                                           |
| 347   | Stralau, Bootsbauerstraße ↔ Stralau, Tunnelstraße über Alt-Stralau | 18/29 min | 14/21        | 20 min                                                                                         | 20 min nur bis 20 Uhr                                              | 20 min nur bis 20 Uhr                                             | kein Betrieb                                                      | kein Betrieb                                                     |
| 349   | (Ringlinie): S Grunewald → U Theodor-Heuss-Platz → S Grunewald über S Messe Süd, Messegelände/ZOB, U Neu-Westend und S Heerstraße | 30 min    | 29           | 40 min                                                                                         | 40 min nur bis 18 Uhr                                              | kein Betrieb                                                      | kein Betrieb                                                      | kein Betrieb                                                     |
| 350   | Alt-Karow ↔ S Karow | 12 min    | 12/14        | 20 min                                                                                         | 20 min nur bis 20 Uhr                                              | 20 min nur bis 20 Uhr                                             | 20 min nur bis 19 Uhr                                             | kein Betrieb                                                     |
| 350   | S Karow ↔ Karow-Nord, Hofzeichendamm über Ballonplatz | 12 min    | 12/14        | 10 min                                                                                         | 10 min                                                             | 10 min                                                            | 20 min                                                            | 20 min                                                           |
| 353   | Buch, Pölnitzweg ↔ S Buch | 04/13 min | 05/9         | 20 min                                                                                         | 20 min nur bis 19:30 Uhr                                           | kein Betrieb                                                      | kein Betrieb                                                      | kein Betrieb                                                     |
| 353   | S Buch ↔ Lindenberger Weg/Stadtgrenze über Alt-Buch und Klinikum Buch | 04/13 min | 05/9         | 10 min morgens 10 min nachmittags Sommerferien 20 min nachmittags                              | 10 min Sommerferien 20 min                                         | 20 min                                                            | 20 min                                                            | 20 min nur bis 23:30 Uhr (Mo–Fr), 21:30 Uhr (Sa) und 22 Uhr (So) |
| 353   | Lindenberger Weg/Stadtgrenze ↔ Campus Buch | 04/13 min | 05/9         | 10 min morgens 10 min nachmittags Sommerferien 20 min                                          | 10 min Sommerferien 20 min                                         | kein Betrieb                                                      | kein Betrieb                                                      | 20 min (Mo–Fr) nur bis 22 Uhr                                    |
| 358   | (Ringlinie): S Blankenburg → Gernoder Straße → Treseburger Straße → S Blankenburg → Freischützstraße → S Blankenburg über Alt-Blankenburg | 31 min    | 26           | 20 min                                                                                         | 20 min nur bis 20 Uhr                                              | kein Betrieb                                                      | kein Betrieb                                                      | kein Betrieb                                                     |
| 363   | S Grünau ↔ Krankenhaus Hedwigshöhe über Zur Gartenstadt | 08 min    | 06           | 20 min                                                                                         | 20 min                                                             | 20 min                                                            | 20 min                                                            | 20 min nur bis 22:30 Uhr                                         |
| 365   | (Ringlinie): S Baumschulenweg → Wilhelminenhof/Edisonstraße → S Baumschulenweg über Minna-Todenhagen-Brücke | 16 min    | 11           | 15 min                                                                                         | 20 min nur bis 20 Uhr                                              | 20 min nur bis 20 Uhr                                             | 20 min nur bis 20 Uhr                                             | kein Betrieb                                                     |
| 369   | Müggelheim Dorf ↔ Gosen, Eiche über Alt-Müggelheim, Waldfriedhof Müggelheim und Gosen Kanal | 09 min    | 06           | 20/40 min                                                                                      | 60 min                                                             | 60 min                                                            | 60 min                                                            | 60 min nur bis 21:30 Uhr                                         |
| 371   | (Ringlinie): U Rudow → Liselotte-Berger-Platz → U Rudow über Narkauer Weg und Knollstraße | 13 min    | 14           | 20 min                                                                                         | 20 min                                                             | 20 min                                                            | 20 min                                                            | 20 min                                                           |
| 372   | (Ringlinie): U Rudow → Ostburger Weg/Lettberger Straße → U Rudow über Alt-Rudow, Buchsbaumweg, Pfarrer-Heß-Weg, Will-Meisel-Weg, Kirchhof Rudow und Waltersdorfer Chaussee | 15 min    | 15           | 20 min                                                                                         | 20 min                                                             | 20 min                                                            | 20 min                                                            | 20 min                                                           |
| 377   | S Plänterwald ↔ S+U Hermannstraße über Neuköllnische Brücke und U Neukölln | 20 min    | 14           | 20 min                                                                                         | 20 min                                                             | 20 min                                                            | 20 min                                                            | 20 min                                                           |
| 380   | (Schülerverkehr): S+U Rathaus Steglitz ↔ Lichterfelde, Saaleckplatz über Stadion Lichterfelde und Oberhofer Platz | 21 min    | 21           | 10 min nur an Schultagen Betrieb nur 7–9 Uhr und 13–16 Uhr                                     | kein Betrieb                                                       | kein Betrieb                                                      | kein Betrieb                                                      | kein Betrieb                                                     |
| 390   | (Ringlinie): S Ahrensfelde → Eiche, Dorf → Eiche, Kaufpark Mehrow, Kirche → S Ahrensfelde über Ahrensfelde, Kirche und Ahrensfelde, Bahnhof Friedhof | 41 min    | 25           | 40 min morgens 60 min nachmittags                                                              | 60 min nur bis 18:30 Uhr                                           | kein Betrieb                                                      | kein Betrieb                                                      | kein Betrieb                                                     |
| 395   | (Ringlinie): S Mahlsdorf → U Hönow → S Mahlsdorf über Lübecker Straße, Riesaer Straße und Hönow, Libellenstraße | 34 min    | 29           | 20 min                                                                                         | 20 min                                                             | 20 min                                                            | 20 min                                                            | 20 min                                                           |
| 396   | S Nöldnerplatz ↔ U Friedrichsfelde | 12/21 min | 13/19        | 20 min                                                                                         | 20 min nur bis 22 Uhr                                              | 20 min nur bis 21 Uhr                                             | kein Betrieb                                                      | kein Betrieb                                                     |
| 396   | U Friedrichsfelde ↔ S Karlshorst über Friedrichsfelde, Mellenseestraße und Ilsestraße | 12/21 min | 13/19        | 20 min                                                                                         | 20 min                                                             | 20 min                                                            | 20 min                                                            | 20 min nur bis 23 Uhr                                            |
| 398   | S Mahlsdorf ↔ U Elsterwerdaer Platz über Straußstraße, Rahnsdorfer Straße, Alt-Kaulsdorf und Grüne Aue | 23 min    | 20           | 20 min                                                                                         | 20 min                                                             | 20 min                                                            | 20 min                                                            | 20 min nur bis 23 Uhr                                            |
| 399   | (Ringlinie): S Kaulsdorf → Kaulsdorf, Grottkauer Straße → S Kaulsdorf über Giesestraße, Wernersee und Uckermarkstraße | 15 min    | 17           | 20 min                                                                                         | 20 min                                                             | 20 min                                                            | 20 min                                                            | 20 min                                                           |

### MetroBus
Seit dem Fahrplanwechsel am 12. Dezember 2004 verkehren auf den Hauptlinien sogenannte MetroBus-Linien. Die Metrobusse fahren tagsüber alle zehn Minuten oder häufiger und werden 24, die Außenäste im Regelfall 20 Stunden am Tag, betrieben. Nachts besteht auf den Linien der bedienten Äste ein 30-Minuten-Takt. Die Busse der 19 Linien fahren auf stark nachgefragten Hauptachsen und sollen zusammen mit den entsprechenden MetroTram-Linien der Straßenbahn das S- und U-Bahn-Netz ergänzen.
| Linie | Streckenabschnitt | Fahrzeit     | Haltestellen | Mo–Fr (HVZ)                                                               | Mo–Fr (NVZ)                | sonnabends               | sonn- und feiertags | Schwachverkehrszeit   | Nachtverkehr täglich                             |
| ----- | --- | ------------ | ------------ | ------------------------------------------------------------------------- | -------------------------- | ------------------------ | ------------------- | --------------------- | ------------------------------------------------ |
| M11   | U Dahlem-Dorf ↔ S Schöneweide/Sterndamm über S Lichterfelde West, S Lichterfelde Ost, Weskammstraße, S Buckower Chaussee, Alt-Buckow und U Johannisthaler Chaussee                                                                                  | 69 min       | 58/60        | 10 min                                                                    | 10 min                     | 10 min                   | 10 min              | 20 min                | 30 min                                           |
| M19   | S Grunewald ↔ Taubertstraße/Hagenplatz | 40 min       | 27           | 20 min                                                                    | 20 min                     | 20 min                   | 20 min              | 20 min                | kein Betrieb                                     |
| M19   | Taubertstraße/Hagenplatz ↔ S Halensee über Rathenauplatz | 40 min       | 27           | 10 min                                                                    | 10 min                     | 10 min                   | 10 min              | 20 min                | kein Betrieb                                     |
| M19   | S Halensee ↔ U Kurfürstendamm über U Adenauerplatz und U Uhlandstraße | 40 min       | 27           | 10 min                                                                    | 10 min                     | 10 min                   | 10 min              | 10 min                | 30 min                                           |
| M19   | U Kurfürstendamm ↔ U Mehringdamm über Europa-Center, U Wittenbergplatz, U Nollendorfplatz, U Bülowstraße und S+U Yorckstraße | 40 min       | 27           | 10 min                                                                    | 10 min                     | 10 min                   | 10 min              | 10 min                | 30 min (Mo–Fr) 15 min (Sa+So) → 30 min (Sa+So) ← |
| M21   | Rosenthal, Uhlandstraße/Wilhelmsruher Damm ↔ S+U Jungfernheide über Rosenthal Nord, Märkisches Zentrum, S+U Wittenau, S+U Karl-Bonhoeffer-Nervenklinik, U Kurt-Schumacher-Platz und U Jakob-Kaiser-Platz                                            | 38 min       | 33/32        | 10 min                                                                    | 10 min                     | 10 min                   | 10 min              | 20 min                | 30 min                                           |
| M27   | S+U Pankow ↔ S+U Jungfernheide über S Wollankstraße, U Pankstraße, S Wedding, U Reinickendorfer Straße, U Turmstraße, Rathaus Tiergarten und U Mierendorffplatz                                                                                     | 48 min       | 29/32        | 06 min Sommerferien früh 10 min                                           | 06 min                     | 06/7/7 min               | 10 min              | 10 min                | 30 min                                           |
| M29   | Grunewald, Roseneck ↔ S Halensee über Herthastraße | 65 min       | 45/46        | 10 min                                                                    | 10 min                     | 10 min                   | 10 min              | 20 min                | 30 min                                           |
| M29   | S Halensee ↔ U Wittenbergplatz über U Adenauerplatz, U Uhlandstraße, U Kurfürstendamm und Europa-Center | 65 min       | 45/46        | 10 min                                                                    | 10 min                     | 10 min                   | 10 min              | 10 min                | 30 min                                           |
| M29   | U Wittenbergplatz ↔ U Hermannplatz über Lützowplatz, U Mendelssohn-Bartholdy-Park, S Anhalter Bahnhof, U Kochstraße/Checkpoint Charlie, U Moritzplatz und U Görlitzer Bahnhof                                                                       | 65 min       | 45/46        | 05 min                                                                    | 05 min Sommerferien 10 min | 10 min                   | 10 min              | 10 min                | 30 min                                           |
| M32   | S+U Rathaus Spandau ↔ Brunsbütteler Damm/Nennhauser Damm über Magistratsweg/Brunsbütteler Damm | 17/23/16 min | 15/16/17     | 05 min Sommerferien 7/7/6 min                                             | 07/7/6 min                 | 07/7/6 min               | 10 min              | 10 min                | 30 min                                           |
| M32   | Brunsbütteler Damm/Nennhauser Damm ↔ Staaken, Heidebergplan über Bahnhof Staaken | 17/23/16 min | 15/16/17     | 20 min                                                                    | 20 min                     | 20 min                   | 20 min              | 20 min                | 30 min                                           |
| M32   | Brunsbütteler Damm/Nennhauser Damm ↔ Brunsbütteler Damm/Stadtgrenze | 17/23/16 min | 15/16/17     | 20 min                                                                    | 20 min nur bis 20 Uhr      | 20 min nur bis 20 Uhr    | kein Betrieb        | kein Betrieb          | kein Betrieb                                     |
| M32   | Brunsbütteler Damm/Nennhauser Damm ↔ Staaken, Döberitzer Weg über Alt-Staaken Kirche | 17/23/16 min | 15/16/17     | 10 min Sommerferien 20 min                                                | 20 min                     | 20 min                   | 20 min              | 20 min                | kein Betrieb                                     |
| M32   | Staaken, Döberitzer Weg ↔ Dallgow-Döberitz, Havelpark | 17/23/16 min | 15/16/17     | 20 min                                                                    | 20 min nur bis 21 Uhr      | 20 min nur bis 21 Uhr    | kein Betrieb        | kein Betrieb          | kein Betrieb                                     |
| M36   | Wilhelmstadt, Am Omnibushof ↔ S+U Rathaus Spandau über Gatower Straße/Heerstraße und Alt-Pichelsdorf | 36 min       | 27/28        | 05 min                                                                    | 05 min                     | 10 min                   | 20 min              | 20 min                | 30 min                                           |
| M36   | S+U Rathaus Spandau ↔ U Haselhorst über Klinikum Spandau, Rauchstraße, Spandauer-See-Brücke und Stadion Haselhorst | 36 min       | 27/28        | 05 min                                                                    | 05 min                     | 05 min                   | 10 min              | 20 min                | 30 min                                           |
| M37   | Spandau, Waldkrankenhaus ↔ Im Spektefeld/Schulzentrum | 39 min       | 31/32        | 20 min morgens; 16 min nachmittags; Sommerferien 20 min                   | 20 min                     | 20 min                   | 7/13 min            | 20 min                | 30 min                                           |
| M37   | Im Spektefeld/Schulzentrum ↔ Reimerweg über Falkenseer Chaussee/Zeppelinstraße, S+U Rathaus Spandau, Krumme Gärten und Lutoner Straße | 39 min       | 31/32        | 10 min morgens; 08 min nachmittags; Sommerferien 10 min                   | 10 min                     | 10 min                   | 7/13 min            | 20 min                | 30 min                                           |
| M37   | Reimerweg ↔ Staaken, Hahneberg | 39 min       | 31/32        | 10 min morgens; 08 min nachmittags; Sommerferien 10 min                   | 10 min                     | 10 min                   | 7/13 min            | 20 min                | 30 min                                           |
| M41   | Sonnenallee/Baumschulenstraße ↔ U Hermannplatz/Sonnenallee über S Köllnische Heide und S Sonnenallee | 40 min       | 30           | 05 min morgens; 04 min nachmittags; Schulferien 5 min                     | 05 min                     | 05 min                   | 06/7/7 min          | 10 min                | 30 min                                           |
| M41   | U Hermannplatz/Sonnenallee ↔ U Hallesches Tor über Klinikum Am Urban | 40 min       | 30           | 05 min morgens; Schulferien 10 min; 04 min nachmittags; Schulferien 5 min | 10 min                     | 05 min                   | 06/7/7 min          | 10 min                | 30 min                                           |
| M41   | U Hallesches Tor ↔ S+U Potsdamer Platz über S Anhalter Bahnhof und Abgeordnetenhaus | 40 min       | 30           | 10 min morgens 08 min nachmittags Schulferien 10 min                      | 10 min                     | 05 min                   | 06/7/7 min          | 10 min                | 30 min                                           |
| M41   | S+U Potsdamer Platz ↔ Tiergarten, Philharmonie | 40 min       | 30           | kein Betrieb                                                              | kein Betrieb               | 10 min                   | kein Betrieb        | kein Betrieb          | kein Betrieb                                     |
| M41   | S+U Potsdamer Platz ↔ S+U Hauptbahnhof | 40 min       | 30           | 10 min morgens; 08 min nachmittags; Schulferien 10 min                    | 10 min                     | 10 min                   | 06/7/7 min          | 10 min                | 30 min                                           |
| M43   | U Berliner Straße ↔ U Boddinstraße über Rathaus Schöneberg, S Julius-Leber-Brücke, Kolonnenbrücke, U Platz der Luftbrücke, Friedhöfe Columbiadamm und Sommerbad Neukölln                                                                            | 51 min       | 35/36        | 10 min                                                                    | 10 min                     | 10 min                   | 10 min              | 20 min                | 30 min                                           |
| M43   | U Boddinstraße ↔ Beermannstraße über U Rathaus Neukölln und Heidelberger Straße | 51 min       | 35/36        | 05/5/10 min                                                               | 05/5/10 min                | 10 min                   | 10 min              | 20 min                | 30 min                                           |
| M43   | Beermannstraße ↔ Stralau, Tunnelstraße über S Treptower Park, S Ostkreuz und Alt-Stralau | 51 min       | 35/36        | 10 min                                                                    | 10 min                     | 10 min                   | 10 min              | 20 min                | 30 min                                           |
| M44   | Buckow-Süd, Stuthirtenweg ↔ Mollnerweg | 27/28 min    | 18/19        | 10 min                                                                    | 10 min                     | 10 min                   | 10 min              | 20 min                | 30 min                                           |
| M44   | Buckow-Süd, Gensweg ↔ Mollnerweg | 27/28 min    | 18/19        | 10 min                                                                    | 10 min nur bis 20 Uhr      | 10 min nur bis 19:30 Uhr | kein Betrieb        | kein Betrieb          | kein Betrieb                                     |
| M44   | Mollnerweg ↔ S+U Hermannstraße über Alt-Buckow, Britzer Garten, Fulhamer Allee und Germaniapromenade | 27/28 min    | 18/19        | 05 min                                                                    | 05 min                     | 05 min                   | 10 min              | 10 min                | 30 min                                           |
| M45   | Spandau, Johannesstift ↔ S+U Rathaus Spandau über Hügelschanze und Predigergarten | 54 min       | 40/41        | 06 min                                                                    | 06 min                     | 07 min                   | 10 min              | 20 min                | 30 min                                           |
| M45   | S+U Rathaus Spandau ↔ DRK-Kliniken Westend über Güterbahnhof Ruhleben, Krematorium Ruhleben, U Ruhleben und Park Ruhwald | 54 min       | 40/41        | 06 min                                                                    | 06 min                     | 07 min                   | 10 min              | 20 min 10 min (Fr+Sa) | 30 min                                           |
| M45   | DRK-Kliniken Westend ↔ S+U Zoologischer Garten über S Westend, Schloss Charlottenburg, U Richard-Wagner-Platz, U Ernst-Reuter-Platz | 54 min       | 40/41        | 06 min                                                                    | 06 min                     | 07 min                   | 10 min              | 20 min 10 min (Fr+Sa) | 30 min                                           |
| M46   | S+U Zoologischer Garten ↔ U Wittenbergplatz über U Kurfürstendamm und Europa-Center | 57 min       | 39           | 10 min                                                                    | 10 min                     | 10 min                   | 10 min              | 10 min                | 30 min                                           |
| M46   | U Wittenbergplatz ↔ S Südkreuz über Rathaus Schöneberg, S Schöneberg und Sportzentrum Schöneberg | 57 min       | 39           | 05 min Schulferien morgens 10 min; Sommerferien nachmittags 10 min        | 10 min                     | 10 min                   | 10 min              | 10 min                | 30 min                                           |
| M46   | S Südkreuz ↔ U Alt-Tempelhof über Berlinickeplatz | 57 min       | 39           | 05 min Schulferien morgens 10 min; Sommerferien nachmittags 10 min        | 10 min                     | 10 min                   | 10 min              | 10 min                | 30 min                                           |
| M46   | U Alt-Tempelhof ↔ U Britz-Süd über Bergholzstraße, Fulhamer Allee, U Parchimer Allee und Klinikum Neukölln | 57 min       | 39           | 10 min                                                                    | 10 min                     | 10 min                   | 10 min              | 20 min                | 30 min                                           |
| M48   | Zehlendorf, Busseallee ↔ Zehlendorf Eiche | 54 min       | 36/38        | 10 min                                                                    | 10 min                     | 10 min                   | 10 min              | 20 min                | kein Betrieb                                     |
| M48   | Zehlendorf Eiche ↔ S+U Rathaus Steglitz über Holländische Mühle, Unter den Eichen/Drakestraße, Unter den Eichen/Botanischer Garten und Schlossparktheater                                                                                           | 54 min       | 36/38        | 10 min                                                                    | 10 min                     | 10 min                   | 10 min              | 20 min                | 30 min                                           |
| M48   | S+U Rathaus Steglitz ↔ U Mohrenstraße über U Schloßstraße, U Walther-Schreiber-Platz, S+U Innsbrucker Platz, U Kleistpark, U Bülowstraße, U Kurfürstenstraße und S+U Potsdamer Platz                                                                | 54 min       | 36/38        | 10 min                                                                    | 10 min                     | 10 min                   | 10 min              | 20 min                | 30 min (mo–fr) 15 min (sa+so)                    |
| M49   | Heerstraße/Nennhauser Damm ↔ Staaken, Reimerweg über Hahneberg | 47 min       | 35/36        | 10 min                                                                    | 20 min                     | 20 min                   | 20 min              | 20 min                | kein Betrieb                                     |
| M49   | Staaken, Reimerweg ↔ S+U Zoologischer Garten über Alt-Pichelsdorf, Pichelswerder, Flatowallee/Olympiastadion, S Heerstraße, U Theodor-Heuss-Platz, S Messe Nord, Kaiser-Friedrich-Straße/Kantstraße, U Wilmersdorfer Straße und Theater des Westens | 47 min       | 35/36        | 10 min                                                                    | 10 min                     | 10 min                   | 10 min              | 10 min                | 30 min                                           |
| M76   | U Walther-Schreiber-Platz ↔ U Alt-Mariendorf über S Feuerbachstraße, Auguste-Viktoria-Klinikum Süd, Insulaner und S Priesterweg | 42 min       | 31/32        | 10 min                                                                    | 10 min                     | 10 min                   | 10 min              | 20 min                | 30 min                                           |
| M76   | U Alt-Mariendorf ↔ Lichtenrader Damm/Barnetstraße über Trabrennbahn, Tauernallee/Säntisstraße und Mariendorfer Damm/Buckower Chaussee | 42 min       | 31/32        | 10 min morgens; 05/5/10 min nachmittags; Schulferien 10 min               | 10 min                     | 10 min                   | 10 min              | 20 min                | 30 min                                           |
| M76   | Lichtenrader Damm/Barnetstraße ↔ S Lichtenrade | 42 min       | 31/32        | 10 min                                                                    | 10 min                     | 10 min                   | 10 min              | 20 min                | 30 min                                           |
| M77   | U Alt-Mariendorf ↔ Marienfelde, Waldsassener Straße S Marienfelde, Erinnerungsstätte Marienfelde, Friedhof Marienfelde und Weskammstraße | 19 min       | 16/17        | 10 min                                                                    | 10 min                     | 10 min                   | 10 min              | 20 min                | 30 min                                           |
| M82   | S+U Rathaus Steglitz ↔ Marienfelde, Waldsassener Str. über Steglitzer Damm/Bismarckstraße, Stadtbad Lankwitz, S Lankwitz, Lankwitz Kirche, Sankt Marien-Krankenhaus und Weskammstraße                                                               | 23 min       | 21           | 07/7/6 min Schulferien 10 min                                             | 10 min                     | 10 min                   | 10 min              | 20 min                | 30 min                                           |
| M85   | S Lichterfelde Süd ↔ S+U Rathaus Steglitz über Prettauer Pfad, Appenzeller Straße, Goerzallee/Drakestraße und Charité – Campus Benjamin Franklin | 63 min       | 38/39        | 10 min                                                                    | 10 min                     | 10 min                   | 10 min              | 20 min                | 30 min                                           |
| M85   | S+U Rathaus Steglitz ↔ S+U Hauptbahnhof über U Schloßstraße, U Walther-Schreiber-Platz, S+U Innsbrucker Platz, U Kleistpark, U Bülowstraße, U Kurfürstenstraße und S+U Potsdamer Platz                                                              | 63 min       | 38/39        | 10 min                                                                    | 10 min                     | 10 min                   | 10 min              | 20 min                | kein Betrieb                                     |

### ExpressBus
Die 14 ExpressBus-Linien halten nicht an allen Haltestellen entlang des Linienweges und fahren im Gegensatz zu vielen normalen Buslinien direktere Wege.
Zwei der Expresslinien sind Flughafenlinien: die Linien X7 und X71, die vom U-Bahnhof Rudow bzw. U-Bahnhof Alt-Mariendorf zum Flughafen BER verkehren.
Für die 1999 eingeführte Linie TXL wurde zunächst ein Zuschlag erhoben, da der Bus vorrangig den Flugpassagieren dienen und für den normalen Stadtverkehr nur eine untergeordnete Rolle spielen sollte. Eine einfache Fahrt mit dem Bus kostete anfangs 9,90 DM, ab 2001 6 DM bzw. 2 DM Zuschlag zum Normalpreis. Später konnte der Bus dann zum Normaltarif genutzt werden. In den Folgejahren änderte sich mehrmals die Führung der Linie, die sich zwischenzeitlich durch Bedienung der Relation Alexanderplatz–Hauptbahnhof zu einem Vorlaufbetrieb der U5 entwickelt hatte. Im Juli 2016 wurde die Linie zur Verbesserung der Pünktlichkeit vorübergehend verkürzt und verkehrte nur noch auf der Relation Hauptbahnhof (Invalidenpark) – Flughafen Tegel. Zwischen dem 17. Oktober 2016 und Juni 2019 bediente die Linie TXL wieder die alte Linienführung (Flughafen Tegel – Alexanderplatz), von Juni 2019 bis 7. November 2020 wurde wieder die verkürzte Linienvariante befahren. Im Zuge der Schließung des Flughafens Tegel wurde die Linie TXL im November 2020 eingestellt.
2003 führte die BVG auch eine Expressbusverbindung vom Potsdamer Platz zum Flughafen Schönefeld ein. Die Linie trug die Bezeichnung „SXF“. Sie wurde bereits nach kurzer Zeit wegen mangelnder Nachfrage aufgrund der Zuschlagpflicht eingestellt.
Bis zum 24. Oktober 2011 bestand eine Expressverbindung vom Bahnhof Südkreuz zum Flughafen Schönefeld. Die Linie SXF1 der Firma BEX verkehrte über die A 100 und A 113 im 20-Minuten-Takt und war zuschlagpflichtig. Im Zuge des S-Bahn-Chaos wurde der Zuschlag 2009 allerdings aufgehoben, da die S-Bahn-Linie S45 weiterhin nicht verkehrte. Im Regelfall kostete eine einfache Fahrt ohne Ticket 6 Euro, mit einem VBB-Ticket 4 Euro und mit einer VBB-Zeitkarte 3 Euro. Mit Wiedereinführung der S45 wurde der Expressbus auf Grund mangelnder Rentabilität wieder eingestellt.
Ab der Eröffnung des neuen Flughafens BER im November 2020 verkehrte die von DB Regio Bus Ost betriebene Linie BER1 zwischen Rathaus Steglitz und dem neuen Flughafenterminal BER 1–2. Im Tagesverkehr wurde die Linie, die keine Zwischenhalte anfuhr, alle halbe Stunde bedient, zum VBB-Tarif wurde ein Zuschlag erhoben. Die Linie wurde am 29. August 2022 eingestellt.
| Linie | Streckenabschnitt | Fahrzeit  | Haltestellen | Mo–Fr (HVZ)                                                  | Mo–Fr (NVZ)                                     | sonnabends                    | sonn- und feiertags      | Schwachverkehrszeit                             |
| ----- | --- | --------- | ------------ | ------------------------------------------------------------ | ----------------------------------------------- | ----------------------------- | ------------------------ | ----------------------------------------------- |
| X7    | U Rudow ↔ Flughafen BER über Liselotte-Berger-Straße | 14 min    | 3            | 10/5/5 min                                                   | 10/5/5 min                                      | 10/5/5 min                    | 10/5/5 min               | 20 min                                          |
| X10   | S+U Zoologischer Garten ↔ Zehlendorf Eiche über U Kurfürstendamm, U Uhlandstraße, U Adenauerplatz, S Halensee, Königin-Luise-Straße/Clayallee und U Oskar-Helene-Heim                                                               | 45/49 min | 26/29        | 10 min                                                       | 10 min                                          | 10 min                        | 20 min                   | 20 min                                          |
| X10   | Zehlendorf Eiche ↔ Am Rehwechsel über S Zehlendorf | 45/49 min | 26/29        | 10 min                                                       | 10 min                                          | 10 min                        | 20 min                   | 20 min Mo–Sa bis 23 Uhr So nur bis 21:30 Uhr    |
| X10   | Am Rehwechsel ↔ Andreézeile | 45/49 min | 26/29        | kein Betrieb                                                 | 20 min                                          | 20 min                        | 20/40 min                | 20/40 min Mo–Sa bis 23 Uhr So nur bis 21:30 Uhr |
| X10   | Am Rehwechsel ↔ Teltow, Zehlendorfer Straße über Beeskowdamm und Alt-Schönow | 45/49 min | 26/29        | 10 min                                                       | 20 min                                          | 20 min                        | 60 min                   | 60 min nur bis 23 Uhr                           |
| X10   | Teltow, Zehlendorfer Straße ↔ Teltow, Rammrath-Brücke über Teltow, Warthestraße | 45/49 min | 26/29        | 20 min                                                       | 20 min                                          | 20 min                        | 60 min                   | 60 min nur bis 22:30 Uhr                        |
| X10   | Teltow, Zehlendorfer Straße ↔ S Teltow Stadt/Gonfrevillestraße | 45/49 min | 26/29        | 20 min 07–9 Uhr und 13–18 Uhr                                | kein Betrieb                                    | kein Betrieb                  | kein Betrieb             | kein Betrieb                                    |
| X11   | U Krumme Lanke ↔ Zehlendorf, Eiche | 48/63 min | 35/45        | 10 min                                                       | 20 min                                          | 20 min                        | 20 min                   | 20 min                                          |
| X11   | Zehlendorf, Eiche ↔ S Lichterfelde Ost über S Sundgauer Straße, Bundesarchiv und Goerzallee/Drakestraße | 48/63 min | 35/45        | 10 min                                                       | 10 min                                          | 20 min                        | 20 min                   | 20 min                                          |
| X11   | S Lichterfelde Ost ↔ U Johannisthaler Chaussee über Weskammstraße, S Buckower Chaussee und Alt-Buckow | 48/63 min | 35/45        | 10 min                                                       | 10 min                                          | 20 min                        | 20 min nur bis 19 Uhr    | 20 min Mo–Sa bis 22:30 Uhr                      |
| X11   | U Johannisthaler Chaussee ↔ Gropiusstadt, Gesundheitszentrum | 48/63 min | 35/45        | 20 min                                                       | 20 min nur bis 20 Uhr                           | kein Betrieb                  | kein Betrieb             | kein Betrieb                                    |
| X11   | U Johannisthaler Chaussee ↔ S Schöneweide/Sterndamm | 48/63 min | 35/45        | 20 min                                                       | 20 min                                          | 20 min                        | 20 min nur bis 19 Uhr    | 20 min Mo–Sa bis 22:30 Uhr                      |
| X21   | Märkisches Viertel, Quickborner Straße ↔ S+U Jungfernheide über Märkisches Zentrum, S+U Wittenau, S+U Karl-Bonhoeffer-Nervenklinik, U Kurt-Schumacher-Platz und U Jakob-Kaiser-Platz                                                | 34 min    | 14           | 10 min                                                       | 10 min                                          | 10 min                        | 20 min                   | 20 min nur bis 23 Uhr                           |
| X33   | S+U Rathaus Spandau ↔ Märkisches Viertel, Wilhelmsruher Damm über U Altstadt Spandau, U Zitadelle, U Haselhorst, Siedlung Haselhorst, Gartenfeld, U Holzhauser Straße, U Rathaus Reinickendorf, S+U Wittenau und Märkisches Zentrum | 46 min    | 22/23        | 07/7/6 min Sommerferien 10 min                               | 07/7/6 min Sommerferien 10 min                  | 10 min                        | 20 min                   | 20 min nur bis 23 Uhr                           |
| X34   | Kladow, Hottengrund ↔ Alt-Kladow über Kaserne Hottengrund | 51/54 min | 32/36        | 20 min                                                       | 20 min nur bis 22 Uhr                           | 20 min nur bis 22 Uhr         | 20 min nur bis 19:30 Uhr | kein Betrieb                                    |
| X34   | Kladow, Gutsstraße ↔ Alt-Kladow über Seekorso und Gredinger Straße | 51/54 min | 32/36        | 20 min                                                       | 20 min nur bis 21:30 Uhr                        | 20 min 0nur von 11 bis 19 Uhr | kein Betrieb             | kein Betrieb                                    |
| X34   | Alt-Kladow ↔ Gatower Straße/Heerstraße über General-Steinhoff-Kaserne, Helleberge, Alt-Gatow, Gatow Kirche, Zur Haveldüne | 51/54 min | 32/36        | 10 min                                                       | 10 min nur bis 22 Uhr                           | 10 min nur bis 22 Uhr         | 20 min nur bis 22 Uhr    | kein Betrieb                                    |
| X34   | Gatower Straße/Heerstraße ↔ S+U Zoologischer Garten über Alt-Pichelsdorf, S Heerstraße, U Theodor-Heuss-Platz, S Messe Nord, Kaiser-Friedrich-Straße/Kantstraße, U Wilmersdorfer Straße und Theater des Westens                     | 51/54 min | 32/36        | 10 min                                                       | 10 min nur bis 22:30 Uhr                        | 10 min nur bis 22 Uhr         | 20 min nur bis 19:30 Uhr | kein Betrieb                                    |
| X36   | S+U Rathaus Spandau ↔ S Hennigsdorf über Aalemannufer, Papenberge, Nieder Neuendorf und Hennigsdorf Betrieb durch BVG und OVG (Oberhavel Verkehrsgesellschaft)                                                                      | 29 min    | 19/20        | 20 min                                                       | 20 min                                          | 20 min                        | 60 min                   | 30 min (Mo–Sa) 60 min (So)                      |
| X37   | Falkensee, Bahnhof ↔ Falkensee, Humboldtallee | 38 min    | 17/19        | 20 min                                                       | 20 min                                          | 20 min                        | 30 min                   | 30 min (Mo–Fr) 60 min (Sa+So)                   |
| X37   | Falkensee, Humboldtallee ↔ S+U Rathaus Spandau über Freudstraße, Westerwaldstraße und Falkenseer Chaussee/Zeppelinstraße | 38 min    | 17/19        | 10 min                                                       | 20 min                                          | 20 min                        | 30 min                   | 30 min (Mo–Fr) 60 min (Sa+So)                   |
| X37   | S+U Rathaus Spandau ↔ U Ruhleben | 38 min    | 17/19        | 20 min                                                       | 20 min nur bis 21 Uhr                           | 20 min nur bis 21 Uhr         | kein Betrieb             | kein Betrieb                                    |
| X49   | Falkenhagener Feld, Im Spektefeld/Schulzentrum ↔ Heerstraße/Magistratsweg über Rudolf-Wissell-Siedlung, Heerstraße/Magistratsweg, Gatower Straße/Heerstraße, Alt-Pichelsdorf, S Heerstraße, U Theodor-Heuss-Platz und S Messe Nord  | 35 min    | 19           | 20 min Sommerferien 20 min; nur 6:30–10 Uhr und 13–20:30 Uhr | kein Betrieb                                    | kein Betrieb                  | kein Betrieb             | kein Betrieb                                    |
| X54   | S+U Pankow ↔ Pasedagplatz über Heinersdorf Kirche | 54 min    | 25/26        | 10 min                                                       | 10 min                                          | 20 min                        | 20 min                   | 20 min                                          |
| X54   | Pasedagplatz ↔ Piesporter Straße über Rathaus Weißensee | 54 min    | 25/26        | 10 min                                                       | 10 min                                          | 20 min                        | 20 min                   | 20 min                                          |
| X54   | Piesporter Straße ↔ S Marzahn über Prerower Platz, S Hohenschönhausen und S Raoul-Wallenberg-Straße | 54 min    | 25/26        | 10 min                                                       | 10 min                                          | 20 min                        | 20 min nur bis 18 Uhr    | 20 min (Mo–Sa) nur bis 22 Uhr                   |
| X54   | S Marzahn ↔ U Hellersdorf über Betriebshof Marzahn | 54 min    | 25/26        | 20 min                                                       | 20 min nur bis 21 Uhr                           | 20 min nur bis 21 Uhr         | kein Betrieb             | kein Betrieb                                    |
| X69   | Marzahn-West, Köthener Straße ↔ U Elsterwerdaer Platz über S Mehrower Allee und Glambecker Ring | 46 min    | 21/22        | 10 min                                                       | 20 min                                          | 20 min                        | 20 min                   | 20 min                                          |
| X69   | U Elsterwerdaer Platz ↔ S Köpenick über Chemnitzer Straße/Jägerstraße | 46 min    | 21/22        | 20 min                                                       | 20 min                                          | 20 min                        | 20 min                   | 20 min                                          |
| X69   | S Köpenick ↔ Köpenick, Müggelschlößchenweg über Bellevuepark und Krankenhaus Köpenick | 46 min    | 21/22        | 20 min                                                       | 20 min                                          | 20 min                        | 20 min                   | 20 min                                          |
| X71   | U Alt-Mariendorf ↔ Flughafen BER über Alt-Buckow, U Johannisthaler Chaussee, U Rudow und Liselotte-Berger-Straße | 40 min    | 12           | 20 min                                                       | 20 min                                          | 20 min                        | 20 min                   | 20 min                                          |
| X76   | U Alt-Mariendorf ↔ Lichtenrade, Nahariyastraße über Tauernallee/Säntisstraße, Lichtenrader Damm/Barnetstraße und Volkspark Lichtenrade                                                                                              | 32 min    | 15/16        | 10 min                                                       | 10 min                                          | 10 min                        | 20 min                   | 20 min                                          |
| X83   | Königin-Luise-Straße/Clayallee ↔ U Dahlem-Dorf | 33/48 min | 23/36        | 10 min                                                       | 10 min                                          | 10 min                        | 10 min                   | 20 min                                          |
| X83   | U Dahlem-Dorf ↔ Nahmitzer Damm/Marienfelder Chaussee über Königin-Luise-Platz/Botanischer Garten, S+U Rathaus Steglitz und S Lankwitz                                                                                               | 33/48 min | 23/36        | 05 min                                                       | 05 min Schulferien 10 min                       | 10 min                        | 10 min                   | 20 min                                          |
| X83   | Nahmitzer Damm/Marienfelder Chaussee ↔ Nahmitzer Damm | 33/48 min | 23/36        | 10 min                                                       | 10 min Schulferien kein Betrieb; nur bis 19 Uhr | kein Betrieb                  | kein Betrieb             | kein Betrieb                                    |
| X83   | Nahmitzer Damm/Marienfelder Chaussee ↔ Lichtenrade, Nahariyastraße über S Schichauweg, Lichtenrader Damm/Barnetstraße und Volkspark Lichtenrade                                                                                     | 33/48 min | 23/36        | 10 min                                                       | 10 min                                          | 10 min                        | 10 min                   | 20 min                                          |

### RegionalBus
Die Bedienung der BVG erfolgt teilweise mit verlängerten Stadtbuslinien über die Berliner Stadtgrenze hinaus. Auch werden einige Buslinien der umliegenden Regionalbusunternehmen nach Berlin geführt. Die Konzessionen sind meist geteilt. Bedient werden häufig S- und U-Bahnhöfe im Randbereich Berlins als Endstation. Der Betrieb durch die anderen Unternehmen erfolgt als Ausgleich für Leistungen der BVG auf Strecken außerhalb Berlins, wo wichtige Ziele wie Regionalbahnhöfe und Einkaufszentren von Berlin aus erschlossen werden.
An der Haltestelle S+U Rathaus Spandau verkehren Busse von vier verschiedenen Verkehrsunternehmen:
- OVG: X36 Spandau – Hennigsdorf (Gemeinschaftsbetrieb mit BVG)
- ViP: 638 Spandau – Potsdam
- Havelbus: 671 Spandau – Schönwalde – Paaren im Glien (– teilweise weiter als 659 bis Nauen)
- BVG: alle restlichen Linien

| Linie | Linienverlauf | Fahrzeit  | Haltestellen | Betreiber | Takt (Mo–Fr)           | Takt (Sa)     | Takt (So)     |
| ----- | --- | --------- | ------------ | --------- | ---------------------- | ------------- | ------------- |
| 338   | Heerstraße/Wilhelmstraße – Karolinenhöhe – Seeburg, Habichtweg | 16/18 min | 09           | Havelbus  | 60 min                 | 60 min        | kein Betrieb  |
| 620   | S Wannsee – Wannseebrücke – Kleinmachnow – Stahnsdorf – Teltow – S Teltow Stadt                                                                                          | 39 min    | 28           | regiobus  | 20 min                 | 30 min        | 30 min        |
| 622   | U Krumme Lanke – S Mexikoplatz – Kleinmachnow – Stahnsdorf, Waldschänke                                                                                                  | 32/33 min | 29/30        | regiobus  | 20 min                 | 30 min        | 30 min        |
| 623   | U Oskar-Helene-Heim – Zehlendorf Eiche – S Zehlendorf – Behring-Krankenhaus – Kleinmachnow – Stahnsdorf – Stahnsdorf, Waldschänke                                        | 27/28 min | 22           | regiobus  | 20 min                 | 20/40 min     | 20/40 min     |
| 638   | S+U Rathaus Spandau – Wilhelmstadt, Am Omnibushof – Karolinenhöhe – Landschaftsfriedhof Gatow – Potsdam-Groß Glienicke – Potsdam-Krampnitz – Potsdam, Campus Jungfernsee | 41 min    | 27           | ViP BVG   | 30 min 20 min (HVZ)    | 20/40 min     | 20/40 min     |
| 671   | S+U Rathaus Spandau – Hügelschanze – Johannesstift – Schönwalde – Bötzow – Wansdorf – Pausin – Perwenitz – Paaren im Glien, Dorf (– Nauen)                               | 64/66 min | 39           | Havelbus  | 60 min                 | 120 min       | 120 min       |
| 694   | Potsdam-Hermannswerder, Küsselstraße – S Potsdam Hauptbahnhof – Potsdam-Babelsberg Nord – Potsdam-Griebnitzsee – Steinstücken – Potsdam-Drewitz, Stein-Center            | 46/50 min | 35           | ViP       | 20 min                 | 20 min        | 20 min        |
| 697   | Kladow, Gutspark Neukladow – Alt-Kladow – Kaserne Hottengrund – Potsdam-Krampnitz – Potsdam-Bornstedt, Kirchallee                                                        | 45 min    | 29           | ViP       | 60 min                 | 60 min        | 60 min        |
| 710   | S Buckower Chaussee – Nahmitzer Damm – Stadtrandsiedlung – Heinersdorf – Großbeeren – Genshagen – Ludwigsfelde – Ludwigsfelde, Birkengrund Bf.                           | 46/49 min | 22           | VTF       | 60 min                 | 120 min       | 120 min       |
| 711   | S Buckower Chaussee – Nahmritzer Damm – Stadtrandsiedlung – Großbeeren, Heidering                                                                                        | 25/27 min | 17           | VTF       | 60 min 20/40 min (HVZ) | ca. 120 min   | ca. 120 min   |
| 733   | Wernsdorf, Steinfurter Straße – Intercamping – Alt-Schmöckwitz – Eichwalde – Zeuthen – S Zeuthen                                                                         | 24 min    | 15           | RVS       | 60 min                 | 120 min       | 120 min       |
| 743   | S Lichtenrade – Taunusstraße – Großziethen – Kleinziethen – Waßmannsdorf – S Waßmannsdorf – Selchow, Kirche                                                              | 23/26 min | 17/18        | RVS       | 20 min                 | 60 min        | 60 min        |
| 744   | Gropiusstadt, Gesundheitszentrum – U Lipschitzallee – Buckow-Süd, Stuthirtenweg – Großziethen – U Rudow – S Schönefeld                                                   | 42/44 min | 39/40        | BVG RVS   | 20 min                 | 20 min        | 60 min        |
| 806   | Zühlsdorf, Bahnhof – Zühlslake – Summt – Mühlenbeck, Schule – S Mühlenbeck Mönchmühle – Mönchmühle – Schildow – Glienicke – S Hermsdorf                                  | 50/52 min | 37           | OVG       | 20 min                 | 60 min        | 60 min        |
| 809   | S Hennigsdorf – Stolpe – S Hohen Neuendorf – S Bergfelde – Schönfließ – Glienicke – Hermsdorfer Damm – Hohefeldstraße – S Hermsdorf                                      | 51/54 min | 29/30        | OVG       | 20/40 min              | 120 min       | 120 min       |
| 893   | S Zepernick – Zepernick – Zepernicker Straße – S Buch – Alt-Buch/Karower Straße – Klinikum Buch                                                                          | 19 min    | 14           | BBG BVG   | 20 min                 | 20 min        | 20 min        |
| 893   | Klinikum Buch – Schwanebeck – Lindenberg – Neu-Lindenberg – Siedlung Wartenberg – S Hohenschönhausen – Hohenschönhausen, Prerower Platz                                  | 31 min    | 21           | BBG BVG   | 20 min                 | 60 min        | 60 min        |
| 941   | U Hönow – Terwestenstraße – Dahlwitz-Hoppegarten, Digitalstraße | 13 min    | 11           | mobus     | 60 min 30 min (HVZ)    | Einzelfahrten | Einzelfahrten |
| 943   | S Hoppegarten – Neuenhagen – U Hönow – Dahlwitz-Hoppegarten, Digitalstraße                                                                                               | 24/26 min | 16           | mobus     | 60 min 20 min (HVZ)    | 120 min       | 120 min       |

Bemerkungen Regionalbuslinien
- BEX = Bayern Express & P. Kühn Berlin GmbH
- ViP = Verkehrsbetriebe Potsdam GmbH
- Havelbus = Havelbus Verkehrsgesellschaft mbH
- regiobus = regiobus Potsdam Mittelmark GmbH
- VTF = Verkehrsgesellschaft Teltow-Fläming mbH
- RVS = Regionale Verkehrsgesellschaft Dahme-Spreewald mbH
- mobus = Märkisch-Oderland Bus GmbH
- BBG = Barnimer Busgesellschaft mbH
- OVG = Oberhavel Verkehrsgesellschaft mbH

### NachtBus
Der Nachtverkehr mit Omnibussen in Berlin beginnt um 0:30 Uhr und endet um 4:30 Uhr an Werktagen, 5:30 Uhr an Samstagen und 7 Uhr an Sonn- und Feiertagen. Die meisten Linien werden mindestens im 30-Minuten-Takt bedient. Es gibt rund 50 Knotenpunkte im Nachtverkehr, die in drei Unterkategorien eingeordnet sind:
1. Hauptanschlüsse: S+U-Bahnhof Zoologischer Garten und S+U-Bahnhof Alexanderplatz (an diesen beiden Stationen treffen die Busse der betreffenden Nachtlinien im halbstündlichen Sternanschluss aufeinander)
2. Sammelanschlüsse: (an diesen Haltestellen warten die Busse aller betreffenden Linien aufeinander)
3. Richtungsanschlüsse (Anschluss in ausgewählte Hauptrichtung/Eckverbindung)

Aktuell gibt es 50 Nachtlinien in Berlin. Hinzu kommen die auch nachts betriebenen Metro-Linien sowie die Linien, die außer am Wochenende und vor Feiertagen die U-Bahn-Linien (bis auf die U4) ersetzen (z. B. Bus N1 statt U1). Diese passen sich den Routen der U-Bahn-Linien weitgehend an. Jedoch verkehren diese Nachtbuslinien nur, wenn die Züge der U-Bahn-Linien nicht durchgängig (auch nachts) fahren. So fährt der Bus der N7 beispielsweise bei durchgehendem Nachtverkehr der U7 nur zwischen Flughafen BER und dem U-Bahnhof Rudow. Bei einigen Nachtlinien, die am Stadtrand verkehren, wird auch ein Haustürservice angeboten. Einige (Metrobus-)Linien sind an einem Endpunkt mit einer anderen Nachtbus-Linie gekoppelt, wie beispielsweise die M48, bei der Busse ab der Haltestelle Zehlendorf Eiche als N16 nach Potsdam Hauptbahnhof weiterfahren. Ein weiteres Beispiel ist die Linie N9, deren Wagen ab Bahnhof Rathaus Steglitz als M85 weiterfahren. Die Linie N71 zum früheren Flughafen Schönefeld, die mit der N7 gekoppelt war, wurde zusammengelegt in eine gesamte Linie N7. Die N7 ist somit eine der längsten Nachtbuslinien Europas mit 111 Minuten Fahrzeit für eine Richtung.
| Linie | Streckenabschnitt | Fahrzeit   | Haltestellen | So/Mo–Do/Fr (Nacht)                                | Fr/Sa+Sa/So (Nacht)                             |
| ----- | --- | ---------- | ------------ | -------------------------------------------------- | ----------------------------------------------- |
| N1    | S+U Warschauer Straße ↔ U Wittenbergplatz über U Schlesisches Tor, U Görlitzer Bahnhof, U Kottbusser Tor, U Hallesches Tor, U Mendelssohn-Bartholdy-Park und U Kurfürstenstraße | 32 min     | 22/23        | 15 min bis 3 Uhr 30 min ab 3 Uhr                   | kein Betrieb                                    |
| N1    | U Wittenbergplatz ↔ S+U Zoologischer Garten über Europa-Center und U Kurfürstendamm | 32 min     | 22/23        | 30 min                                             | kein Betrieb                                    |
| N2    | U Ruhleben ↔ S+U Zoologischer Garten über U Neu-Westend, U Theodor-Heuss-Platz, U Kaiserdamm, U Bismarckstraße, U Deutsche Oper und U Ernst-Reuter-Platz | 74 min     | 48/49        | 30 min                                             | kein Betrieb                                    |
| N2    | S+U Zoologischer Garten ↔ S+U Alexanderplatz über U Kurfürstendamm, U Wittenbergplatz, U Kurfürstenstraße, S+U Potsdamer Platz, U Stadtmitte, U Spittelmarkt, Fischerinsel und U Rotes Rathaus | 74 min     | 48/49        | 15 min                                             | kein Betrieb                                    |
| N2    | S+U Alexanderplatz ↔ S+U Pankow über U Weinmeisterstraße, U Rosa-Luxemburg-Platz, U Senefelderplatz, U Eberswalder Straße, S+U Schönhauser Allee und U Vinetastraße | 74 min     | 48/49        | 30 min                                             | kein Betrieb                                    |
| N3    | U Wittenbergplatz ↔ S Mexikoplatz über U Spichernstraße, S+U Heidelberger Platz, U Breitenbachplatz, U Dahlem-Dorf, U Oskar-Helene-Heim und U Krumme Lanke | 34 min     | 32           | 30 min                                             | kein Betrieb                                    |
| N5    | S+U Hauptbahnhof ↔ S+U Alexanderplatz über Mitte, Robert-Koch-Platz, S+U Brandenburger Tor und U Unter den Linden | 65 min     | 46/48        | 30 min                                             | kein Betrieb                                    |
| N5    | S+U Alexanderplatz ↔ S+U Wuhletal über U Strausberger Platz, U Frankfurter Tor, S+U Frankfurter Allee, Alt-Friedrichsfelde und Alt-Biesdorf | 65 min     | 46/48        | 15 min bis 3 Uhr 30 min ab 3 Uhr                   | kein Betrieb                                    |
| N5    | S+U Wuhletal ↔ Hellersdorf, Riesaer Straße über U Kaulsdorf-Nord, U Kienberg, U Cottbusser Platz, U Hellersdorf, U Louis-Lewin-Straße und U Hönow | 65 min     | 46/48        | 30 min                                             | kein Betrieb                                    |
| N6    | U Alt-Tegel ↔ U Alt-Mariendorf über U Holzhauser Straße, U Kurt-Schumacher-Platz, S+U Wedding, S+U Friedrichstraße, U Unter den Linden, U Mehringdamm und S+U Tempelhof | 66 min     | 46/48        | 30 min                                             | kein Betrieb                                    |
| N7    | S+U Rathaus Spandau ↔ U Rudow über U Haselhorst, U Siemensdamm, U Jakob-Kaiser-Platz, S+U Jungfernheide, U Bismarckstraße, U Adenauerplatz, U Berliner Straße, U Yorckstraße, U Hermannplatz und S+U Neukölln | 16/115 min | 10/84        | 30 min                                             | kein Betrieb                                    |
| N7    | U Rudow ↔ Flughafen BER über S Schönefeld | 16/115 min | 10/84        | 30 min                                             | 15 min                                          |
| N7X   | S+U Zoologischer Garten → Flughafen BER über U Kurfürstendamm, U Spichernstraße, U Güntzelstraße, U Berliner Straße, Rathaus Schöneberg, S Schöneberg, U Alt-Tempelhof und S Schönefeld | 48 min     | 20           | 6 Fahrten                                          | kein Betrieb                                    |
| N8    | Märkisches-Viertel, Wilhelmsruher Damm ↔ U Osloer Straße über Märkisches Zentrum, S+U Wittenau, U Rathaus Reinickendorf, S+U Karl-Bonhoeffer-Nervenklinik, U Paracelsus-Bad und U Residenzstraße | 62 min     | 53           | 30 min                                             | kein Betrieb                                    |
| N8    | U Osloer Straße ↔ U Hermannplatz über S+U Gesundbrunnen, U Bernauer Straße, U Rosenthaler Platz, S+U Alexanderplatz, U Rotes Rathaus, U Jannowitzbrücke und U Kottbusser Tor | 62 min     | 53           | 10 min bis 2 Uhr 15 min bis 3 Uhr 30 min ab 3 Uhr  | kein Betrieb                                    |
| N8    | U Hermannplatz ↔ S+U Hermannstraße über U Boddinstraße und U Leinestraße | 62 min     | 53           | 30 min                                             | kein Betrieb                                    |
| N9    | U Osloer Straße ↔ S+U Zoologischer Garten über U Nauener Straße, U Leopoldplatz, U Amrumer Straße, S+U Westhafen, U Turmstraße und S Tiergarten | 44 min     | 25/27        | 15 min bis 3 Uhr 30 min ab 3 Uhr                   | kein Betrieb                                    |
| N9    | S+U Zoologischer Garten ↔ S+U Rathaus Steglitz über U Kurfürstendamm, U Spichernstraße, U Berliner Straße, S+U Bundesplatz, U Walther-Schreiber-Platz und U Schloßstraße | 44 min     | 25/27        | 30 min                                             | kein Betrieb                                    |
| N10   | S+U Zoologischer Garten ↔ Zehlendorf, Sachtlebenstraße über U Kurfürstendamm, U Adenauerplatz, S Hohenzollerndamm, Rathaus Schmargendorf, U Oskar-Helene-Heim und S Zehlendorf | 45 min     | 43/44        | 30 min                                             | 30 min                                          |
| N12   | (Ringlinie): Zehlendorf Eiche ↔ Stahnsdorf, Waldschänke ↔ Zehlendorf Eiche über S Zehlendorf, Kleinmachnow und Stahnsdorf Betrieb durch regiobus | 52 min     | 57           | 60 min                                             | 60 min                                          |
| N16   | S Nikolassee ↔ S Wannsee über Wasserwerk Beelitzhof | 27 min     | 26/29        | 60 min                                             | 60 min                                          |
| N16   | S Wannsee ↔ S Potsdam Hauptbahnhof über Wannseebrücke, Rathaus Wannsee, Schloss Glienicke, Glienicker Brücke und Potsdam, Alter Markt/Landtag Betrieb durch ViP | 27 min     | 26/29        | 60 min Betrieb ab 21 Uhr                           | 60 min Betrieb ab 21 Uhr                        |
| N17   | Potsdam-Bornim, Institut für Agrartechnik ↔ Potsdam Am Stern, Johannes-Kepler-Platz über S Potsdam Hauptbahnhof und Steinstücken Betrieb durch ViP | 54/57 min  | 47/51        | Einzelfahrten                                      | 60 min                                          |
| N18   | Zehlendorf Eiche ↔ S Nikolassee über Lissabonallee, Krankenhaus Hubertus | 13 min     | 13           | 30 min                                             | 30 min                                          |
| N20   | Frohnau, Hainbuchenstraße ↔ S+U Hauptbahnhof über S Frohnau, U Wittenau, Alt-Wittenau, U Paracelsus-Bad, U Seestraße und S+U Wedding | 49 min     | 45/48        | 30 min                                             | 30 min                                          |
| N22   | Tegelort ↔ Alt-Lübars über Strandbad Heiligensee, Alt-Heiligensee, U Alt-Tegel, S Tegel, Titiseestraße und S Waidmannslust | 41 min     | 42           | 30 min                                             | 30 min                                          |
| N23   | Saatwinkler Damm/Mäckeritzwiesen ↔ U Rohrdamm über Harriesstraße | 07 min     | 09           | 30 min                                             | 30 min                                          |
| N24   | Märkisches Viertel, Wilhelmsruher Damm ↔ S Heiligensee über Märkische Zeile, Calauer Straße, S+U Wittenau, S Tegel, U Alt-Tegel und S Schulzendorf | 39 min     | 32/35        | 30 min                                             | 30 min                                          |
| N25   | S Tegel ↔ Hermsdorfer Damm/Berliner Straße über U Alt-Tegel und S Hermsdorf | 13 min     | 13/14        | 30 min                                             | 30 min                                          |
| N26   | U Seestraße ↔ S+U Zoologischer Garten über Virchow-Klinikum, S Beusselstraße, U Hansaplatz, U Nollendorfplatz, U Wittenbergplatz und U Kurfürstendamm | 28 min     | 23/24        | 30 min                                             | 30 min                                          |
| N30   | S+U Rathaus Spandau ↔ Spandau, Westerwaldstraße über Borkzeile und Spekteweg | 12 min     | 10/11        | 30 min                                             | 30 min                                          |
| N33   | U Alt-Tegel ↔ U Haselhorst über S Tegel, U Holzhauser Straße, Kamener Weg, Wasserwerk Tegel, Gartenfeld und Siedlung Haselhorst | 22 min     | 22/23        | 30 min                                             | 30 min                                          |
| N34   | S+U Rathaus Spandau ↔ Kladow, Gutsstraße über Wilhelmstadt, Am Omnibushof, Gatower Straße/Heerstraße, Alt-Gatow, Alt-Kladow und Seekorso | 25 min     | 30           | 30 min                                             | 30 min                                          |
| N35   | (Ringlinie) Alt-Kladow → Kladow, Hottengrund → Alt-Kladow | 13 min     | 14           | 30 min                                             | 30 min                                          |
| N39   | U Rohrdamm ↔ Hakenfelde, Aalemannufer über U Paulsternstraße, Kolonie Haselbusch, Spandauer-See-Brücke, Mertensstraße | 17 min     | 17           | 30 min Haustür-Service                             | 30 min Haustür-Service                          |
| N40   | S+U Hauptbahnhof ↔ S Karlshorst über S+U Hauptbahnhof, U Naturkundemuseum, S Nordbahnhof, U Rosenthaler Platz, S+U Alexanderplatz, U Rotes Rathaus, S+U Jannowitzbrücke, S Ostbahnhof, S Rummelsburg und Karlshorst, Blockdammweg                                                                                                  | 53 min     | 43/47        | 30 min                                             | 30 min                                          |
| N42   | S Südkreuz ↔ S+U Alexanderplatz über U Platz der Luftbrücke, U Mehringdamm, U Spittelmarkt, U Rotes Rathaus und S Hackescher Markt | 34 min     | 23/24        | 30 min                                             | 30 min                                          |
| N43   | U Theodor-Heuss-Platz ↔ U Berliner Straße über S Westkreuz und S Halensee ab U Berliner Straße weiter als Linie M43 Richtung Stralau, Tunnelstraße | 16 min     | 15/18        | 30 min                                             | 30 min                                          |
| N50   | U Tierpark ↔ Französisch Buchholz Kirche über U Friedrichsfelde, U Magdalenenstraße, Roederplatz, Prenzlauer Promenade/Am Steinberg, S+U Pankow und S Pankow-Heinersdorf | 61 min     | 56/58        | 30 min                                             | 30 min                                          |
| N52   | U Osloer Straße ↔ Niederschönhausen, Grabbeallee/Pastor-Niemöller-Platz über S Schönholz | 09 min     | 11/12        | 30 min                                             | 30 min                                          |
| N53   | Niederschönhausen, Grabbeallee/Pastor-Niemöller-Platz ↔ Märkisches Viertel, Wilhelmsruher Damm über Nordendstraße und Hauptstraße/Friedrich-Engels-Straße | 14 min     | 09/13        | 30 min Haustür-Service                             | 30 min (nicht Nächte Sa/So) Haustür-Service     |
| N53   | Niederschönhausen, Grabbeallee/Pastor-Niemöller-Platz ↔ Märkisches Viertel, Wilhelmsruher Damm über Nordendstraße, Buchforster Straße und Hauptstraße/Friedrich-Engels-Straße | 14 min     | 09/13        | kein Betrieb                                       | 30 min (Sa/So)                                  |
| N56   | (Ringlinie) U Magdelenenstraße ↔ Wartenberg, Hagenower Ring ↔ U Magdelenenstraße über Betriebshof Lichtenberg, Liebenwalder Straße, Gehrenseestraße, Prerower Platz, S Hohenschönhausen und S Wartenberg | 50 min     | 51           | 30 min                                             | 30 min                                          |
| N58   | Prenzlauer Allee/Ostseestraße ↔ S Buch über Am Steinberg, Heinersdorf Kirche, Alt-Blankenburg und Alt-Karow | 20 min     | 24           | 30 min                                             | 30 min                                          |
| N60   | S Alexanderplatz ↔ Flughafen BER über U Rotes Rathaus, S+U Jannowitzbrücke, U Schlesisches Tor, S Treptower Park, S Plänterwald und Baumschulenstraße/Köpenicker Landstraße, S Schöneweide, S Adlersdorf, Magnusstraße, Wegedornstraße/Semmelweisstraße, Bohnsdorfer Weg, Siruiusstraße und S Schönefeld                           | 59 min     | 50/52        | 30 min                                             | 30 min                                          |
| N61   | S Rahnsdorf ↔ Rahnsdorf/Waldschänke | 18 min     | 13           | kein Betrieb                                       | 30 min                                          |
| N61   | Rahnsdorf/Waldschänke ↔ Grünheider Weg über Petershagener Weg | 18 min     | 13           | 30 min Haustür-Service Richtung Dämeritzstraße     | 30 min Haustür-Service Richtung Dämeritzstraße  |
| N61   | Grünheider Weg ↔ Fahlenbergstraße über S Wilhelmshagen | 18 min     | 13           | 30 min                                             | 30 min                                          |
| N61   | Fahlenbergstraße ↔ Hessenwinkel, Dämeritzstraße | 18 min     | 13           | 30 min Haustür-Service Richtung Dämeritzstraße     | 30 min Haustür-Service Richtung Dämeritzstraße  |
| N62   | S+U Wuhletal ↔ Wendenschloß über Wernersee, S Mahlsdorf, Alt-Mahlsdorf, Bruchsaler Straße, S Köpenick, Schloßplatz Köpenick, Betriebshof Köpenick und Zur Nachtheide | 38 min     | 35           | 30 min                                             | 30 min                                          |
| N63   | Bohnsdorf, Waltersdorfer Straße/Parchwitzer Straße ↔ S Grünau über Merkurstraße | 26 min     | 25           | kein Betrieb                                       | 30 min                                          |
| N63   | S Grünau ↔ Köpenick, Müggelschlößchenweg über Betonwerk, Schloßplatz Köpenick und Krankenhaus Köpenick | 26 min     | 25           | 30 min Haustür-Service Richtung Bohnsdorf          | 30 min Haustür-Service Richtung Bohnsdorf       |
| N64   | S+U Wuhletal ↔ S Adlershof über S Kaulsdorf, Alt-Kaulsdorf/Chemnitzer Straße, Chemnitzer Straße/Jägerstraße, S Köpenick, Bellevuepark, Schloßplatz Köpenick und S Spindlersfeld | 36 min     | 37           | 30 min                                             | 30 min                                          |
| N65   | S+U Alexanderplatz ↔ Rahnsdorf/Waldschänke über U Rotes Rathaus, S+U Jannowitzbrücke, U Schlesisches Tor, S Treptower Park, S Plänterwald, Baumschulenstraße/Köpenicker Landstraße, S Schöneweide, Freizeit- und Erholungszentrum, S Spindlersfeld, Schloßplatz Köpenick, Krankenhaus Köpenick und Hirschgarten, S Friedrichshagen | 71 min     | 61/62        | 30 min                                             | 30 min                                          |
| N68   | S Adlershof ↔ S Grünau | 15 min     | 05/10        | 30 min                                             | 30 min                                          |
| N68   | S Grünau ↔ Alt-Schmöckwitz | 15 min     | 05/10        | 30 min Haustür-Service Richtung Alt-Schmöckwitz    | 30 min Haustür-Service Richtung Alt-Schmöckwitz |
| N69   | Schloßplatz Köpenick ↔ Ortsgrenze Müggelheim (Ludwigshöheweg) über Krankenhaus Köpenick und Müggelseeperle | 15/16 min  | 14           | 30 min                                             | 30 min                                          |
| N69   | Ortsgrenze Müggelheim (Ludwigshöheweg) → Müggelheim, Odernheimer Straße | 15/16 min  | 14           | 30 min Haustür-Service Richtung Odernheimer Straße | 30 min                                          |
| N69   | Haltestelle Odernheimer Straße, Raumbacher Straße, Rehborner Straße und Annweilerweg Richtung S+U Wuhletal | 15/16 min  | 14           | 30 min Rufbus                                      | 30 min Rufbus                                   |
| N70   | Sonnenallee/Baumschulenstraße ↔ Baumschulenstraße/Köpenicker Landstraße über S Baumschulenweg | 03 min     | 05           | 30 min                                             | 30 min                                          |
| N77   | S Plänterwald ↔ U Alt-Mariendorf über S Sonnenallee, S+U Neukölln, S+U Hermannstraße, Friedhof Mariendorf und Sommerbad Mariendorf | 24 min     | 27/28        | 30 min                                             | 30 min                                          |
| N81   | U Walther-Schreiber-Platz ↔ Lichtenrade, Nahariyastraße über S Feuerbachstraße, S Lankwitz, Lankwitz Kirche, S Marienfelde, Quarzweg/Marienfelder Chaussee, Lichtenrader Damm/Barnetstraße und Volkspark Lichtenrade | 43 min     | 47/49        | 30 min                                             | 30 min                                          |
| N84   | S+U Tempelhof ↔ U Alt-Tempelhof | 36 min     | 42/43        | kein Betrieb                                       | 30 min                                          |
| N84   | U Alt-Tempelhof ↔ Zehlendorf Eiche über S Atillastraße, Lankwitz Kirche, S Lichterfelde Ost, Prettauer Pfad, Appenzeller Straße und Beeskowdamm | 36 min     | 42/43        | 30 min                                             | 30 min                                          |
| N88   | S+U Rathaus Steglitz ↔ S Lichterfelde Süd über Schlossparktheater, S Botanischer Garten, Drakestraße/Ringstraße, Appenzeller Straße, Prettauer Pfad und S Osdorfer Straße | 29 min     | 26/28        | 30 min                                             | 30 min                                          |
| N91   | S+U Wuhletal ↔ Marzahn, Boschpoler Straße über U Kaulsdorf-Nord und Garzauer Straße | 13 min     | 11           | 30 min Haustür-Service                             | 30 min Haustür-Service                          |
| N94   | U Hermannplatz ↔ U Magdalenenstraße über Lohmühlenplatz, S Treptower Park, S Ostkreuz, S Rummelsburg, S Nöldnerplatz und S+U Lichtenberg | 28 min     | 22/23        | 30 min                                             | 30 min                                          |
| N95   | S Mahlsdorf ↔ Hellerdorf, Riesaer Straße über Am Rosenhag | 07 min     | 05/8         | 30 min Haustür-Service Richtung S Mahlsdorf        | 30 min Haustür-Service Richtung S Mahlsdorf     |
| N96   | S+U Wuhletal ↔ S Mehrower Allee über Glambecker Ring | 13 min     | 16           | 30 min                                             | 30 min                                          |
| N97   | Falkenberger Chaussee/Prendener Straße ↔ Marzahn-Nord, Barnimplatz über Tierheim Berlin/Dorfstraße und S Ahrensfelde | 10 min     | 11           | 30 min                                             | 30 min                                          |

### Sonderlinien zur „Langen Nacht der Museen“
Jährlich zweimal findet in Berlin eine „Lange Nacht der Museen“ statt. Den Verkehr auf den Shuttle-Bus-Routen betreibt in den beiden Nächten die BVG. Im Jahr 2013 zur 32. Langen Nacht der Museen wurden mit etwa 50 Bussen folgende Linien bedient:
1 Kulturforum – Varian-Fry-Straße – S Potsdamer Platz/Voßstraße – S+U Brandenburger Tor – Unter den Linden/Friedrichstraße – Lustgarten – Spandauer Straße/Marienkirche – S+U Alexanderplatz/Memhardstraße – Friedenstraße/Weidenweg – Platz der Vereinten Nationen – Danziger Straße
2 Kulturforum – Varian-Fry-Straße – Abgeordnetenhaus – U Kochstraße/Checkpoint Charlie – Jüdisches Museum – U Hallesches Tor
3 Kulturforum – Lützowplatz – Bayreuther Straße – U Kurfürstendamm – Jebensstraße – S Tiergarten – Bachstraße – Wiebestraße/Huttenstraße – Luisenplatz/Schloss Charlottenburg – Seelingstraße
4 Kulturforum – Varian-Fry-Straße – Leipziger Straße/Mauerstraße – Französische Straße – Werderscher Markt – U Märkisches Museum – U Kottbusser Tor (Hinweg)/Adalbertstraße/Oranienstraße (Rückweg) – Körtestraße – U Karl-Marx-Straße – Alt-Treptow
5 Kulturforum – Robert-Koch-Platz – S Oranienburger Straße – Osloer Straße/Prinzenallee (nur bis 23 Uhr) – Seestraße/Amrumer Straße
6 Kulturforum – Richard-von-Weizsäcker-Platz – Albertstraße – Planetarium – S+U Rathaus Steglitz (Hermann-Ehlers-Platz) – S+U Rathaus Steglitz

## Fahrzeugflotte
Die Busflotte der BVG umfasst etwa 1500 Fahrzeuge und ist dabei sehr durchmischt, bestand jedoch bis Anfang der 2020er Jahre fast ausschließlich aus dieselbetriebenen Wagen. Bis zum Jahr 2030 sollte sie vollständig durch elektrisch betriebene Typen ersetzt werden.
In vielen Fällen konnte die BVG bereits in der Vergangenheit eine führende Rolle beim Einsatz umweltschonender Technologien einnehmen. Im Februar 2004 wurden erstmals in Deutschland Serienbusse in Dienst gestellt, die die Euro-5-Abgasnorm erfüllten. Der durchschnittliche Kraftstoffverbrauch pro Fahrzeugtyp lag zu jener Zeit bei Doppeldeckern aber dennoch etwa bei 63 Litern auf 100 km, bei Gelenkbussen bei 56 Liter auf 100 km und bei 12-m-Eindeckern bei 42 Liter auf 100 km.
Die BVG setzt Solobusse, Gelenkbusse und Doppeldeckerbusse ein, Subunternehmen setzen teilweise auch Midibusse und Minibusse ein.

### Fahrzeughersteller
Zum Einsatz kommen derzeit Busse der Hersteller Mercedes-Benz, Scania, Solaris, VDL, Alexander Dennis sowie Ebusco.

### Barrierefreiheit
Bei der schrittweisen Erneuerung der Fahrzeugflotte wurde auch die Zugänglichkeit der Fahrzeuge verbessert. Im Laufe des Jahres 2009 wurden alle Busse der BVG barrierefrei (außer historische Fahrzeuge).

### Doppeldecker
Im Februar 2010 wurden die letzten Fahrzeuge des zweiachsigen Doppeldeckerbus-Typs MAN ND 202 ausgemustert. Entgegen früherer Planungen zum langfristigen gänzlichen Ausscheiden der Doppeldeckerbusse zugunsten von Gelenkbussen aus dem Fuhrpark wurden im Jahr 2004 dann doch Doppeldeckerbusse des neuen Typs MAN Lion’s City DD von der BVG angeschafft. Ursprünglich waren es 416 Wagen des MAN A39. In der Nacht vom 1. auf den 2. Januar 2016 brannte in Reinickendorf der Wagen 3132 aufgrund eines technischen Defekts komplett aus. Das gleiche Schicksal ereilte am Morgen des 31. Mai 2018 in Spandau den Wagen 3126. Außerdem begann die BVG im Juni 2018, die ersten Wagen dieses Typs alters- und zustandsbedingt auszumustern. Im August 2020 waren von diesem Typ noch 275 im BVG-Bestand. Davon standen 75 Busse in den Werkstätten.
Hinzu kommen noch vier historische Busse, darunter drei Nachbauten des RK-Busses und ein weitgehend im Original erhaltener Do 56 des Herstellers Waggonbau Bautzen aus DDR-Produktion.
Am 30. Januar 2015 wurde der Prototyp eines Doppeldeckbusses vom Hersteller Scania vorgestellt.
Am 14. Oktober 2015 wurde ein Doppeldecker der schottischen Firma Alexander Dennis (ADL) vorgestellt und ein Testbetrieb für sechs Wochen angekündigt.
Da sich keiner der Testbusse wirklich bewährte, wurden ab Anfang 2017 die MAN-A39-Doppeldecker aufwändig saniert. Zu den Arbeiten gehörten unter anderem der Austausch der Bodenverkleidung, des Daches sowie der bisherigen Stahlblech-Hülle gegen eine deutlich leichtere aus Kunststoff. Um unnötige Arbeiten zu sparen, wurden die Außenbleche an einer Säule befestigt, anschließend rollte der Bus vor und wie bei einem Dosenöffner löste sich die Außenverkleidung. Je nach Zustand der Fahrzeuge variierten die Arbeiten deutlich, im Durchschnitt dauerte die Sanierung je Fahrzeug etwa acht Wochen. Die Fahrzeuge (nun A39E, „E“ für ‚ertüchtigt‘) erhielten keinen grauen Streifen mehr an der Unterkante, zudem entfiel das optische Vereinigen der Scheiben durch eine bisherige schwarze Platte oberhalb der ersten Tür und dem seitlichen Fahrerfenster. Die Fahrzeuge erhielten markante Astfänger auf der rechten Seite vorn und hinten. Der Innenraum wurde nicht umgestaltet.
Im Oktober 2018 wurde bekannt gegeben, dass Alexander Dennis (ADL) den Zuschlag für die Lieferung neuer Doppeldecker erhielt. Zunächst wurden zwei Testbusse gekauft und 2020 ausgeliefert. Da sich diese bewährten, wurden weitere 198 Fahrzeuge bestellt. Als Antrieb dient ein Euro-6-Dieselmotor von Daimler. Die geplanten Kosten sollen bei 220 Millionen Euro liegen.

### Leichtbaubusse
Ab Juli 2012 wurden bei der BVG zwei Leichtbaubusse des niederländischen Herstellers VDL im Langzeittest eingesetzt. Der Testbetrieb zeigte bereits nach einem Jahr, dass sich Einsparungspotenziale beim Dieselverbrauch von 19–26 % im täglichen Betrieb realisieren lassen. Nach Beendigung der Tests wurde entschieden, bis 2019 bis zu 236 der VDL-Citea-Busse zu kaufen. Die ersten 40 waren für 2014 angekündigt, 2015 folgten 70 weitere. Ein Fahrzeug wiegt rund drei Tonnen weniger als ein Citaro des Herstellers Daimler Buses. Die Busse verfügen über herkömmliche Diesel-Technologie (Euro 6 mit AdBlue), was sie in der Anschaffung deutlich billiger macht als Hybridbusse.

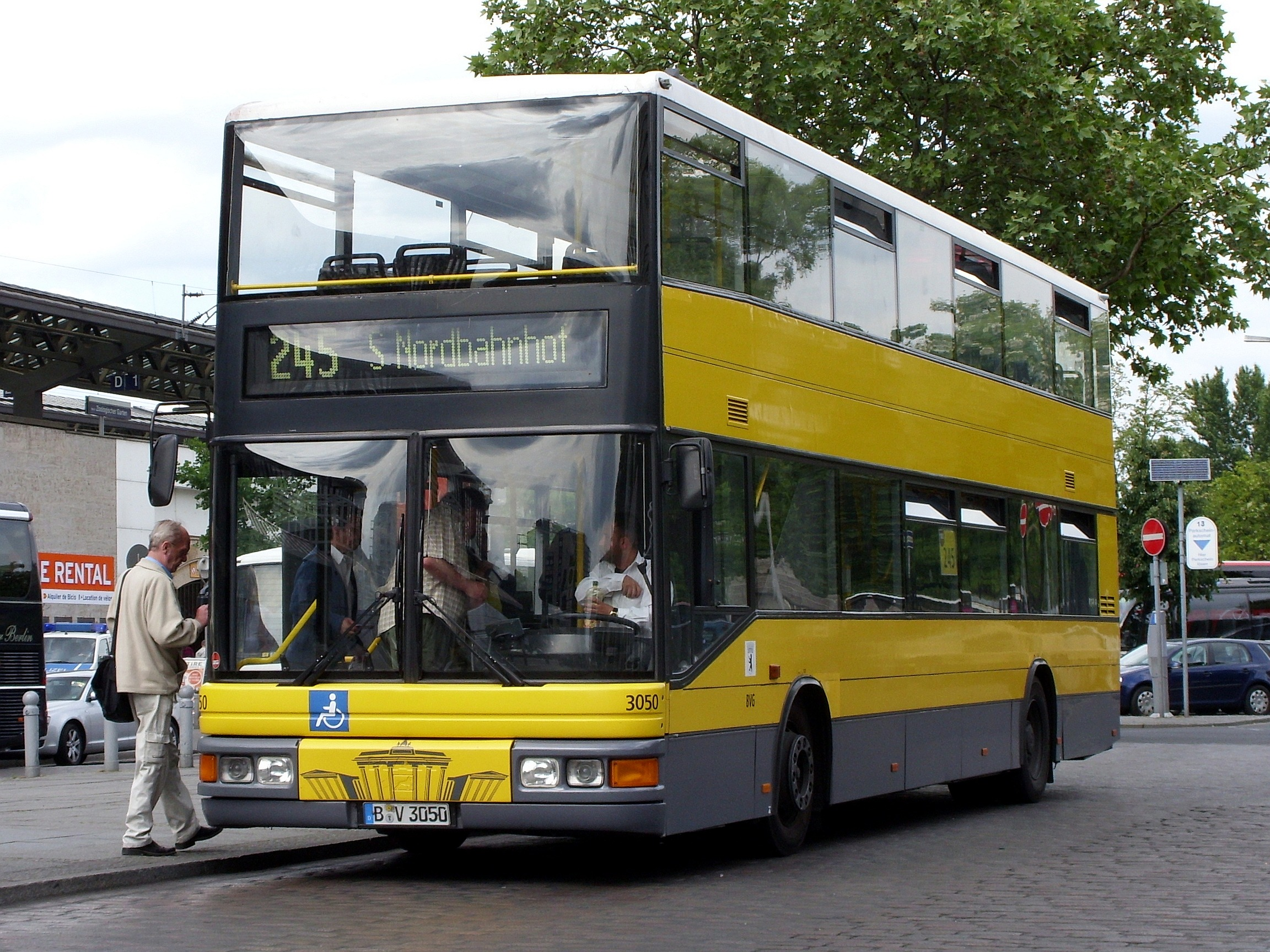
Mittlerweile ausgemusterter MAN ND 202 der BVG
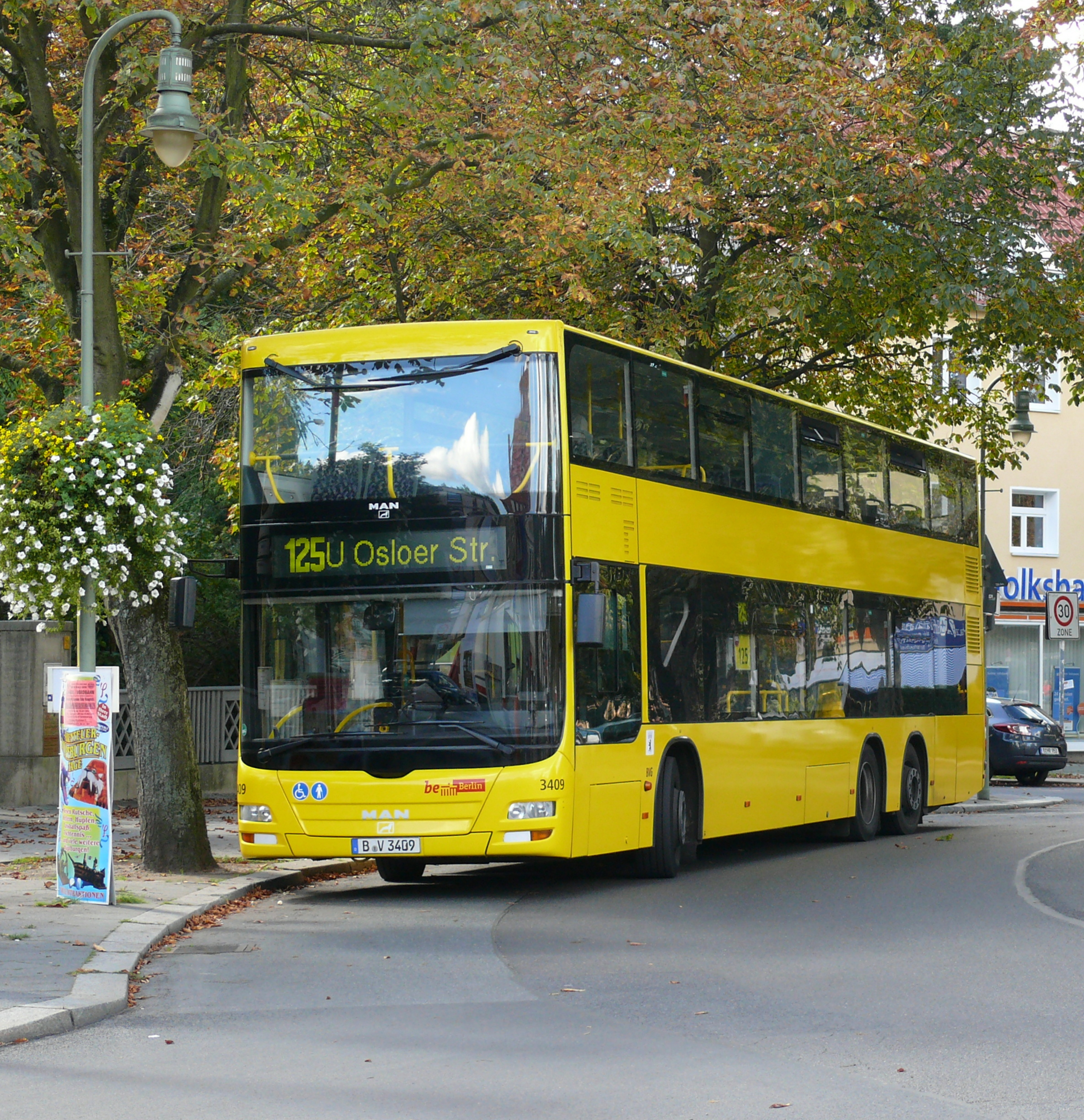
Mittlerweile ausgemusterter MAN Lion’s City DD am Ludolfingerplatz in Berlin-Frohnau
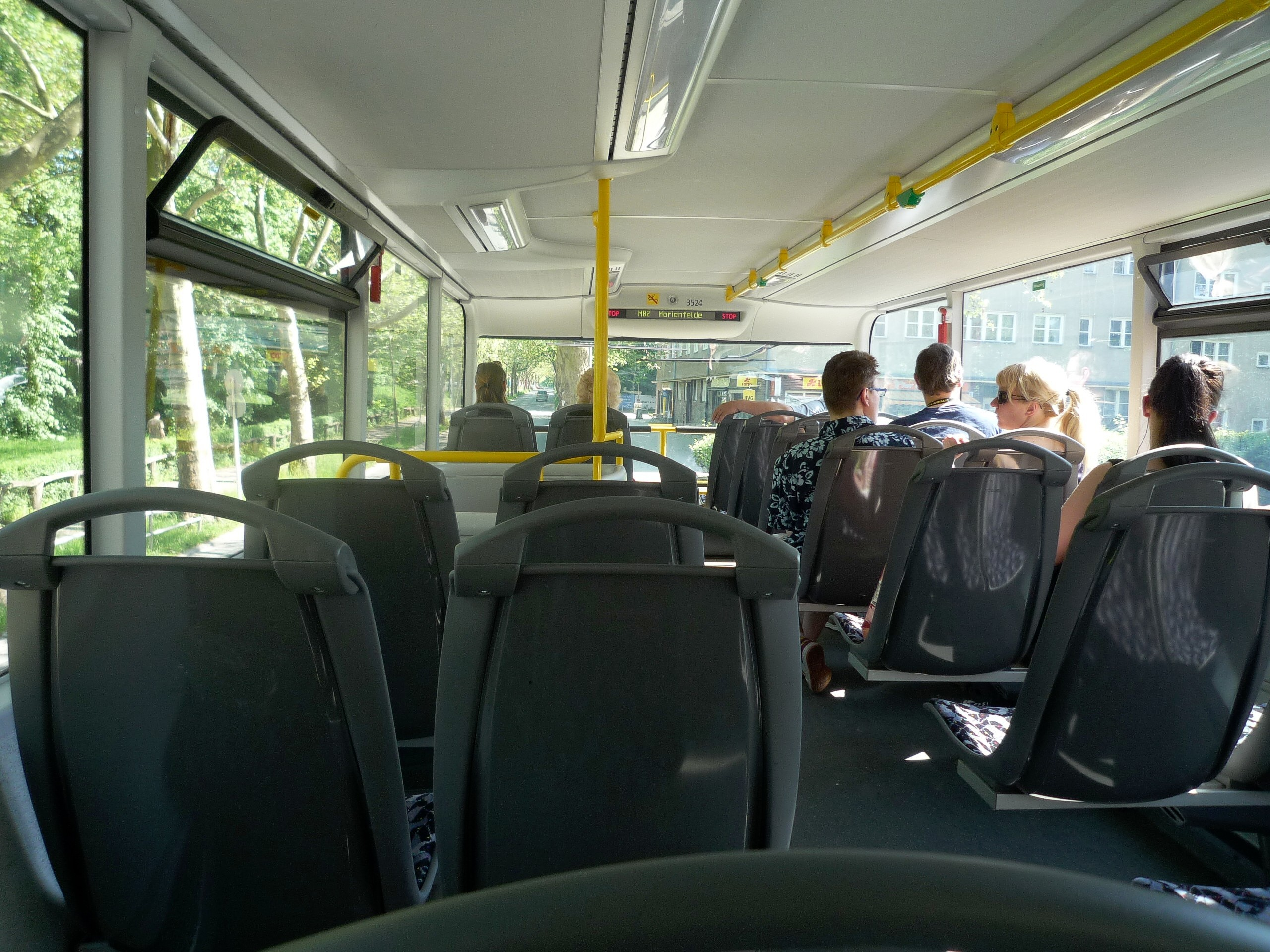
Innenansicht des Oberdecks des MAN Lion’s City DD
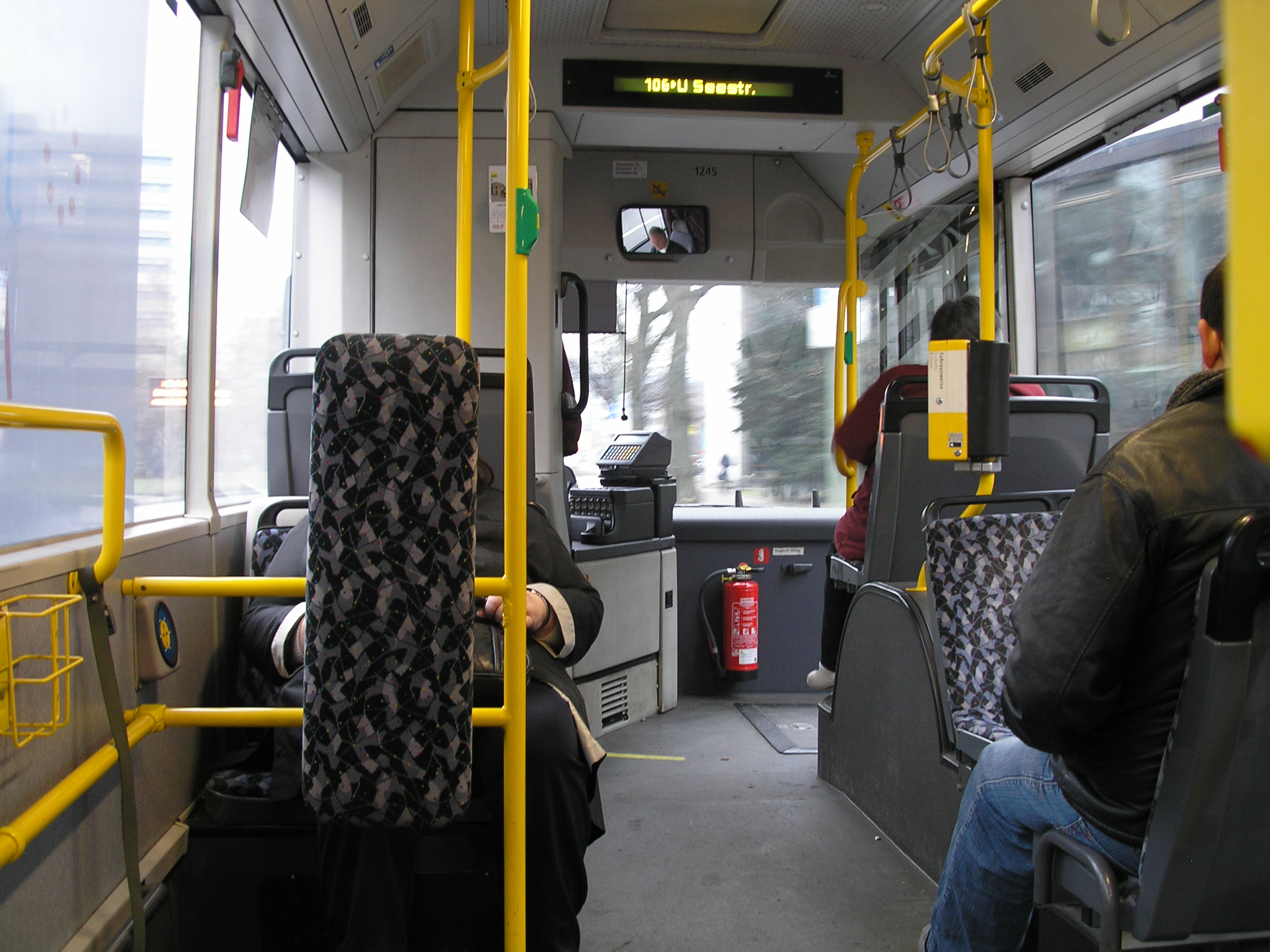
Innenansicht des BVG-Wagens 1245 vom Typ MAN NL 263
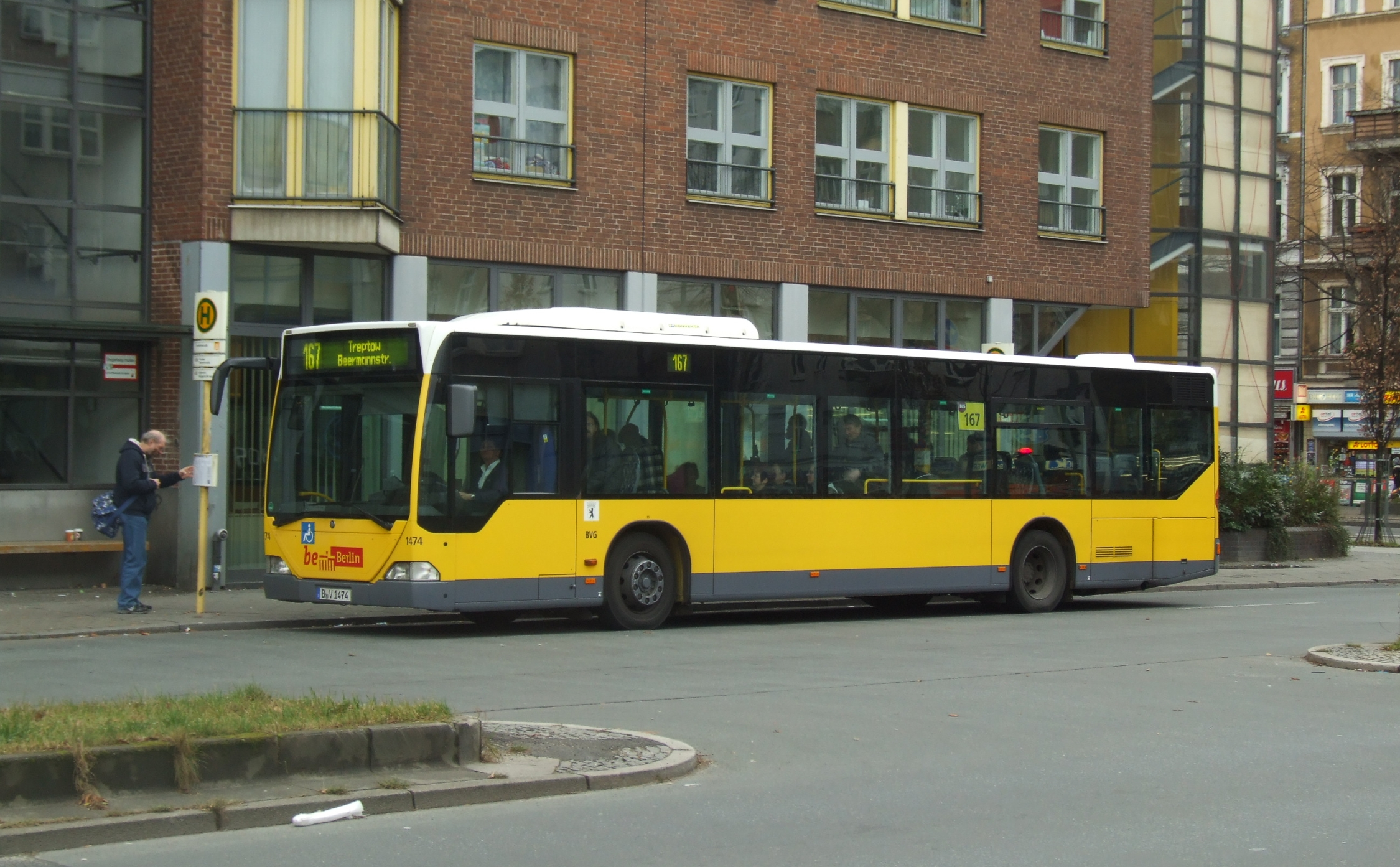
EvoBus Mercedes-Benz O 530
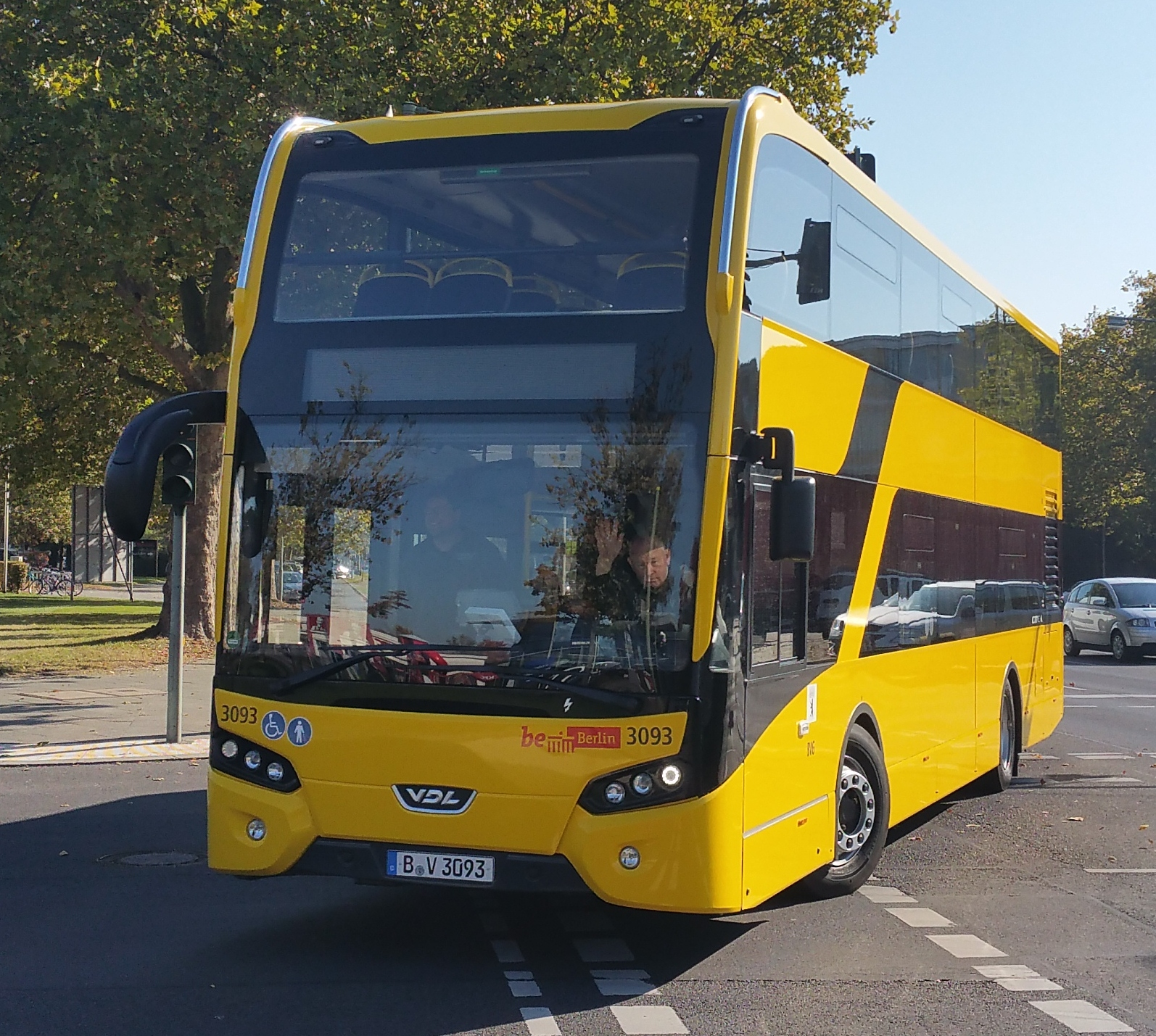
VDL Citea Doppeldecker-Prototyp
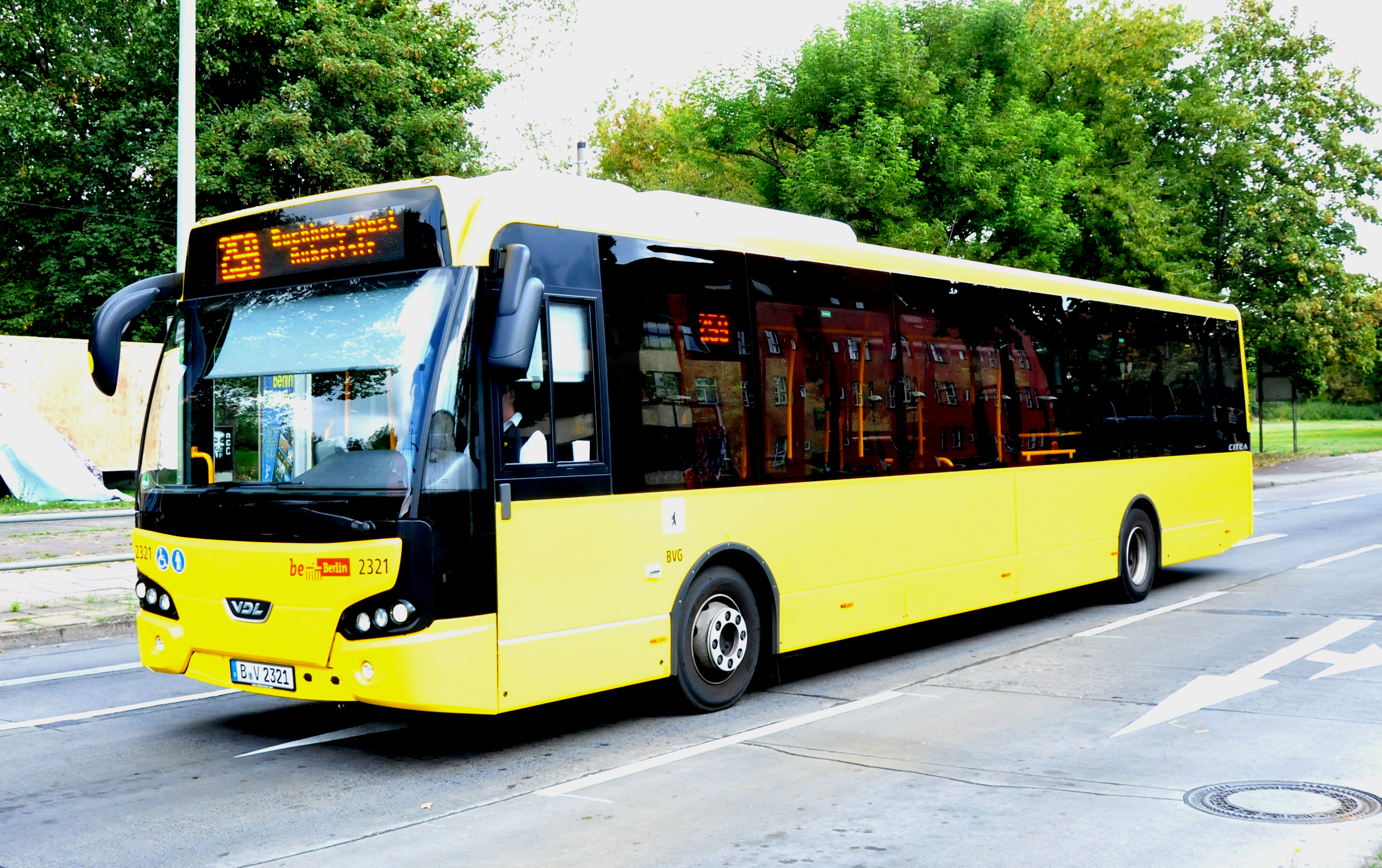
VDL Citea LLE 120
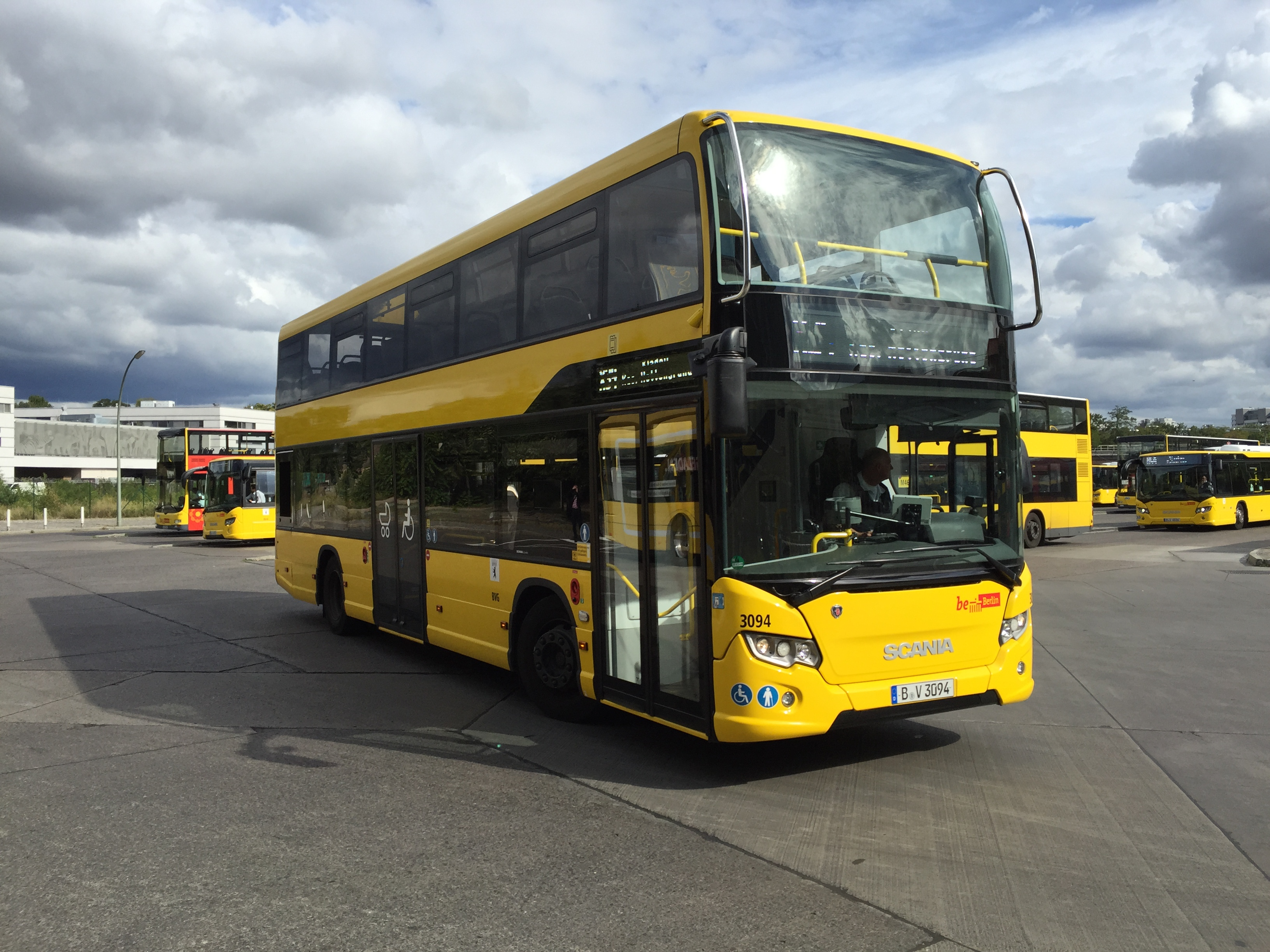
Scania Citywide LFDD Prototyp
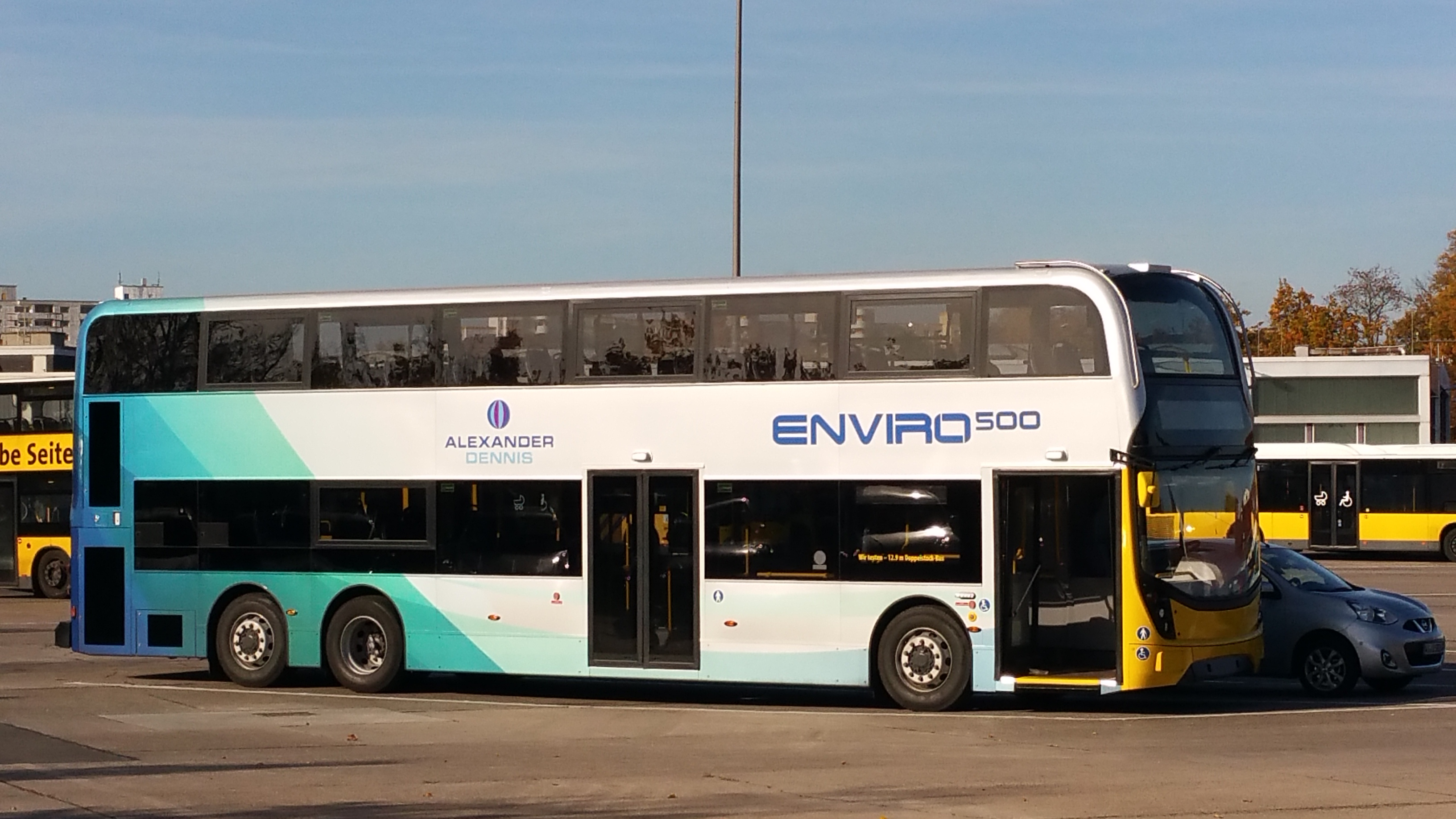
Testbus Alexander Dennis Enviro500
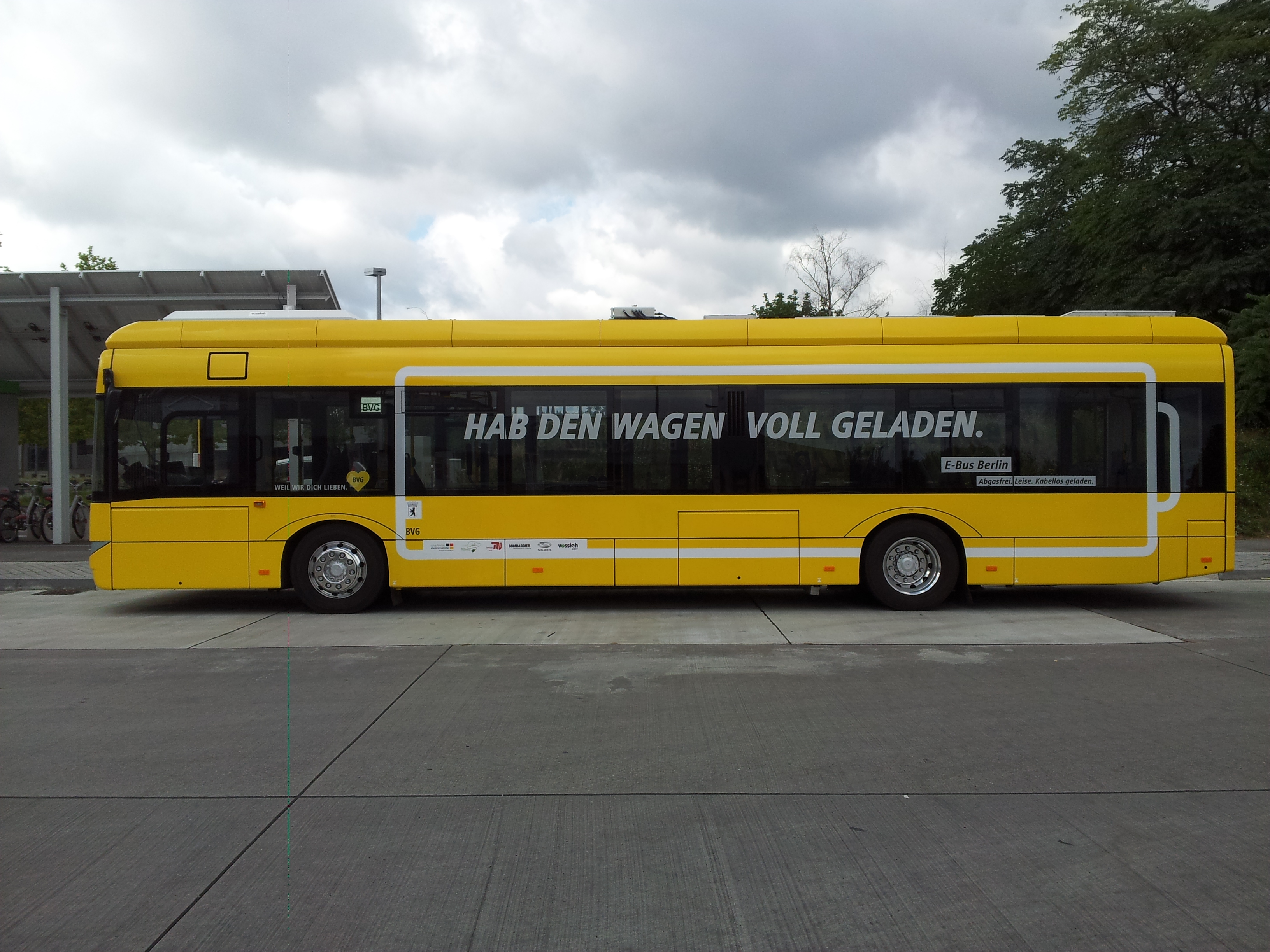
Elektrobus der Linie 204 an der Ladestation am Bahnhof Südkreuz

### Fahrzeugflotte BVG
Stand: 10. November 2023
| Eindecker                             |                           |                        |                                                           |                    |                 |        |                         |      |
| Anzahl                                | Baujahr(e)                | Hersteller             | Betriebshöfe                                              | Typ                | BVG-Bezeichnung | Länge  | Besonderheit            | Bild |
| 108 (108)                             | 2015                      | VDL                    | Britz (62), Cicerostraße (15), Müllerstraße (31),         | Citea LLE-120      | EN 15           | 12 m   | Leichtbau und Low-Entry |      |
| 48 (48)                               | 2018–2019                 | Mercedes-Benz          | Cicerostraße (48)                                         | Citaro C2          | EN 18           | 12 m   | zwei Fahrschulwagen     |      |
| 23 (23)                               | 2019                      | Mercedes-Benz          | Cicerostraße (11), Lichtenberg (12)                       | Citaro C2          | EN 19           | 12 m   |                         |      |
| 57 (57)                               | 2020                      | Mercedes-Benz          | Cicerostraße (21), Lichtenberg (18), Spandau (18)         | Citaro C2          | EN 20           | 12 m   |                         |      |
| 40 (40)                               | 2020–2021                 | Mercedes-Benz          | Lichtenberg (20), Spandau (20)                            | Citaro C2          | EN 21           | 12 m   |                         |      |
| 1 (1)                                 | 2018                      | Solaris                | Indira-Gandhi-Straße (1)                                  | Urbino 12 electric | EE 18           | 12 m   | Elektrobus              |      |
| 15 (15)                               | 2019                      | Mercedes-Benz          | Indira-Gandhi-Straße (15)                                 | eCitaro            | EE 19           | 12 m   | Elektrobus              |      |
| 15 (15)                               | 2019                      | Solaris                | Indira-Gandhi-Straße (15)                                 | Urbino 12 electric | EE 19           | 12 m   | Elektrobus              |      |
| 90                                    | 2020                      | Solaris                | Indira-Gandhi-Straße (90)                                 | Urbino 12 electric | EE 20           | 12 m   | Elektrobus              |      |
| 87 (87)                               | ab 2022 (in Auslieferung) | Ebusco                 | Indira-Gandhi-Straße (82)                                 | 2.2 12M LF         | EE 22           | 12 m   | Elektrobus              |      |
| Gesamt: 484 + aktuelle Auslieferungen |                           |                        |                                                           |                    |                 |        |                         |      |
| Gelenkbusse                           |                           |                        |                                                           |                    |                 |        |                         |      |
| Anzahl                                | Baujahr(e)                | Hersteller             | Betriebshöfe                                              | Typ                | BVG-Bezeichnung | Länge  | Besonderheit            | Bild |
| 70 (70)                               | 2014–2015                 | Scania                 | Müllerstraße (40), Spandau (30)                           | Citywide LFA       | GN 14           | 18 m   |                         |      |
| 40 (40)                               | 2015                      | Scania                 | Müllerstraße (18), Spandau (22)                           | Citywide LFA       | GN 15           | 18 m   |                         |      |
| 179 (180)                             | 2016–2017                 | Scania                 | Britz (83), Müllerstraße (74), Spandau (23)               | Citywide LFA       | GN 16           | 18 m   |                         |      |
| 66 (67)                               | 2018                      | Scania                 | Britz (42), Spandau (24)                                  | Citywide LFA       | GN 18           | 18 m   | Leasingfahrzeuge        |      |
| 100 (100)                             | 2018–2019                 | Mercedes-Benz          | Indira-Gandhi-Straße (44), Lichtenberg (56)               | Citaro C2 G        | GN 18           | 18 m   |                         |      |
| 40 (40)                               | 2019–2020                 | Mercedes-Benz          | Indira-Gandhi-Straße (20), Lichtenberg (20)               | Citaro C2 G        | GN 19           | 18 m   |                         |      |
| 165 (165)                             | 2020                      | Mercedes-Benz          | Indira-Gandhi-Straße (54), Lichtenberg (72), Spandau (39) | Citaro C2 G        | GN 20           | 18 m   |                         |      |
| 251 (251)                             | 2020–2021                 | Mercedes-Benz          | Indira-Gandhi-Straße (125), Spandau (126)                 | Citaro C2 G        | GN 21           | 18 m   |                         |      |
| 17 (17)                               | 2020                      | Solaris                | Indira-Gandhi-Straße (37)                                 | Urbino 18 electric | GE 20           | 18 m   |                         |      |
| Gesamt: 928                           |                           |                        |                                                           |                    |                 |        |                         |      |
| Doppeldecker                          |                           |                        |                                                           |                    |                 |        |                         |      |
| Anzahl                                |                           | Hersteller             |                                                           | Typ                | BVG-Bezeichnung | Länge  | Besonderheit            | Bild |
| 2 (2)                                 | 2020                      | Alexander Dennis (ADL) | Cicerostraße                                              | Enviro500          | DL 20           | 13,8 m | Prototypen              |      |
| 197 (198)                             | 2021                      | Alexander Dennis (ADL) | Britz (60), Cicerostraße (139)                            | Enviro500          | DL 21           | 13,8 m |                         |      |
| Gesamt: 199                           |                           |                        |                                                           |                    |                 |        |                         |      |

## Subunternehmer

### Aktuelle Subunternehmer

#### Busverkehr Berlin KG (BVB)
Linien: 114, 118, 175 (So), 218 (früh), 234, 316, 318, 326, N18 (früh)

#### Schröder Reisen
Linien: M36, 106, 112, 124, 133, 175, 179, 184, 204, 275, 284 (früh), 312, 365 (So), 380, 744, N12, N84

#### DB Regio Bus Ost
Linien: 161, 363

#### Innung des Berliner Taxigewerbes e.V.
Linien: 161 (spät), 168, 294 (Sa, So), 320, 326 (So), 334, 349, 369 (So), 395 (spät), 399 (spät), N23, N35, N39, N53, N61, N62, N68, N69 (Winter), N91, N95, N96, N97

#### Arbeitsgemeinschaft Traditionsbus
Linie: 218
Die AG Traditionsbus ist mit einem Umlauf auf der Linie 218 kleinster Subunternehmer der BVG.

### Ehemalige Subunternehmer
Ehemalige Subunternehmer sind:
- Fa. Hartmann/Der Südender (Betrieb eingestellt seit 3. April 2022)
- Haru Reisen GmbH (Betrieb eingestellt seit 2008)
- Dr. Herrmann (Betrieb eingestellt seit 2021)

## Betriebshöfe

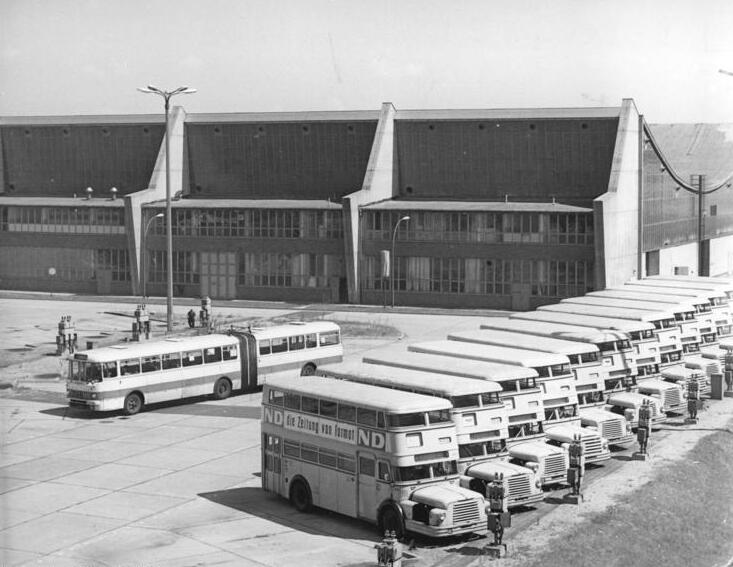
Busbahnhof „I“ in Berlin-Weißensee, 1969

Auf den Betriebshöfen sind Busse und Personal stationiert. Die Busse werden auf jedem Hof von den Betriebswerkstätten nach deren Einsatz täglich gereinigt, gewartet, instand gesetzt und für den nächsten Einsatz bereitgestellt. Zu den unten genannten Betriebshöfen sollen bis 2025 zwei weitere in Betrieb genommen werden (an der Marienfelder Säntisstraße und der Betriebshofverbund Süd-Ost).

### Indira-Gandhi-Straße
Die Busse des Betriebshofes „I“ (Weißensee, Indira-Gandhi-Straße) bedienen hauptsächlich Linien im Nordosten Berlins. Dieser Betriebshof im östlichen Teil Berlins wurde am 1. März 1966 in Betrieb genommen. Mit über 113.000 m² ist es der größte Betriebshof mit rund 470 Bussen.

### Lichtenberg
Die Busse des Betriebshofes „L“ (Lichtenberg, Siegfriedstraße) bedienen Linien im Nordosten Berlins. Inbetriebnahme war 1913 zunächst nur als Straßenbahn-Betriebshof. 1951 kamen Oberleitungsbusse hinzu und seit 1971 handelt es sich um einen kombinierten Betriebshof Omnibus/Straßenbahn. Mit rund 38.000 m² ist es der kleinste Betriebshof mit rund
200 Bussen.

### Müllerstraße
Die Busse des Betriebshofes „M“ (Wedding, Müllerstraße) bedienen Linien im Nordwesten Berlins. Inbetriebnahme war 1927 als Straßenbahn-Betriebshof. Seit 1960 handelt es sich um einen reinen Busbetriebshof. Die Größe beträgt 44.547 m², er beheimatet rund 165 Busse.

### Spandau
Die Busse des Betriebshofes „S“ (Spandau, Am Omnibushof) bedienen Linien im Nordwesten Berlins. Inbetriebnahme war 1967 als einer der jüngsten Höfe. Die Größe beträgt 66.629 m², beheimatet sind derzeit rund 300 Busse.

### Britz
Die Busse des Betriebshofes „B“ (Britz, Gradestraße) bedienen Linien im Süden Berlins. Inbetriebnahme war 1910 zunächst als Straßenbahn-Betriebshof. Seit 1966 handelt es sich um einen reinen Busbetriebshof, der auf rund 44.500 m² ca. 250 Busse beheimatet.

### Cicerostraße
Die Busse des Betriebshofes „C“ (Wilmersdorf, Westfälische Straße/Cicerostraße) bedienen Linien im Südwesten Berlins. Inbetriebnahme war ursprünglich 1900 als Straßenbahn-Betriebshof. Nach der Schließung des Straßenbahnhofs im Jahr 1939 und der Zerstörung durch Kriegseinwirkungen im Jahr 1943, wurde das Gelände anschließend als Kleingartenkolonie benutzt und 1958 als Busbetriebshof wieder in Betrieb genommen. Hier sind auf etwa 43.000 m² rund 230 Busse beheimatet. Beheimatet sind auf dem Betriebshof aufgrund des Platzmangels größtenteils Doppeldecker sowie kurze Eindeckerbusse. Derzeit sind dort lediglich zehn Gelenkbusse und ein paar Leihwagen für den Einsatz auf den Linien X10, X83 und M85 stationiert.